# Aristote
Vous lisez un « bon article » labellisé en 2015.
Aristote, né en 384 et mort en 322 av. J.-C. est un philosophe et polymathe grec de l'Antiquité. Il est avec Platon, dont il a été le disciple à l'Académie, l'un des penseurs les plus influents que le monde occidental ait connus. Il est aussi l'un des rares à avoir abordé presque tous les domaines de connaissance de son temps : biologie, physique, métaphysique, logique, poétique, politique, rhétorique, éthique et, de façon ponctuelle, économie. Chez Aristote, la philosophie, à l’origine « amour de la sagesse », est comprise dans un sens plus large comme recherche du savoir pour lui-même, interrogation sur le monde et science des sciences.
Pour lui, la science comprend trois grands domaines : la science théorique, la science pratique et la science productive ou poïétique (appliquée). La science théorique constitue la meilleure utilisation que l'homme puisse faire de son temps libre. Elle est composée de la « philosophie première » ou métaphysique, de la mathématique et de la physique, appelée aussi philosophie naturelle. La science pratique tournée vers l'action (praxis) est le domaine de la politique et de l'éthique. La science productive couvre le domaine de la technique et de la production de quelque chose d'extérieur à l'homme. Entrent dans son champ l'agriculture, mais aussi la poésie, la rhétorique et, de façon générale, tout ce qui est fait par l'homme. La logique, quant à elle, n'est pas considérée par Aristote comme une science, mais comme l'instrument qui permet de faire progresser les sciences. Exposée dans un ouvrage intitulé Organon, elle repose sur deux concepts centraux : le syllogisme, qui marquera fortement la scolastique, et les catégories.
La nature (physis) tient une place importante dans la philosophie d'Aristote. Selon lui, les matières naturelles possèdent en elles-mêmes un principe de mouvement (en telos echeïn). Par suite, la physique est consacrée à l'étude des mouvements naturels provoqués par les principes propres de la matière. Pour sa métaphysique, il défend l'idée d'un premier moteur qui met en mouvement le cosmos sans être lui-même mû. De même, selon lui tous les vivants ont une âme, mais celle-ci a diverses fonctions. Les plantes ont seulement une âme animée d'une fonction végétative, celle des animaux possède à la fois une fonction végétative et sensitive, celle des hommes est dotée en plus d'une fonction intellectuelle.
La vertu éthique, selon Aristote, est en équilibre entre deux excès. Ainsi, un homme courageux ne doit être ni téméraire, ni couard. Il en découle que l'éthique aristotélicienne est très marquée par les notions de mesure et de phronêsis (que l'on peut traduire par les mots « prudence », « sagacité » ou « sagesse pratique »). Son éthique, tout comme sa politique et son économie, est tournée vers la recherche du Bien. Aristote, dans ce domaine, a profondément influencé les penseurs des générations suivantes. En lien avec son naturalisme, le Stagirite considère la cité comme une entité naturelle qui ne peut durer sans justice et sans amitié (philia).
Après sa mort, sa pensée connaît plusieurs siècles d'oubli. Il faut attendre la fin de l'Antiquité pour qu'il revienne au premier plan. À partir de sa redécouverte, la pensée d'Aristote influence fortement la philosophie et la théologie de l'Occident durant les quatre à cinq siècles suivants, non sans se heurter à la doctrine d'Augustin d'Hippone. Associée au développement des universités, qui débute au XIIe siècle, la pensée aristotélicienne marque profondément la scolastique et, par l'intermédiaire de l'œuvre de Thomas d'Aquin, le christianisme catholique.
Au XVIIe siècle, la percée de l'astronomie scientifique avec Galilée puis Newton discrédite le géocentrisme. Il s'ensuit un profond recul de la doctrine aristotélicienne dans tout ce qui touche à la science. Sa logique, l'instrument de la science aristotélicienne, est également critiquée à la même époque par Francis Bacon. Cette critique se poursuit aux XIXe et XXe siècles où Frege, Russell et Dewey retravaillent en profondeur et généralisent la syllogistique. Au XIXe siècle, sa philosophie connaît un regain d'intérêt. Elle est étudiée et commentée entre autres par Schelling et Ravaisson, puis par Heidegger et, à sa suite, par Leo Strauss et Hannah Arendt, deux philosophes considérés par Kelvin Knight comme des néo-aristotéliciens « pratiques ». Plus de 2 300 ans après sa mort, sa pensée est toujours étudiée et commentée par la philosophie occidentale.

## Liste des œuvres d'Aristote

### Ouvrages conservés
- L'Organon comprend :
  1. Catégories : sur les attributs et les catégories [archive]
  2. De l'interprétation : sur le jugement et la proposition en logique [archive]
  3. Premiers Analytiques : sur le syllogisme [archive]
  4. Seconds Analytiques : sur la démonstration [archive]
  5. Topiques : sur les arguments [archive]
  6. Réfutations sophistiques : sur les sophismes [archive]
- Les ouvrages physiques comprennent :
  - Physique
  - De l'âme
  - De la Génération et de la Corruption
  - Sur L’Univers
  - Traité du Ciel
  - Météorologiques
  - Petits Traités d’histoire naturelle (titre latin : Parva naturalia) :
    1. (De la sensation et des sensibles [archive])
    2. De la mémoire et de la réminiscence
    3. Du sommeil et de la veille
    4. Des rêves [archive]
    5. De la divination dans le sommeil [archive]
    6. De la longévité et de la vie brève
    7. De la jeunesse et de la vieillesse
    8. De la respiration [archive]
    9. De la vie et de la mort

  - Histoire des animaux
  - Parties des animaux
  - Du Mouvement des animaux
  - Marche des animaux
  - Génération des animaux
- Métaphysique Métaphysique
- La science pratique comprend :
  - Éthique à Nicomaque
  - Éthique à Eudème
  - Des vertus et des vices
  - La Grande Morale (d)
  - Politique
  - Constitution d'Athènes
- La science poétique comprend :
  - Poétique
  - Rhétorique

### Ouvrages perdus
Grâce au catalogue bibliographique de Diogène Laërce, nous pouvons nous représenter les écrits qui ne nous sont pas parvenus et savoir lesquels furent remaniés. Trois types d'ouvrages perdus, au nombre de trente environ : a) des discours exotériques, b) des écrits doxographiques ; c) des écrits hypomnématiques.
- Parmi les discours exotériques (έξωτερικοὶ λόγοι), dialogues de jeunesse, entre 360 et 345 av. J.-C., destinés à un large public, de forme littéraire, dont il ne reste que des fragments, mais mieux connus que le reste de l'œuvre d'Aristote durant l'Antiquité :
  - Grylos ou De la rhétorique (361 av. J.-C., date de la mort de Grylos, fils de Xénophon) : contre Isocrate
  - Eudème ou De l'âme (354 av. J.-C., date de la mort d'Eudème de Chypre) : sur l'immortalité, la préexistence, la transmigration de l'âme
  - Protreptique d'Aristote (353 av. J.-C., date du Sur l'échange d'Isocrate ; surtout conservé dans le Protreptique de Jamblique) : sur la vie contemplative. Trad. Jacques Follon, Invitation à la philosophie. Protreptique, Mille et Une Nuits, 2000, 63 p. Aristote, jeune, est encore platonicien.
  - Sur la philosophie (Περὶ φιλοσοφίας) (348-345 av. J.-C., à Assos) : sur la cosmologie, contre les Idées et les Nombres idéaux. H. D. Saffrey, Le 'Peri philosophias' d'Aristote et la théorie platonicienne des Idées Nombres, Philosophia Antiqua, vol. VII, Leyde, éd. E. J. Brill, 1955, XII, 74 p., deuxième édition revue et augmentée avec compte-rendu par H. Cherniss, Leyde, éd. Brill, 1971. Aristote, mûr, fait une critique de la théorie des Nombres idéaux.
- Parmi les écrits doxographiques, recueils de dogmes :
  - Du Bien (posthume, 300 av. J.-C. selon H. J. Krämer) : texte et trad. Marie-Dominique Richard, L'enseignement oral de Platon, Cerf, 1986, p. 83, 249-286. Sur Platon et son enseignement oral ésotérique.
  - Des Idées : voir S. Mansion, « La critique de la théorie des Idées dans le Περί Ιδέων d’Aristote », Revue philosophique de Louvain, 47 (1949), p. 169-202. Sur Platon.
  - Des Pythagoriciens (Περὶ τῶν Πυθαγορείων) (vers 360 av. J.-C. ?), trad. an. : The Complete Works of Aristotle, J. Barnes édi., Princeton University Press, 1984, p. 2441-2446.
- Parmi les écrits hypomnématiques, mémoires provenant d'exercices dans l'Académie :
  - Divisions : Aristoteles, Divisiones, éd. par H. Mutschmann, Leipzig, 1906. Compilation due à un auteur frotté de philosophie platonicienne et aristotélicienne (Paul Moraux).
  - Des contraires : Aristotelis Fragmenta Selecta, 1955, p. 105.

Selon la Vita Marciana et Plutarque, Aristote aurait composé une luxueuse édition de l'Illiade pour Alexandre le Grand. Le livre ne fut jamais recouvré, des rumeurs indiqueraient qu'il fut enterré avec Alexandre, un tombeau lui aussi introuvable.

## Anthroponymie
Le nom français Aristote dérive du nom grec Aristotélês (en grec ancien : Ἀριστοτέλης [aristotelɛːs]).
Il est composé de aristos « le meilleur » et telos « achèvement, accomplissement, réalisation ».

## Biographie

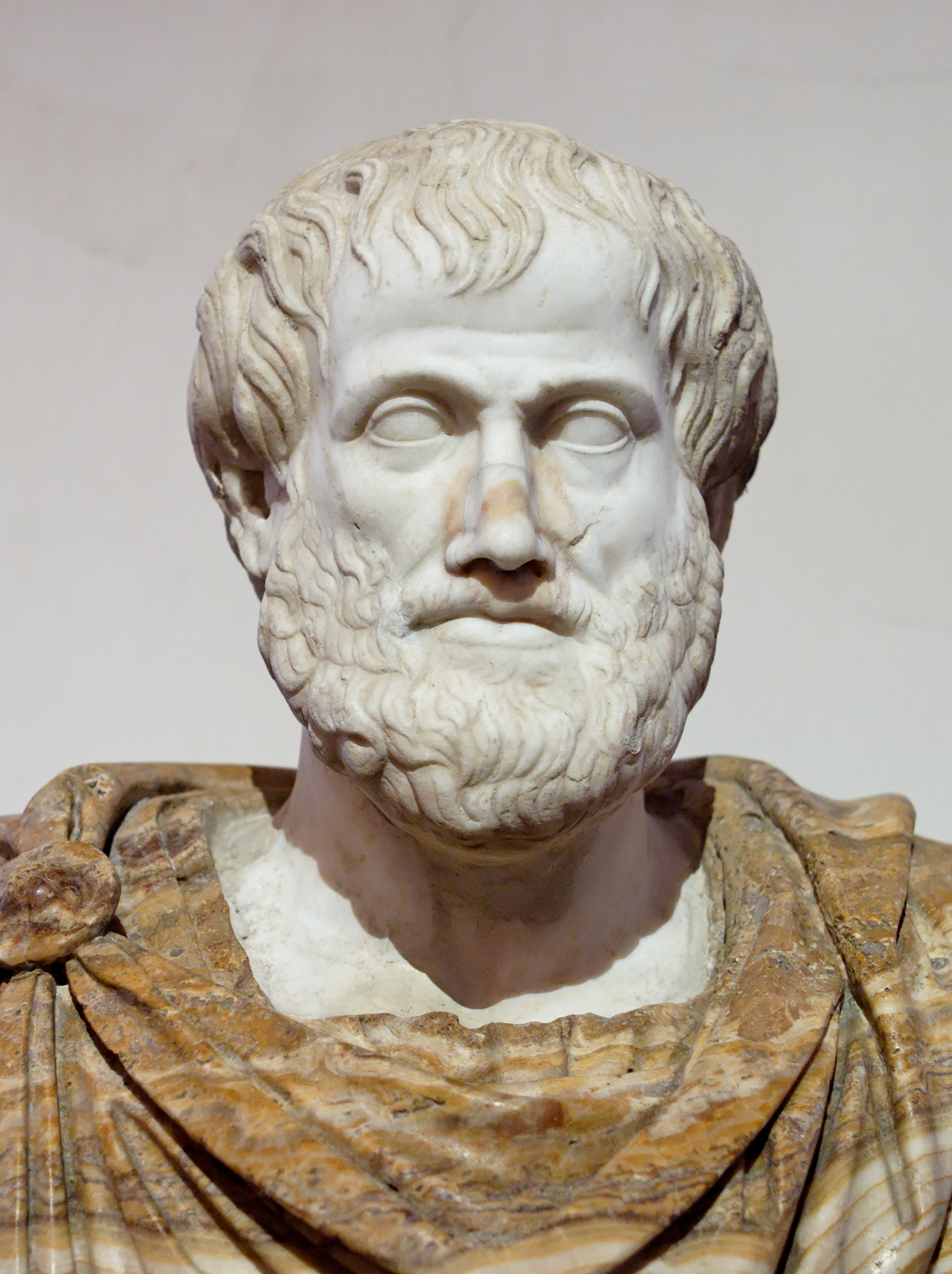
Buste d'Aristote. Copie romaine en marbre d'un buste grec en bronze par Lysippe, c. 330 av. J.-C., avec une cape moderne en albâtre.

La vie d'Aristote n’est connue que dans ses grandes lignes,,. Son œuvre ne comporte que très peu de détails biographiques et peu de témoignages de ses contemporains nous sont parvenus. Ses doxographes (entre autres Denys d'Halicarnasse et Diogène Laërce) lui sont postérieurs de quelques siècles. Il a été le précepteur d'Alexandre le Grand auquel il a transmis l'esprit critique et philosophique ainsi que le sentiment d'appartenance à l'hellénisme. D'après ses biographes, notamment Diogène Laërce, Aristote aurait été doté d'un certain humour et aurait soit bégayé, soit eu un cheveu sur la langue.

### Années de jeunesse
Aristote est né en 384 avant notre ère à Stagire, cité de Chalcidique située sur le golfe Strymonique en Grèce, d’où son surnom de « Stagirite ». Son père, Nicomaque, appartient à la corporation des Asclépiades. Il est le médecin et l'ami du roi de Macédoine Amyntas III. Sa mère, Phéstias, une sage-femme, est originaire de Chalcis dans l'île d'Eubée. La famille d'Aristote prétend descendre de Machaon. Orphelin de père à 11 ans, il est élevé par son beau-frère, Proxène d'Atarnée, en Mysie. C'est à cette époque qu'il se lie d'amitié avec Hermias d'Atarnée, futur tyran de Mysie.
De son épouse, Pythias, fille adoptive d'Hermias d'Atarnée, il a une fille, Pythias, née vers -345. Sa fille épouse vers -318, un aristocrate spartiate du nom de Procles (Prokles), de cette union, naîtront deux fils, Proclés et Démarate, tous deux élèves de Théophraste. Le petit-fils d'Aristote du nom de Proclés est probablement le grand-père paternel de Nabis, tyran de Sparte.
Vers 367, à l'âge de 17 ans, il est admis à l'Académie de Platon ; il y reste vingt ans. Platon le surnomme, sans doute affectueusement, le « liseur » (anagnostes), selon toute vraisemblance en raison de son appétit de lecture. D'après la même source, Platon l'aurait aussi surnommé « ὁ Nοῦς », c'est-à-dire « l'Intelligence » (nous dirions aujourd'hui « le Cerveau »). Cela n'empêchera pas Aristote de rejeter la théorie des Idées de Platon, en se justifiant ainsi : « Ami de Platon, mais encore plus de la vérité ». Formé et profondément influencé par les platoniciens, il ajoute : « ce sont des amis qui ont introduit la doctrine des Idées. […] Vérité et amitié nous sont chères l'une et l'autre, mais c'est pour nous un devoir sacré d'accorder la préférence à la vérité »,.
Aristote a probablement participé aux Mystères d'Éleusis.

### Précepteur d'Alexandre le Grand

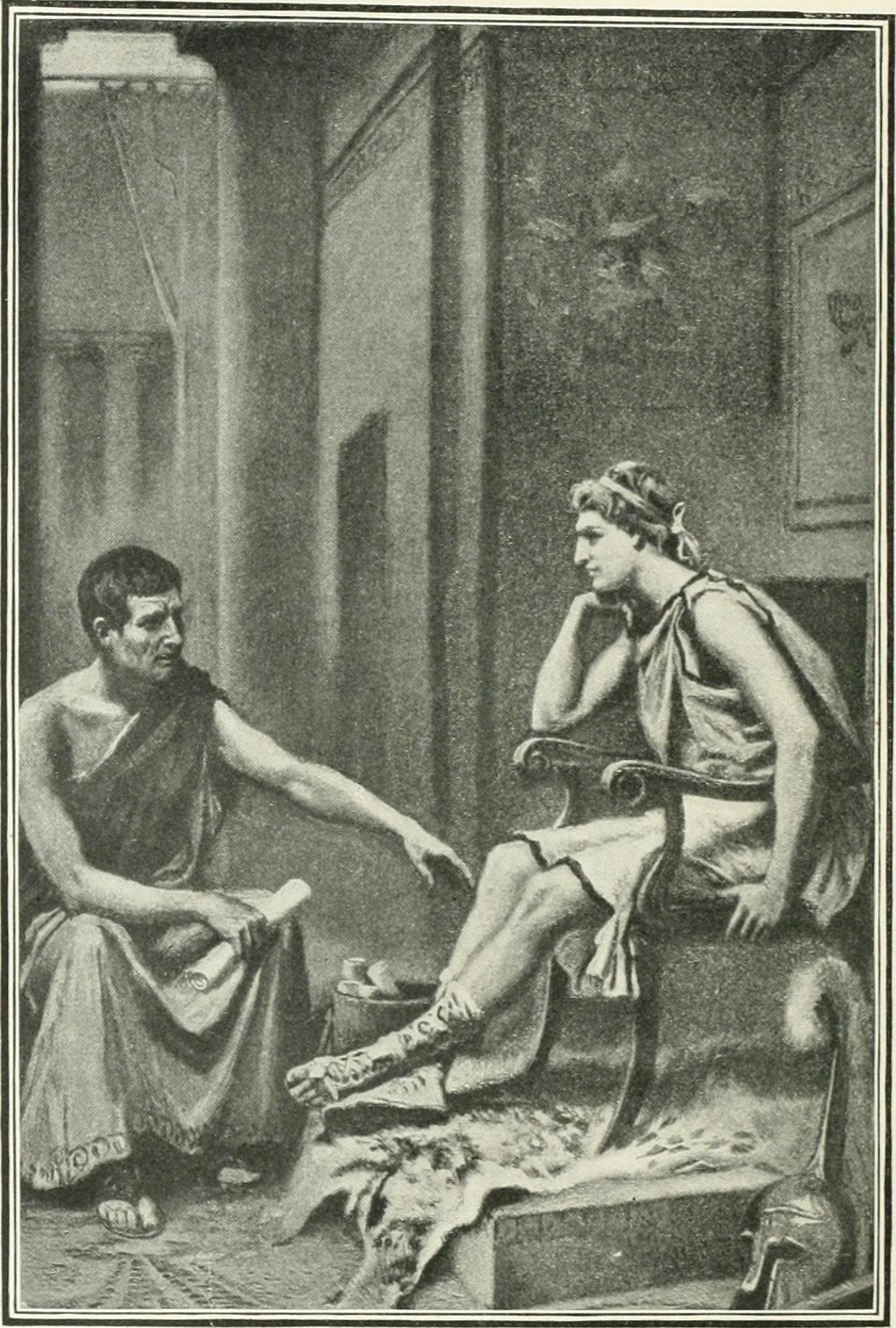
Aristote enseignant à Alexandre (1904).

Durant la période où il fréquente l'Académie, Aristote suit la vie politique locale, mais sans pouvoir y participer du fait de son statut de métèque. Quand Platon meurt vers 348-347 avant notre ère, son neveu Speusippe lui succède comme scholarque. Aristote, dépité, part pour Atarnée avec son condisciple Xénocrate ; ce départ peut tout aussi bien avoir été causé par l'hostilité grandissante envers les Macédoniens. Peu de temps auparavant, en 348, le roi Philippe II a réduit en esclavage la population d'Olynthe, une cité amie des Athéniens, et a fait raser Stagire, dont la population a elle aussi été vendue à l'encan.
À Atarnée en Troade, sur la côte d'Anatolie, Aristote rejoint Hermias d'Atarnée, ami d'enfance et tyran de cette cité. Quand la Macédoine et Athènes font la paix en 346, Aristote s'établit dans le petit port d'Assos en compagnie de Xénocrate et de deux autres philosophes platoniciens, Érastos et Coriscos. Il y ouvre une école de philosophie inspirée par l'Académie.
En 343, à la demande de Philippe II, il devient le précepteur du prince héritier, le futur Alexandre le Grand, alors âgé de 13 ans. Le choix d’Aristote par Philippe a dû s'imposer aisément, en partie en raison des relations d'amitié qui unissent dès leur jeune âge le roi de Macédoine et le philosophe. Aristote, exceptionnel encyclopédiste dès cette époque, est aussi préféré au vieil Isocrate, à ses deux disciples, Isocrate d’Apollonie et Théopompe, ainsi qu'à Speusippe,. Il enseigne à Alexandre les lettres et sans doute la politique, durant deux ou trois ans, au Nympheum de Miéza. Alexandre reçoit les leçons en compagnie de ses futurs compagnons d'armes : Héphestion, Ptolémée, Perdiccas, Eumène, Séleucos, Philotas et Callisthène. Lorsqu'Alexandre devient régent à l'âge de 15 ans, Aristote cesse d'être son précepteur, mais reste toutefois à la cour durant les cinq années suivantes. Selon certaines sources, Alexandre lui aurait fourni des animaux provenant de ses chasses et expéditions afin qu'il les étudie, ce qui lui aurait permis d'accumuler l'énorme documentation dont font preuve ses ouvrages de zoologie,.
Vers 341, il recueille et épouse Pythias, nièce et fille adoptive d'Hermias, réfugiée à Pella, qui lui donne une fille, prénommée elle aussi Pythias. Devenu veuf en 338, il prend pour seconde épouse une femme de Stagire, Herpyllis, dont il a un fils qu'il nomme Nicomaque. L’Éthique à Nicomaque, qui porte sur la vertu et la sagesse, n'est adressée ni au père d'Aristote, mort depuis longtemps, ni à son fils qui n'est pas encore né au moment de sa rédaction, mais mentionne Nicomaque fils comme l'éditeur de l’Éthique à Nicomaque, aidé par Théophraste ou par Eudème,.
Aristote retourne à Athènes en 335, à un moment où — vraisemblablement grâce à son intercession — la cité est épargnée par Alexandre bien qu'elle se soit révoltée contre l'hégémonie macédonienne en compagnie de Thèbes.

### Fondation du Lycée

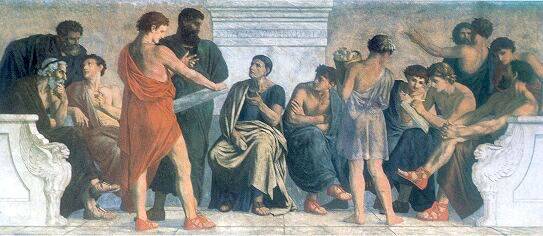
École d'Aristote, peinture de 1880 par Gustav Adolph Spangenberg.

Peu après son retour à Athènes, vers 335, Aristote fonda sa propre école dans un gymnase public appelé Lycée, d'où elle tira son nom ; ce gymnase était déjà un lieu de réunion philosophique, et Socrate lui-même avait coutume de s'y rendre. Les locaux furent loués et non achetés, attendu que les métèques n'avaient pas le droit de propriété. Le terrain comportait une promenade (le peripatos), allée plantée d'arbres dans laquelle maître et disciples déambulaient volontiers,. Les aristotéliciens sont donc « ceux qui se promènent près du Lycée » (Lukeioi Peripatêtikoi, Λύκειοι Περιπατητικοί) d'où le nom d'école péripatéticienne qu'on utilise parfois pour désigner l'aristotélisme. Le Lycée comprend une bibliothèque, un musée (Mouseîon) et des salles de conférences équipées de matériel pour l'étude et la recherche.
Aristote donne deux types de cours : celui du matin, « acroamatique » ou « ésotérique », est réservé aux disciples avancés ; celui de l'après-midi, « exotérique », est ouvert à tous,. Lui-même demeure dans le bois du mont Lycabette[réf. nécessaire].
La troisième et dernière grande période de production d'Aristote se situe donc au Lycée (335-323). De cette période datent vraisemblablement le livre VIII de la Métaphysique, les Petits traités d'histoire naturelle, l’Éthique à Eudème, l'autre partie de l’Éthique à Nicomaque (livres IV, V, VI), la Constitution des Athéniens, et peut-être les Économiques.

### Dernières années

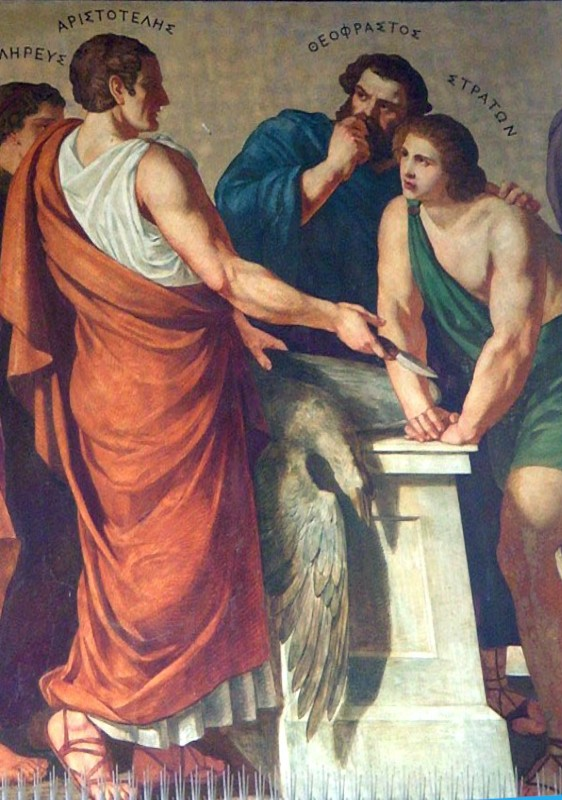
Aristote, Théophraste, et Straton de Lampsaque.

En 327, Alexandre fait mettre en prison Callisthène, le neveu d'Aristote, parce qu'il a refusé de se prosterner à la mode perse devant lui et qu'il serait impliqué dans la conspiration d’Hermolaos et des pages. Callisthène meurt durant sa captivité à Bactres. La mort et le déshonneur infligé à son neveu amènent Aristote à s'éloigner de son ancien élève, y compris sur le plan de la pensée politique, comme tend à le prouver un de ses derniers écrits intitulé Alexandre ou des Colonies.
À la mort d'Alexandre le Grand en juin 323, menacé par l'agitation anti-macédonienne portée à son comble à Athènes par la rébellion contre Antipater, Aristote estime prudent de fuir Athènes, fuite d'autant plus justifiée qu'Eurymédon, hiérophante à Éleusis, porte contre lui une absurde accusation d'impiété, lui reprochant d'avoir composé un Hymne à la vertu d'Hermias d'Atarnée, genre de poème uniquement réservé au culte des dieux. Décidé à ne pas laisser les Athéniens commettre un « nouveau crime contre la philosophie » — le premier étant la condamnation à mort de Socrate —, Aristote se réfugie avec sa seconde femme, Herpyllis, et ses enfants, Pythias et Nicomaque, dans l'île d'Eubée, à Chalcis où sa mère a hérité d'un domaine. C'est là qu'il meurt, âgé de 63 ans, , emporté sans doute par la maladie d'estomac dont il souffre depuis longtemps. Dans son testament, il prend des dispositions pour l'émancipation de ses esclaves et pense à assurer l'avenir de tous ses proches. Son corps est transféré à Stagire.
Théophraste, son condisciple et ami, lui succède à la tête du Lycée. À l'époque de Théophraste et de son successeur, Straton de Lampsaque, le Lycée connaît un déclin jusqu'à la chute d'Athènes en 86 avant notre ère. L'école est refondée au Ier siècle avant notre ère par Andronicos de Rhodes et connaît un fort rayonnement jusqu'à ce que les Goths et les Hérules saccagent Athènes en 267 de notre ère.

### Aspect physique

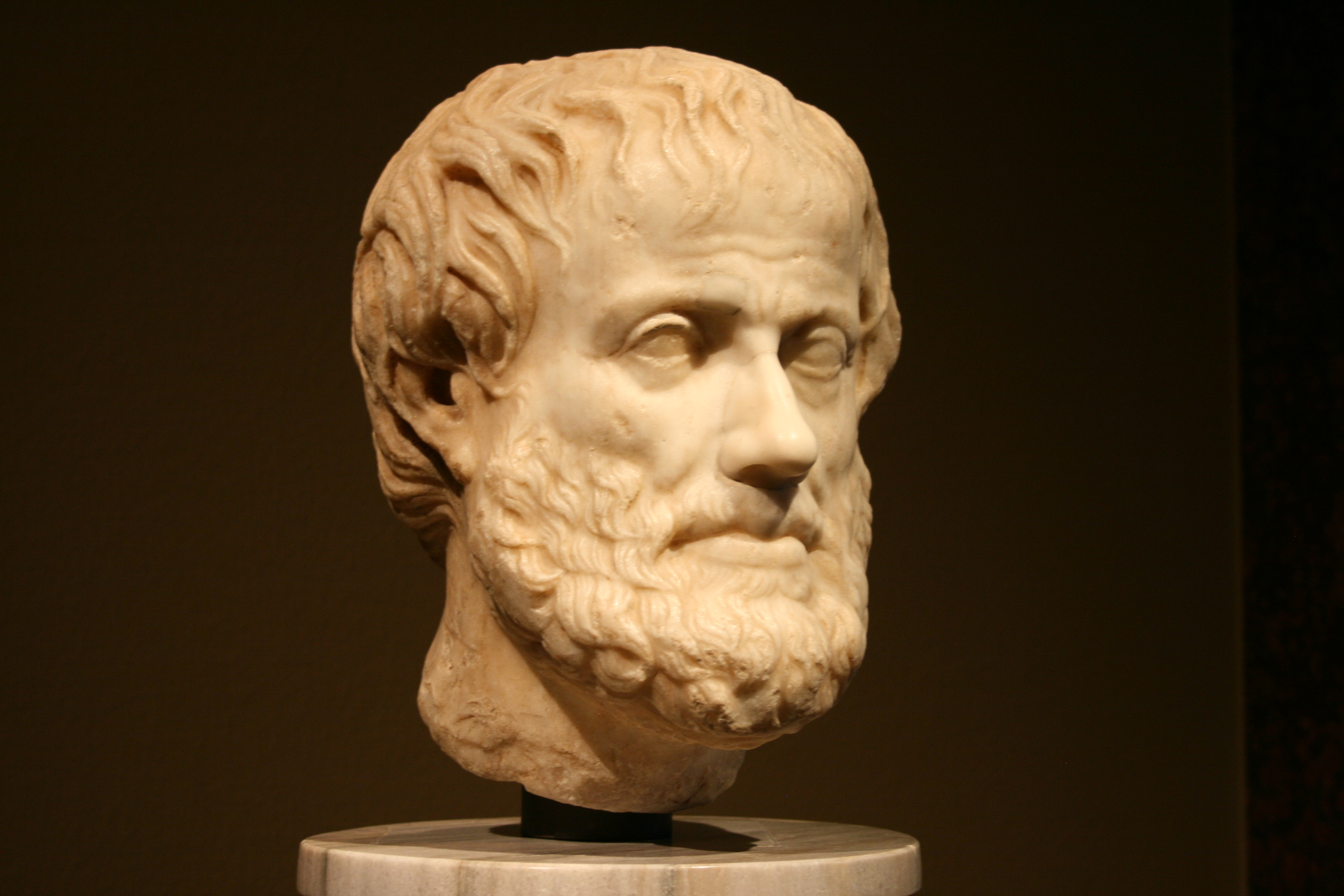
Le buste du musée d'Histoire de l'art de Vienne, considéré comme l'un des plus beaux.

Aristote est de petite taille, trapu, avec des jambes grêles et de petits yeux enfoncés. Sa tenue vestimentaire est voyante et il n'hésite pas à porter des bijoux. Les sources antiques décrivent Aristote avec un crâne dégarni (Vie anonyme), des petits yeux (Diogène Laërce, V, 1) et des cheveux et barbes taillés courts (Élien, III, 19). Les statues d'Aristote sont nombreuses dans l'Antiquité ; le type statuaire en pied est attesté (une statue du palais Spada est identifiée à tort au philosophe).
Aristote attache une grande importance aux portraits commémoratifs, ce qui se remarque dans son testament et celui de Théophraste et est confirmé par Pline l'Ancien (XXXV, 106), qui mentionne un portrait peint de la mère du Stagirite. 18 exemplaires du buste d'Aristote sont conservés, ainsi que des pâtes de verre avec le visage de profil. Ce portrait est très proche de celui d'Euripide, qu'Aristote admire beaucoup, composé vers 330-320 avant notre ère. L'attribution de sa création à Lysippe n'est pas certaine.

## Philosophie

### Apparences et opinions crédibles (endoxa)

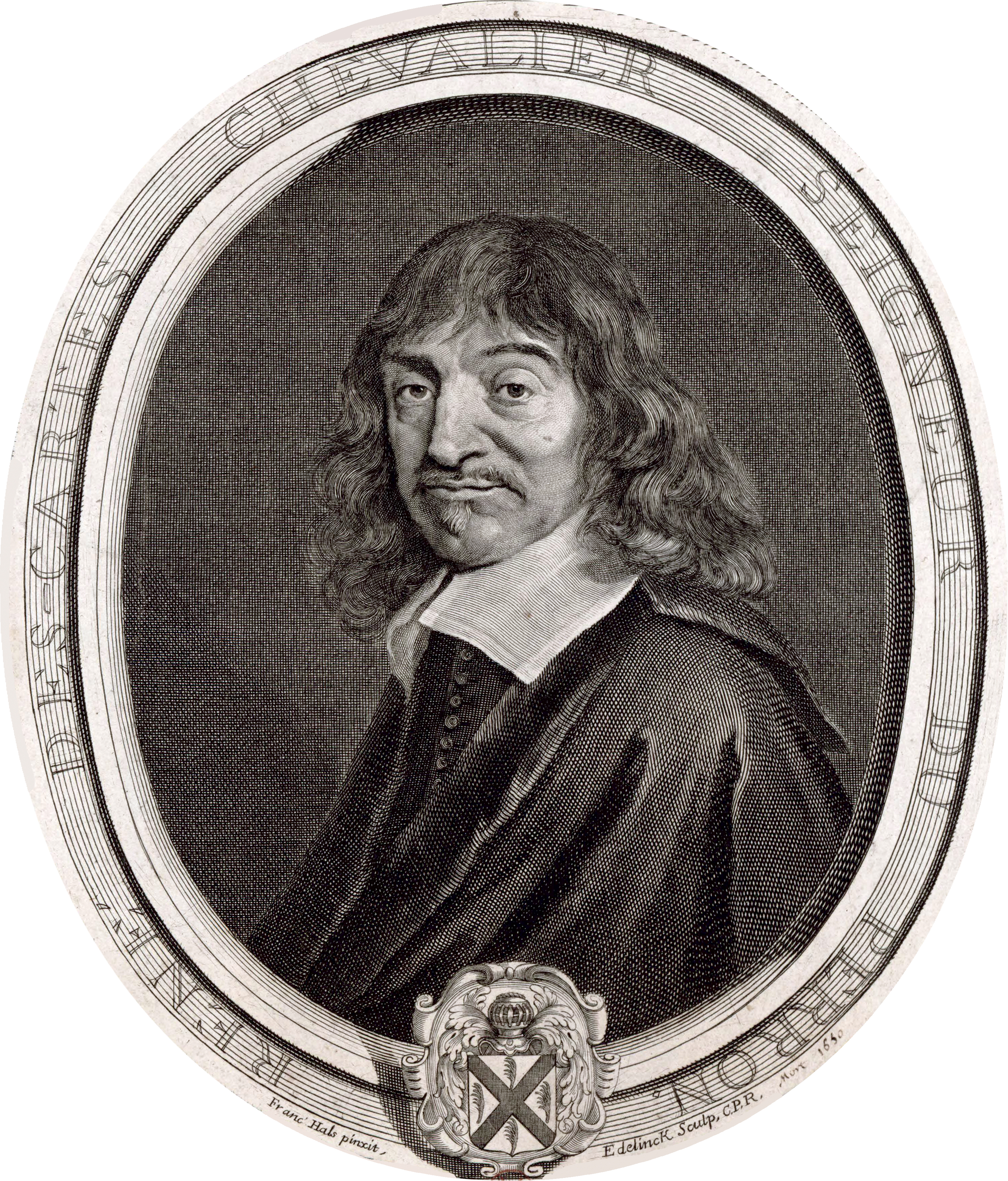
Aristote fait plus confiance aux capacités perceptives des hommes que René Descartes.

La démarche d'Aristote est à l'opposé de celle de Descartes. Alors que le philosophe français entame sa réflexion philosophique par un doute méthodologique, Aristote soutient au contraire que nos capacités de perception et de cognition nous mettent en contact avec les caractéristiques et les divisions du monde, ce qui n'exige donc pas un scepticisme constant. Aristote a confiance dans la sensation, qui atteint son objet propre ; l'erreur ne s'introduit qu'avec le jugement. L'intuition sensible et l'intuition intellectuelle sont dans une relation de continuité. Pour Aristote, les apparences (phainomena en grec), les choses étranges que nous percevons, conduisent à penser notre place dans l'univers et à philosopher. Une fois la pensée mise en éveil, il préconise de rechercher les opinions des gens sérieux (endoxa vient de endoxos mot désignant en grec un homme notable de haute réputation). Il ne s'agit pas de prendre ces opinions crédibles comme des vérités, mais de tester leur capacité à rendre compte de la réalité.

### Philosophie et science
Dans le Protreptique, une œuvre de jeunesse, Aristote affirme que « la vie humaine implique l'exigence de se faire philosophe, c'est-à-dire d'aimer (philein) et de rechercher la science, ou plus précisément la sagesse (sophia) ». À cette époque, la philosophie est donc, pour lui, désir de savoir. La philosophie cherche in fine le bien des êtres humains. La philosophie pense la totalité. La science ou, pour reprendre le mot d'Aristote, l’épistémè, traite des champs particuliers du savoir (physique, mathématique, biologie, etc.). La philosophie théorique est donc première par rapport à la praxis, terme souvent traduit par « science pratique » et dont relève la politique : « Aristote distingue en effet entre le bonheur que l'homme peut trouver dans la vie politique, dans la vie active, et le bonheur philosophique qui correspond à la théorie, c'est-à-dire à un genre de vie qui est consacré tout entier à l'activité de l'esprit. Le bonheur politique et pratique n'est bonheur aux yeux d'Aristote que de façon secondaire ».
La distinction moderne entre philosophie et science date de la fin du XVIIIe siècle, elle est donc très largement postérieure à Aristote. Elle est également postérieure à l'article « philosophie » de l'Encyclopédie de Diderot et d'Alembert.

## Science

### Épistémè(science) ettechnè(art, techniques)

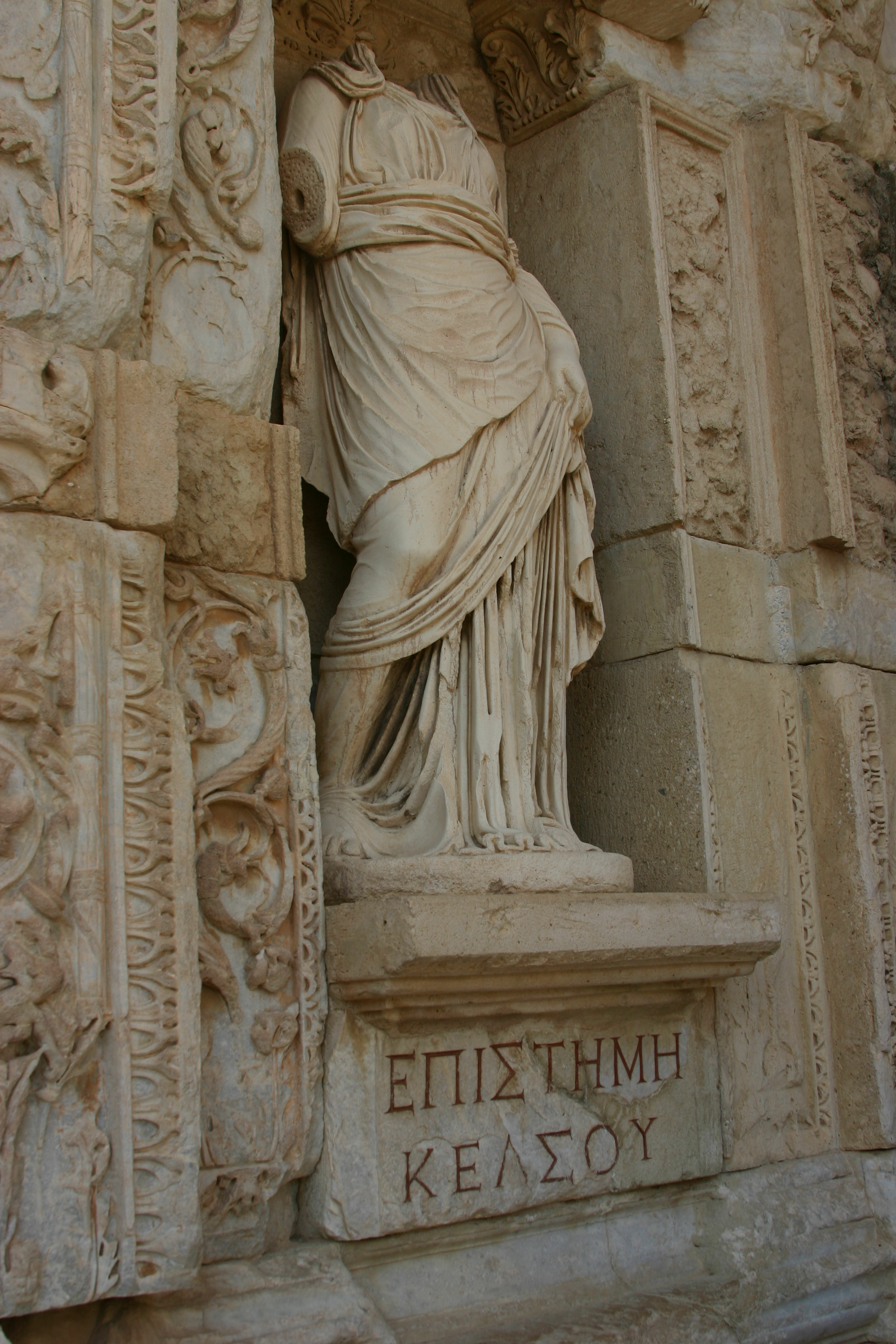
Statue d'Épistèmè (connaissance) dans la bibliothèque de Celsus à Éphèse.

Aristote distingue cinq vertus intellectuelles : la technè, l’épistémè, la phronésis (prudence), la sophia (sagesse) et le noûs (intelligence). La technè est souvent traduite par art ou technique, alors que l’épistémè se traduit par connaissance ou science. Toutefois, l’épistémè ne correspond pas à la notion de science moderne car elle n'inclut pas l'expérimentation. Alors que l’épistémè est la science des vérités éternelles, la technè (l'art, la technique) est consacrée au contingent et traite de ce que l'homme crée. La médecine relève à la fois de l’épistémè, car elle étudie la santé humaine, et de la technè, car il faut soigner un malade, produire de la santé. Alors que l’épistémè peut être apprise dans une école, la technè vient de la pratique et de l'habitude.
La science utilise la démonstration comme instrument de recherche. Démontrer, c'est montrer la nécessité interne qui gouverne les choses, c'est en même temps établir une vérité par un syllogisme fondé sur des prémisses assurées. La science démonstrative « part de définitions universelles pour arriver à des conclusions également universelles ». Toutefois, dans la pratique, le mode de démonstration des différentes sciences diffère selon la spécificité de leur objet.
La division ternaire des sciences (théorique, pratique et productive) n'inclut pas la logique car celle-ci a pour tâche de formuler « les principes d'une argumentation correcte que tous les domaines de recherche ont en commun ». La logique vise à établir à un haut niveau d'abstraction les normes d'inférences (relations de cause à effet) qui doivent être suivies par quelqu'un cherchant la vérité, et à éviter les inférences fallacieuses. Elle est développée dans un ensemble de travaux connus depuis le Moyen Âge sous le nom d’Organon (mot voulant dire instrument en grec). Ce qu'on appelle « science productive » relève de la technè et de la production (poïesis) ; la science pratique relève de la praxis (action) et de l’épistémè (science) en ce qu'elle cherche également des inférences stables à l'intérieur d'une science.

### Science spéculative ou contemplative

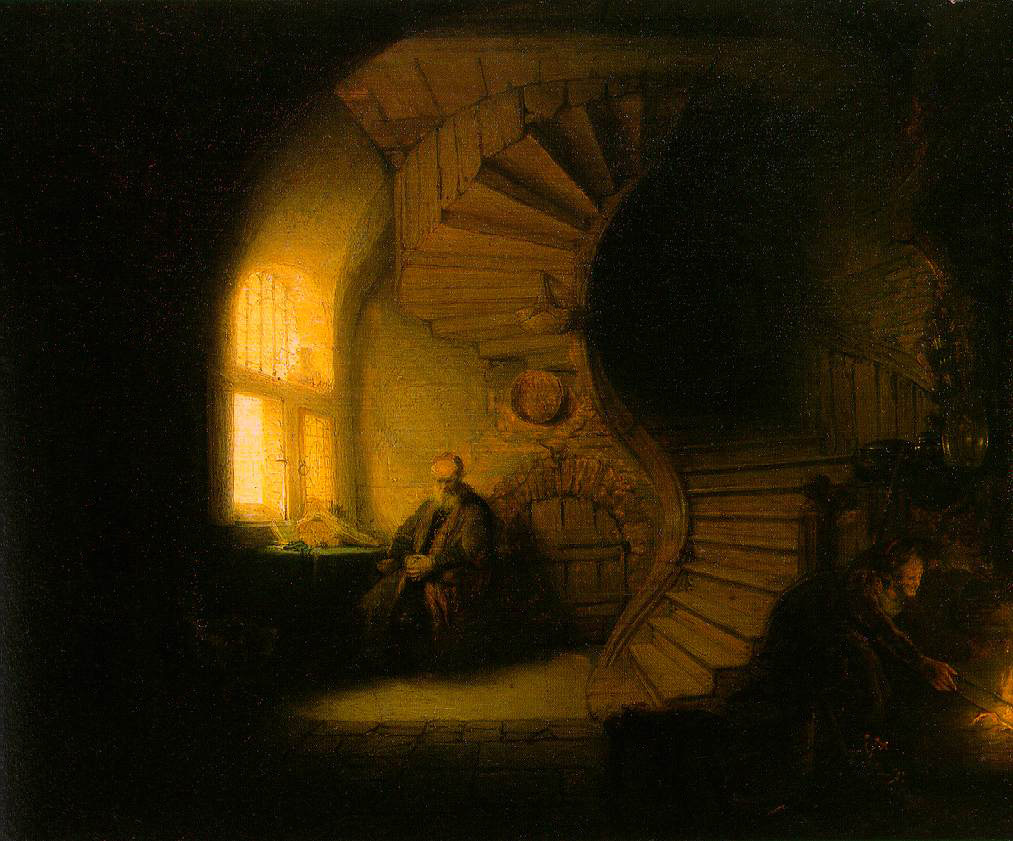
Rembrandt, Philosophe en contemplation.

La science spéculative ou théorique (θεωρία, « contemplation ») est désintéressée, elle constitue la fin en soi de l'âme humaine et l'achèvement de la pensée. Elle constitue la meilleure utilisation que l'homme puisse faire de son temps libre (skholè), durant lequel, détaché de ses préoccupations matérielles, il peut se consacrer à la contemplation désintéressée du vrai. C'est la raison pour laquelle certains spécialistes d'Aristote, comme Fred Miller, préfèrent parler de sciences contemplatives plutôt que théoriques. Il y a autant de divisions de la science théorique qu'il y a d'objets d'étude, c'est-à-dire de champs différents de réalité (genres, espèces, etc.) Aristote distingue la « philosophie première » – future métaphysique, qui a pour objet d'étude la totalité de ce qui est – les mathématiques qui portent sur les nombres, c'est-à-dire les quantités en général, tirées de la réalité par l'opération d'abstraction, et la physique ou philosophie naturelle. La physique témoigne d'abord d'une volonté de comprendre l'univers comme un tout. Elle vise davantage à résoudre des énigmes conceptuelles qu'à procéder à des recherches empiriques. Elle recherche également les causes en général ainsi que la cause première et dernière de tout mouvement en particulier. La philosophie naturelle d'Aristote ne se limite pas à la physique proprement dite. Elle inclut la biologie, la botanique, l'astronomie et peut-être la psychologie.

### Science pratique (praxis)

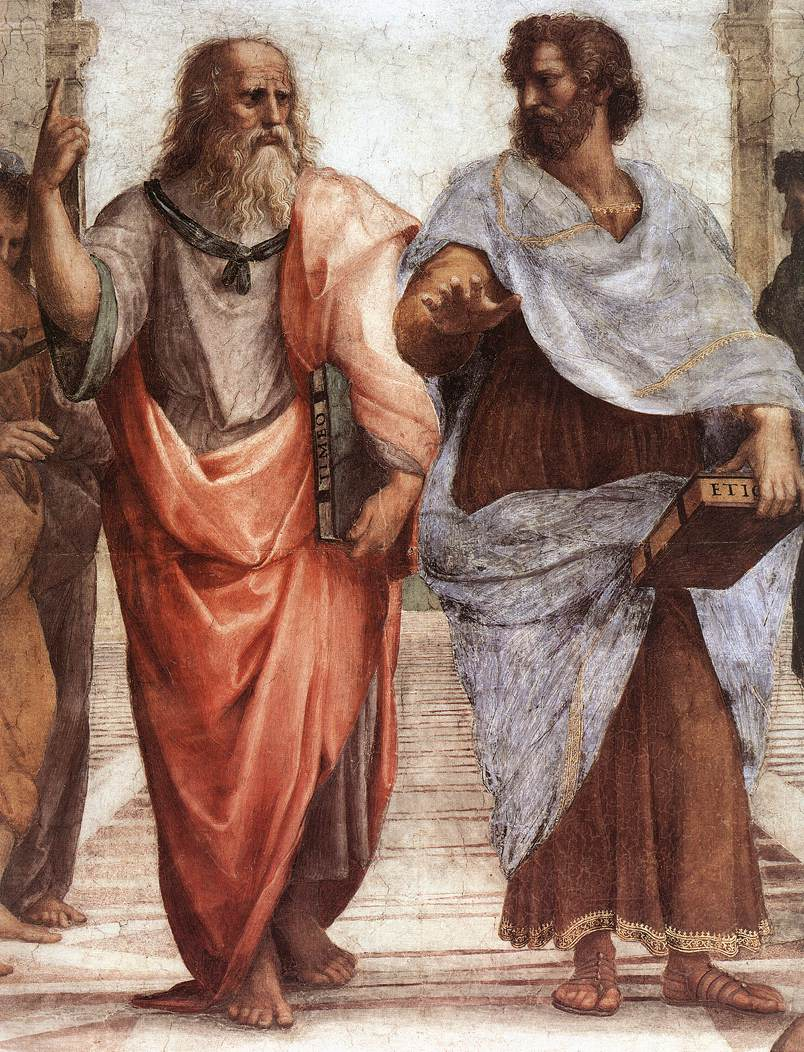
Détail de L'École d'Athènes, fresque vaticane de Raphaël (début du XVIe siècle). Platon (à gauche) pointe le doigt vers le ciel, symbole de sa croyance dans les Idées. Aristote (à droite) tourne la paume de sa main vers le sol, symbole de sa croyance dans l'observation empirique.

L'action (praxis, en grec ancien πρᾶξις), par opposition à la production (poïesis), est, selon Aristote, l'activité dont la fin est immanente au sujet de l'activité (l'agent), activité dont la fin (l'objet produit) est extérieure au sujet de l'activité. Les sciences pratiques touchent à l'action humaine, aux choix à faire. Elles comprennent la politique et l'éthique. La science pratique (praxis) relève de la raison pratique (phronesis)

### Science productive ou poïétique (τέχνη)
Il s'agit du savoir-faire ou de la technique, qui consiste en une disposition acquise par l'usage, ayant pour but la production d'un objet qui n'a pas son principe en lui-même, mais dans l'agent qui le produit (par opposition à une production naturelle). La technè étant au service d'une production, elle est du domaine de l'utilité et de l'agrément, elle vise toujours le particulier et le singulier. L'agriculture, la construction de bateaux, la médecine, la musique, le théâtre, la danse, la rhétorique ressortissent à la science productive.

### Science chez Aristote et chez Platon: hylémorphisme opposé à idéalisme

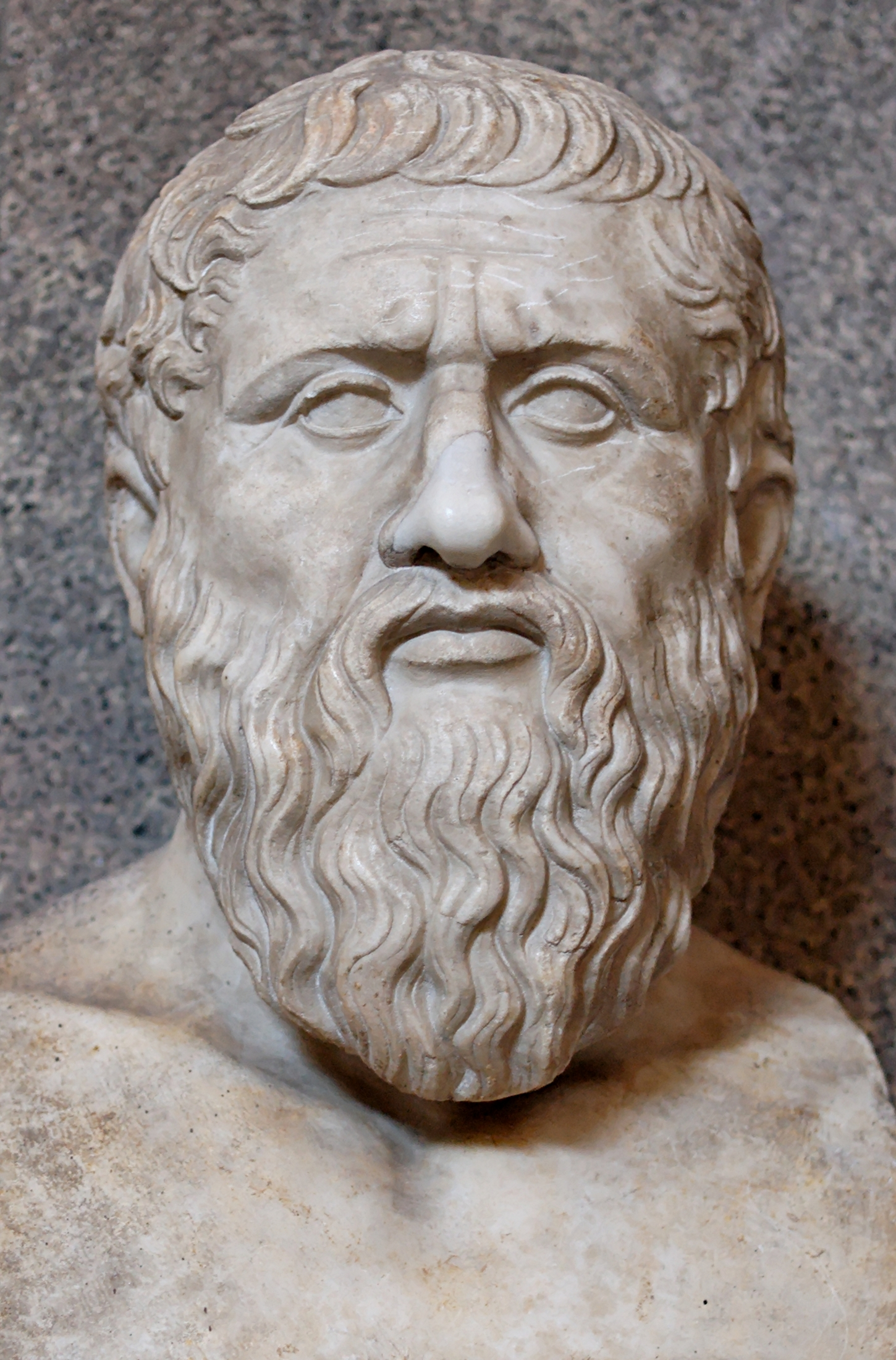
Buste de Platon. Copie romaine d’un original grec du dernier quart du IVe siècle avant notre ère.

Selon Aristote, Platon conçoit « l'essence ou idée (εἶδος, eïdos) comme un être existant en soi, tout à fait indépendamment de la réalité sensible » de sorte que la science doit aller au-delà du sensible pour atteindre « des intelligibles, universels, immuables et existants en eux-mêmes ». Cette façon de voir présente, selon lui, deux inconvénients majeurs : elle complique le problème en créant des êtres intelligibles et elle conduit à penser les idées, l'universel, comme indépendants du sensible ce qui, selon lui, nous écarte de la connaissance du réel.
Pour Aristote, l'essence ou la forme (eïdos morphè) ne peut exister qu'incarnée dans une matière (ὕλη, hulé). Cela le conduit à élaborer « la thèse dite de l'hylémorphisme qui consiste à penser l'immanence, la nécessaire conjonction, en toute réalité existante, de la matière (hulè) et de la forme (morphè) qui la modèle ».
Mais, en procédant ainsi, il se trouve confronté au problème de l'universel. En effet, pour Platon, cette question ne se pose pas puisque l'universel appartient au domaine des idées. Pour Aristote, l'universel consiste plutôt en une intuition de la forme ou de l'essence et dans le fait de poser un énoncé, telle la définition d'un homme comme « animal politique ».

## Logique

### Organon
L’Organon est constitué d'un ensemble de traités sur la façon de mener une réflexion juste. Le titre du livre, « organon », qui signifie « instrument de travail », constitue une prise de position contre les stoïciens pour lesquels la logique est une part de la philosophie.
Le livre I, appelé Catégories, est consacré à la définition des mots et des termes. Le livre II, dédié aux propositions, est nommé en grec Περὶ ἑρμηνείας / Peri Hermeneias, c'est-à-dire « De l'interprétation ». Les spécialistes le désignent généralement sous son appellation latine De Interpretatione. Le livre III, appelé les Premiers Analytiques, traite du syllogisme en général. Le livre IV, appelé Seconds Analytiques, est consacré aux syllogismes dont les résultats sont le fruit de la nécessité (ex anankês sumbainein), c'est-à-dire sont les conséquences logiques de la prémisse (protasis). Le livre V, nommé Topiques, est dédié aux règles de la discussion et aux syllogismes dont les prémisses sont probables (raisonnement dialectique à partir d’opinions généralement acceptées). Le livre VI, appelé Réfutations sophistiques, est considéré comme une section finale ou comme un appendice du livre V. Au Livre II de De Interpretatione, certains chapitres sont particulièrement importants, tel le chapitre 7 d'où dérive le carré logique ainsi que le chapitre 11 qui est à l'origine de la logique modale.

### Enquête, démonstration et syllogisme
Dans les Premiers Analytiques, Aristote cherche à définir une méthode destinée à permettre une compréhension scientifique du monde. Pour lui, le but d'une recherche ou d'une enquête est d'aboutir à « un système de concepts et de propositions hiérarchiquement organisés, fondés sur la connaissance de la nature essentielle de l'objet de l'étude et sur certains autres premiers principes nécessaires ». Pour Aristote, « la science analytique (analytiké épistémè) […] nous apprend à connaître et à énoncer les causes par le moyen de démonstration bien construite ». Le but est d'atteindre des vérités universelles du sujet en lui-même en partant de sa nature. Dans les Seconds Analytiques, il aborde la façon dont il faut procéder pour atteindre ces vérités. Pour cela, il faut d'abord connaître le fait, puis la raison pour laquelle ce fait existe, puis, les conséquences du fait, et les caractéristiques du fait.

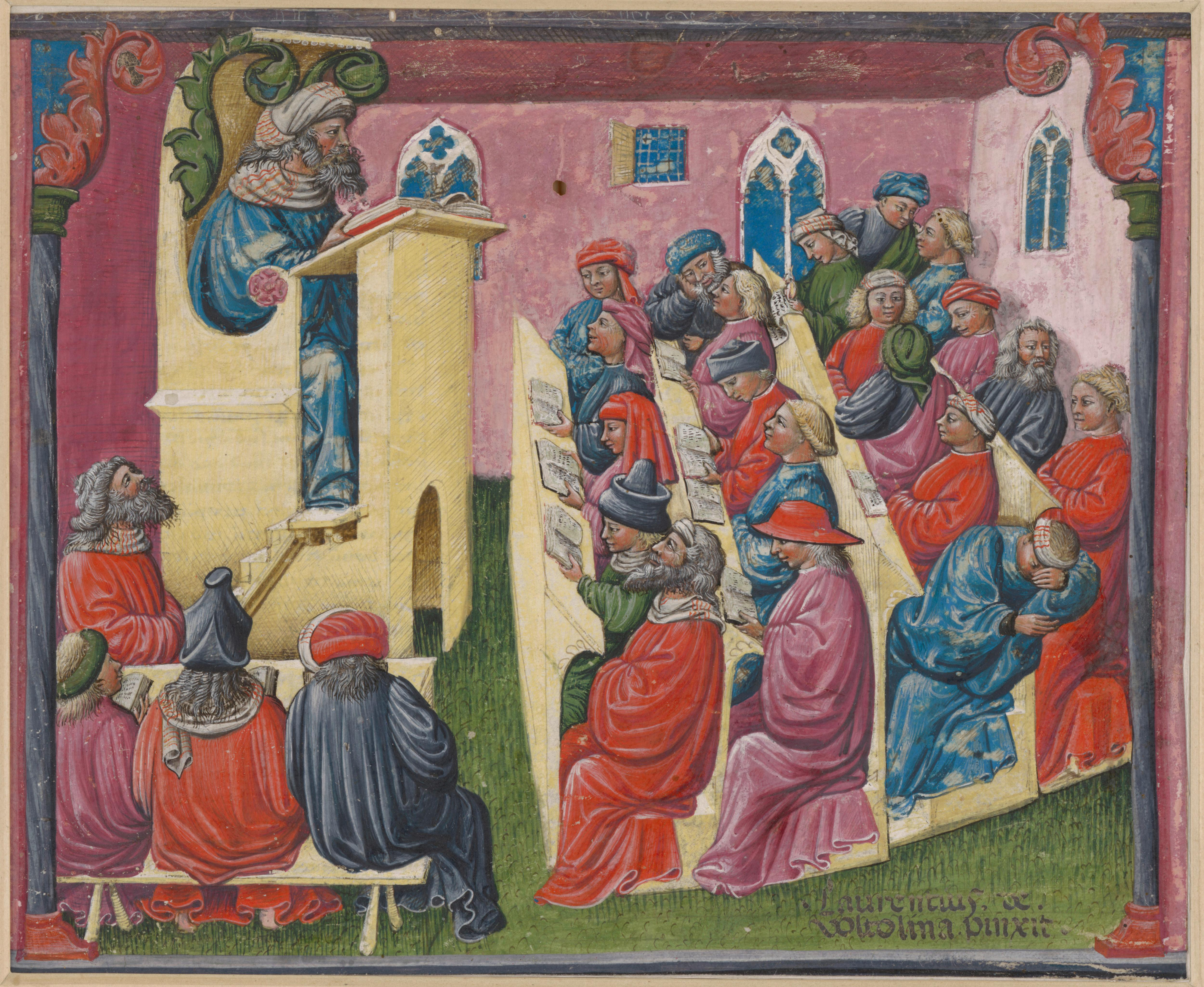
Université au XIVe siècle. La scolastique est très influencée par Aristote.

La démonstration aristotélicienne repose sur le syllogisme qu'il définit comme « un discours dans lequel, certaines choses étant posées, quelque chose d'autre que ces données en résulte nécessairement par le seul fait de ces données ».
Le syllogisme repose sur deux prémisses, une majeure et une mineure, desquelles on peut tirer une conclusion nécessaire. Exemple :
Majeure : les êtres humains sont mortels.
Mineure : les femmes sont des êtres humains.
Conclusion : les femmes sont mortelles.
Un syllogisme scientifique doit pouvoir identifier la cause d'un phénomène, son pourquoi. Ce mode de raisonnement pose la question de la régression à l'infini qui survient, par exemple, quand un enfant nous demande pourquoi telle chose fonctionne comme cela, et qu'une fois la réponse donnée, il nous interroge sur le pourquoi de la prémisse de notre réponse. Pour Aristote, il est possible de mettre fin à cette régression à l'infini en tenant certains faits venant de l'expérience (induction) ou venant d'une intuition comme assez certains pour servir de base aux raisonnements scientifiques. Toutefois, pour lui, la nécessité de tels axiomes doit pouvoir être expliquée à ceux qui les contesteraient.

### Définitions et catégories

#### Définition, essence, espèce, genre, différence, prédicat
Une définition (en grec ancien ὅρος, ὁρισμός / horos, horismos) est pour Aristote, « un compte-rendu qui signifie que ce qui est, est pour quelque chose (λὀγος ὁ τὸ τί ἦν εἶναι σημαίνει, Logos ho to ti ên einai sêmainei »), ; elle énonce l'essence propre de la chose envisagée. Aristote veut signifier par là qu'une définition n'est pas purement verbale, mais traduit l'être profond d'une chose, ce que les Latins ont traduit par le mot essentia (essence).
Il se pose alors l'une des questions centrales de la métaphysique aristotélicienne, qu'est-ce qu'une essence ? Pour lui, seules les espèces (eidos) ont des essences. L'essence n'est donc pas propre à un individu mais à une espèce qu'il définit par son genre (genos) et sa différence (diaphora). Exemple « un être humain est un animal (genre) qui a la capacité de raisonner (différence) ».
Le problème de la définition pose celui du concept de prédicat essentiel. Une prédication est une affirmation vraie, comme dans la phrase « Bucéphale est noir », qui présente une prédication simple. Pour qu'une prédication soit essentielle, il ne suffit pas qu'elle soit vraie, il faut aussi qu'elle apporte une précision. Tel est le cas quand on déclare que Bucéphale est un cheval. Pour Aristote, « Une définition de X ne doit pas être seulement une prédication essentielle mais doit être également une prédication seulement pour X ».

#### Catégories
Le mot catégorie dérive du grec katêgoria qui signifie prédicat ou attribut. Dans l'œuvre d'Aristote, la liste des dix catégories est présente dans Topiques I, 9, 103 b 20-25 et dans Catégories 4,1 b 25 - 2 a 4. Les dix catégories peuvent être interprétées de trois façons différentes : comme des sortes de prédicats ; comme une classification de prédications ; comme des sortes d'entités,.
| Français                       | Grec ancien        | Latin      | Question                                                  | Exemple                         |
| ------------------------------ | ------------------ | ---------- | --------------------------------------------------------- | ------------------------------- |
| 1. Chose, Substance            | ousia / ουσία      | substantia | Qu'est-ce ?                                               | un humain, un cheval            |
| 2. Quantité, Grandeur          | poson / πόσον      | quantitas  | Combien / De quelle taille, de quel poids est la chose ?  | un mètre, un kilo               |
| 3. Qualité, Nature             | poion / ποίον      | qualitas   | De quelle nature est-ce ? Quelle qualité possède-t-elle ? | marron, savoureux               |
| 4. Relation, Lien              | pros ti / πρὸς τί  | relatio    | Quel rapport avec une autre personne ou une autre chose ? | double, moitié, plus grand      |
| 5. Où, Lieu                    | pou / ποῦ          | ubi        | Où est-ce ?                                               | sur la place du marché          |
| 6. Quand, Temps                | pote / πότε        | quando     | Quand est-ce ?                                            | hier, l'année dernière          |
| 7. Position, État              | keisthai / κεῖσθαι | situs      | Dans quelle position est-il ?                             | allongé, assis                  |
| 8. Avoir                       | echein / ἔχειν     | habitus    | Qu'a la chose ou la personne ?                            | porter une chaussure, être armé |
| 9. Faire, Effectuer            | poiein / ποιεῖν    | actio      | Que fait cette chose ?                                    | coupe, brûle                    |
| 10. Passion (au sens de subir) | paschein / πάσχειν | passio     | Que subit la chose ?                                      | est coupé, est brûlé            |

### Dialectique, AristotecontrePlaton

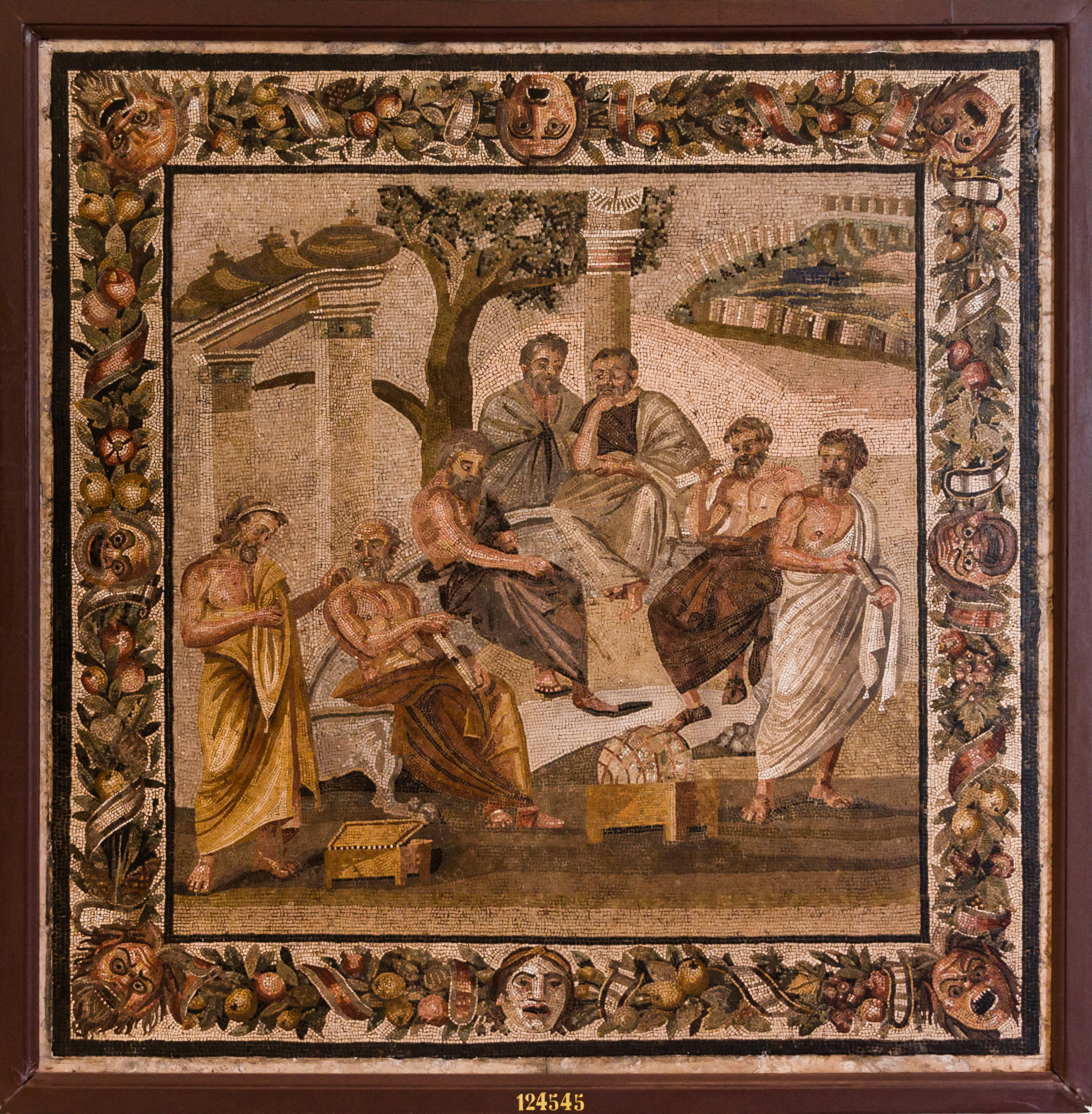
Mosaïque représentant l'Académie de Platon, Pompéi.

Pour Platon, le mot « dialectique » a deux significations. Il s'agit d'abord de « l'art de procéder par questions et réponses » pour arriver à la vérité. En ce sens, elle est au centre de la méthode philosophique comme en témoignent les nombreux dialogues platoniciens. La dialectique est aussi, pour Platon « l'art de définir rigoureusement une notion grâce à une méthode de division, ou méthode dichotomique ». Pour Aristote, au contraire, la dialectique n'est pas très scientifique, puisque son argumentation est seulement plausible. Par ailleurs, il tient les divisions de la chose étudiée comme subjectives et pouvant induire ce que l'on veut démontrer. Malgré tout, pour lui, la dialectique est utile pour tester certaines opinions crédibles (endoxa), pour ouvrir la voie à des principes premiers ou pour se confronter à d'autres penseurs,. D'une façon générale, le Stagirite assigne trois fonctions à la dialectique : la formation des êtres humains, la conversation et la « science conduite d'une manière philosophique (pros tas kata philosophian epistêmas) ».
Aristote et Platon reprochent aux sophistes d'utiliser le verbe, la parole, à des fins mondaines, sans chercher la sagesse et la vérité, deux notions proches chez eux. Dans son livre Réfutations sophistiques, Aristote va jusqu'à les accuser de recourir à des paralogismes, c'est-à-dire à des raisonnements faux et parfois volontairement trompeurs.

## Psychologie: corps et âme

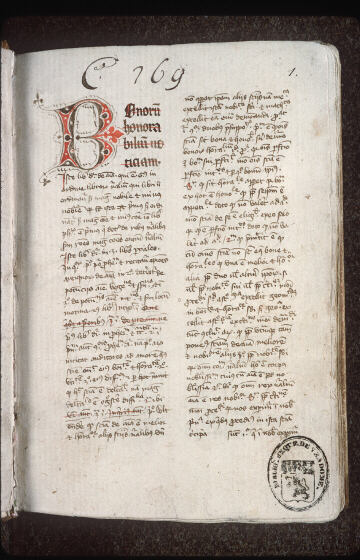
Expositio et quaestiones in Aristoteles De Anima, par Jean Buridan, vers 1362.

Aristote aborde la psychologie dans De l'âme, qui traite la question d'un point de vue abstrait, et dans Parva Naturalia. La conception aristotélicienne de la psychologie est profondément différente de celle des modernes. Pour lui, la psychologie est la science qui étudie l'âme et ses propriétés. Aristote aborde la psychologie avec une certaine perplexité tant sur la manière de procéder à l'analyse des faits psychologiques, que sur le fait de savoir s'il s'agit d'une science naturelle. Dans De l’âme, l'étude de l'âme est déjà du domaine de la science naturelle, dans Parties des Animaux, pas entièrement. Un corps est une matière qui possède la vie en puissance. Il n'acquiert la vie réelle qu'à travers l'âme qui lui donne sa structure, son souffle de vie. Selon Aristote, l'âme n'est pas séparée du corps pendant la vie. Elle l'est seulement quand la mort survient et que le corps ne se meut plus. Aristote conçoit l'être vivant comme un corps animé (ἔμψυχα σώματα, empsucha sômata), c'est-à-dire doté d'une âme — qui se dit anima en latin et psuchè en grec. Sans l'âme, le corps n'est pas animé, pas vivant. Aristote écrit à ce propos : « C'est un fait que l'âme disparue, l'être vivant n'existe plus et qu'aucune de ses parties ne demeure plus la même, sauf quant à la configuration extérieure, comme, dans la légende, les êtres changés en pierre »,,. Aristote, en opposition aux premiers philosophes, place l'âme rationnelle dans le cœur plutôt que dans le cerveau. Selon lui, l'âme est aussi l'essence ou la forme (eïdos morphè) des êtres vivants. Elle est le principe dynamique qui les meut et les guide vers leurs fins propres, qui les pousse à réaliser leurs potentialités. Comme tous les êtres vivants ont une âme, il s'ensuit que les animaux et les plantes entrent dans le champ de la psychologie. Toutefois, tous les êtres vivants n'ont pas la même âme ou, plutôt, les âmes ne possèdent pas toutes les mêmes fonctions. L'âme des plantes a seulement une fonction végétative, responsable de la reproduction, celle des animaux possède à la fois des fonctions végétatives et sensitives ; l'âme des êtres humains possède trois fonctions : végétative, sensitive et intellectuelle. À chacune des trois fonctions de l'âme correspond une faculté. À la fonction végétative que l'on rencontre chez tous les vivants, correspond la faculté de nutrition car la nourriture en tant que telle est nécessairement liée aux êtres vivants ; à la fonction sensible correspond la perception ; à la fonction intellectuelle correspond l'esprit ou la raison (νοῦς, noûs) c'est-à-dire « la part de l'âme grâce à laquelle nous connaissons et comprenons » (De l’âme, III 4, 429 a 99-10),. L'esprit se situe à un niveau de généralité plus élevé que la perception et peut atteindre la structure abstraite de ce qui est étudié. À ces trois fonctions, Aristote ajoute le désir, qui permet de comprendre pourquoi un être animé engage une action en vue d'un but. Il suppose, par exemple, que l'homme désire comprendre.
L'âme étant définie comme principe vital, la biologie s'ensuit logiquement de la psychologie.

## Biologie

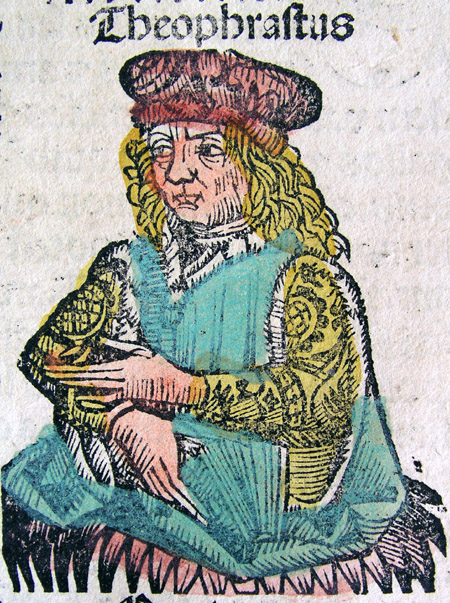
Théophraste, créateur avec Aristote de la science biologique, représenté comme un enseignant-chercheur médiéval.

« En effet, l'être le plus intelligent est celui qui est capable de bien utiliser le plus grand nombre d'outils : or la main semble bien être non pas un outil, mais plusieurs. »

### Présentation
La science de la biologie est née de la rencontre sur l'île de Lesbos entre Aristote et Théophraste. Le premier oriente ses études vers les animaux et le second vers les plantes. En ce qui concerne Aristote, les ouvrages consacrés à la biologie représentent plus du quart de son œuvre et constituent la première étude systématique du monde animal. Ils resteront sans égaux jusqu'au XVIe siècle : le plus ancien est Histoire des animaux, dans lequel Aristote accepte souvent des opinions communes sans les vérifier. Dans Parties des animaux, il revient sur certaines affirmations antérieures et les corrige. Le troisième ouvrage, Génération des animaux, est le plus tardif, car il est annoncé dans le précédent comme devant le compléter. Il porte exclusivement sur la description des organes sexuels et leur rôle dans la reproduction, tant chez les vertébrés que les invertébrés. Une partie porte sur l'étude du lait et du sperme, ainsi que sur la différenciation des sexes. À ces trois ouvrages majeurs s'ajoutent des livres plus brefs traitant d'un sujet particulier, tels Du Mouvement des animaux ou Marche des animaux. Ce dernier livre illustre la méthode de l'auteur : « partir des faits, les comparer, puis par un effort de réflexion essayer en les comprenant de les saisir avec exactitude ».
Rien n'est connu au sujet des recherches qu'il a menées avant d'écrire ces livres ; Aristote n'a laissé aucune indication sur la façon dont il a recueilli les informations et dont il les a traitées. Pour James G. Lennox, « il est important de garder à l'esprit que nous étudions des textes qui présentent, de manière théorique et fortement structurée, les résultats d'une véritable investigation dont nous ne connaissons que peu de détails ». Il est clair cependant qu'Aristote faisait un travail en équipe, particulièrement pour les recherches historiques et que « le Lycée fut dès l'origine le centre d'une activité scientifique collective, l'une des plus anciennes qu'il nous soit possible d'atteindre ». L'école réunie autour d'Aristote ayant pris « l'habitude de l'investigation concrète menée avec méthode et rigueur », « l'observation et l'expérience ont joué un rôle considérable dans la naissance de toute une partie de l'œuvre ».

### Méthode
Dans Parties des animaux, composé vers 330, Aristote commence par établir des éléments de méthode. L'étude des faits ne doit négliger aucun détail et l'observateur ne doit pas se laisser dégoûter par les animaux les plus répugnants car « dans toutes les productions naturelles réside quelque chose d'admirable » et il appartient au savant de découvrir en vue de quoi un animal possède une particularité quelconque. Une telle téléologie permet à Aristote de voir dans les données qu'il observe une expression de leur forme. Remarquant qu'« aucun animal n'a à la fois des défenses et des cornes » et qu'« un animal à un seul sabot et deux cornes n'a jamais été observé », Aristote en conclut que la nature ne donne que ce qui est nécessaire. De même, voyant que les ruminants ont plusieurs estomacs et de mauvaises dents, il en déduit que l'un compense l'autre et que la nature procède à des sortes de compensations.
Aristote aborde la biologie en scientifique et cherche à dégager des régularités. Il note à ce propos : « l'ordre de la nature apparaît dans la constance des phénomènes considérés soit dans leur ensemble, soit dans la majorité des cas » (Part.an., 663 b 27-8) : si les monstres (ferae), tel le mouton à cinq pattes, sont des exceptions aux lois naturelles, ils sont malgré tout des êtres naturels. Simplement, leur essence ou forme n'agit pas de la façon qu'il faudrait. Pour lui, l'étude du vivant est plus complexe que celle de l'inanimé. En effet, l'être vivant est un tout organisé dont on ne peut pas détacher sans problème une partie, comme dans le cas d'une pierre. D'où la nécessité de le considérer comme un tout (holon) et non comme une totalité informe. D'où, également, la nécessité de n'étudier la partie qu'en se rapportant à l'ensemble organisé dont elle est le membre.
Parfois, cependant, le désir d'accumuler le plus de renseignements possible l'amène à retenir sans les examiner des affirmations inexactes :

« Un ouvrage comme Recherches sur les animaux offre essentiellement un caractère ambigu : on y trouve, côte à côte pourrait-on dire, des observations minutieuses, délicates, par exemple des données précises sur la structure de l'appareil visuel de la taupe ou sur la conformation des dents chez l'homme et l'animal, et des affirmations au contraire tout à fait inacceptables, qui constituent des erreurs graves et parfois même grossières, telles que celles-ci : les testacés sont des animaux sans yeux, la femme ne possède point le même nombre de dents que l'homme, et d'autres errements du même genre. »

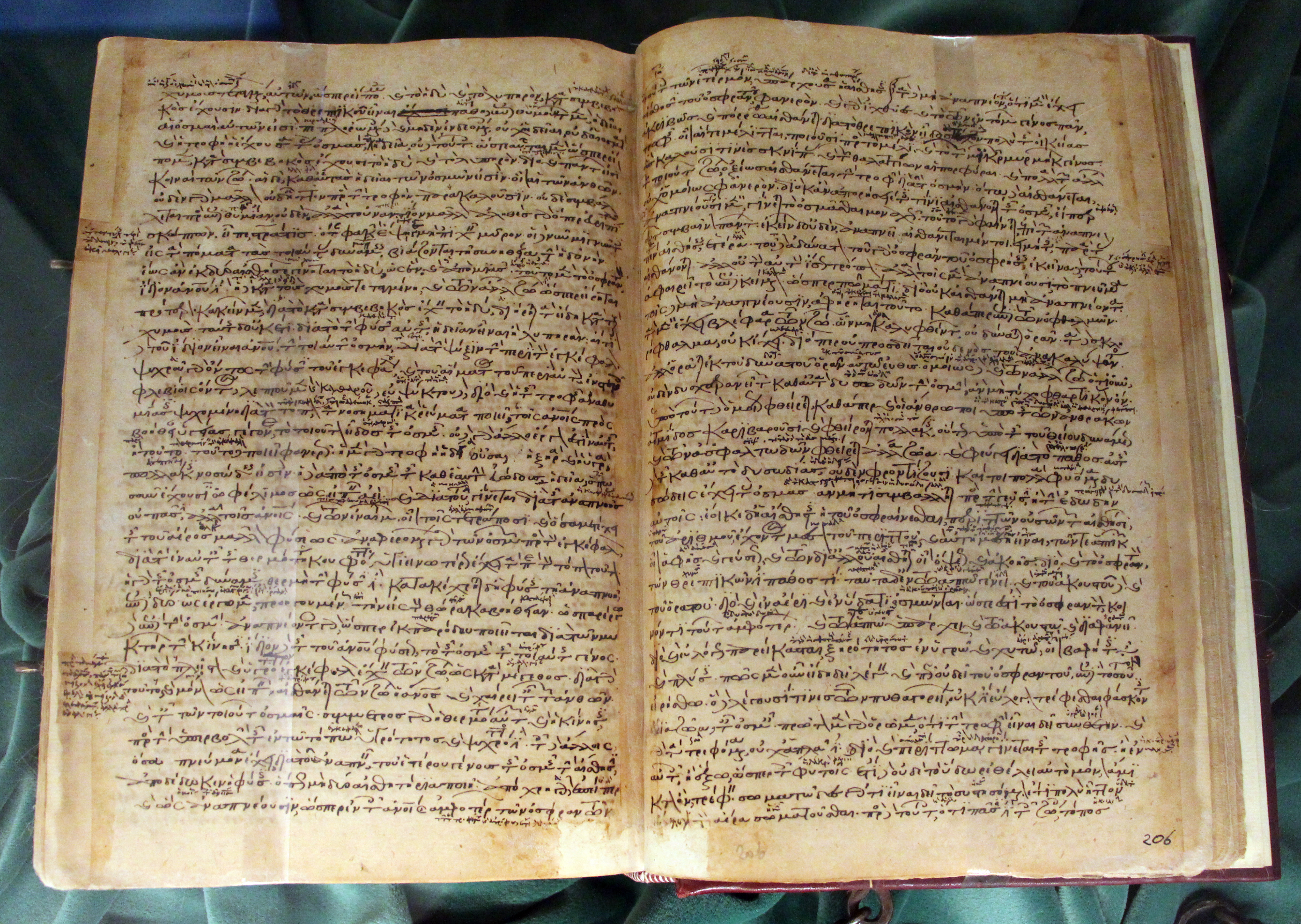
Historia animalium et al., Constantinople, XIIe siècle. (Biblioteca Medicea Laurenziana), pluteo 87.4).

En dépit de ces failles dues à des généralisations hâtives, surtout dans Histoire des animaux, Aristote émet souvent des doutes envers des affirmations soutenues par ses devanciers, refusant par exemple de croire à l'existence de serpents à corne ou d'un animal qui aurait trois rangées de dents. Il critique volontiers des croyances naïves et leur oppose des observations précises et personnelles d'une grande justesse. En somme, il a laissé « une œuvre incomparable par la richesse des faits et des idées, surtout si l'on se reporte à l'époque qui l'a vu naître », justifiant ce témoignage de Darwin : « Linné et Cuvier ont été mes deux dieux dans de bien différentes directions, mais ils ne sont que des écoliers par rapport au vieil Aristote »,.
Aristote ne se contente pas de décrire les aspects physiologiques, mais s'intéresse aussi à la psychologie animale, montrant que « la conduite et le genre de vie des animaux diffèrent selon leur caractère et leur mode d'alimentation, et que dans la plupart d'entre eux se trouvent les traces d'une véritable vie psychologique analogue à celle de l'homme, mais d'une diversité d'aspects bien moins marquée ».
Tout indique que les ouvrages de biologie étaient accompagnés de plusieurs livres de Planches anatomiques établies à la suite de dissections minutieusement effectuées, depuis disparues. Celles-ci représentaient notamment le cœur, le système vasculaire, l'estomac des ruminants et la position de certains embryons. Les observations relatives à l'embryogenèse sont particulièrement remarquables : « l'apparition précoce du cœur, la description de l'œil du poussin, ou encore l'étude fouillée du cordon ombilical et des cotylédons de la matrice sont d'une exactitude parfaite ». Il a ainsi observé des embryons de poussins à divers stades de leur développement, après une couvée de trois jours, de dix jours ou de vingt jours —synthétisant des observations qui ont été nombreuses et continues.

### Classification des êtres vivants

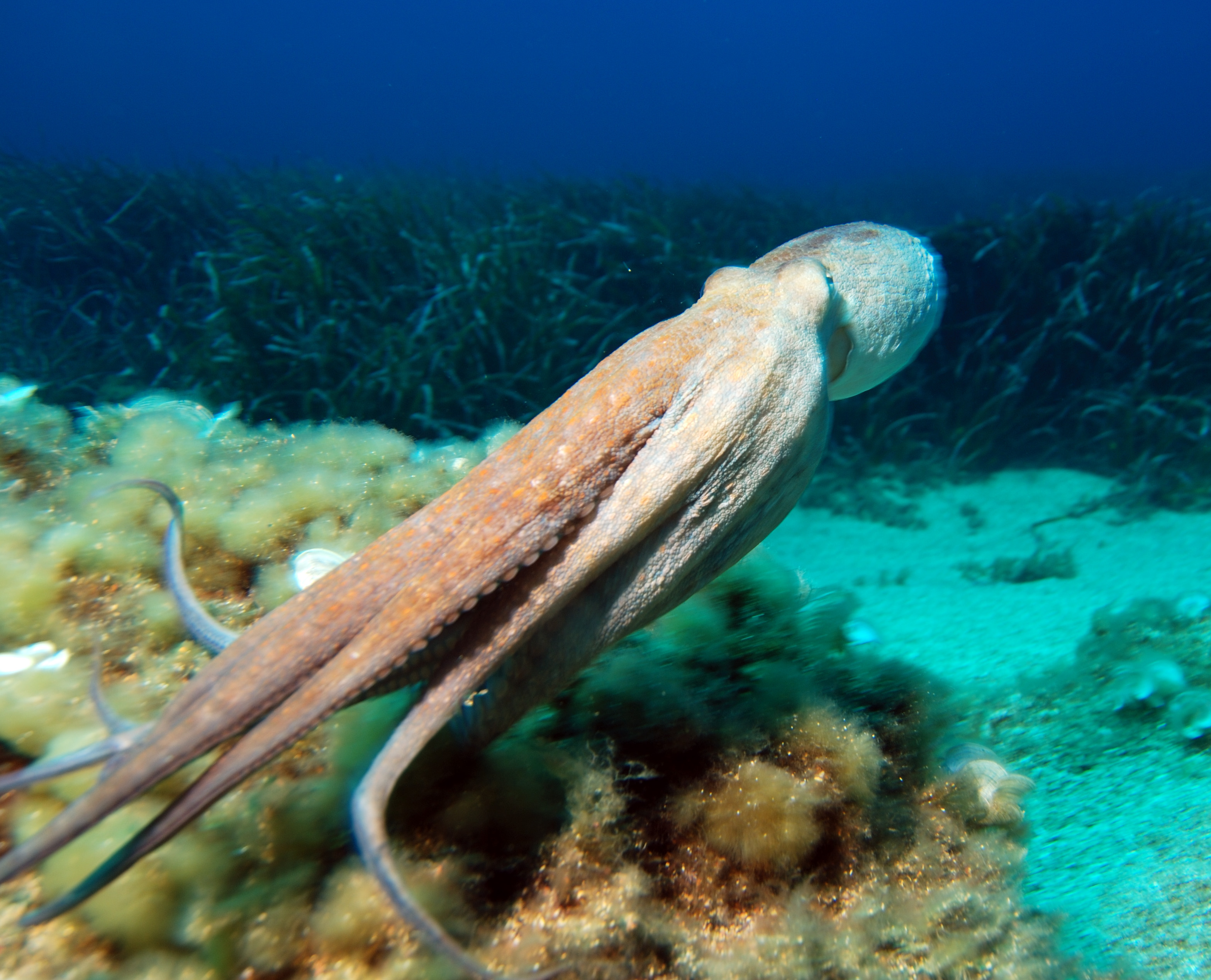
Pieuvre. Le poulpe, la seiche, le calmar sont très judicieusement distingués et rapprochés.

Aristote s'est efforcé de classifier les animaux de façon cohérente, tout en utilisant le langage courant. Il distingue d'abord, en fonction de l'âme, conçue comme principe vital, qui les anime : les végétaux, les animaux, les animaux doués d'une âme rationnelle. Il pose comme distinctions de base le genre et l'espèce, mais pas au sens moderne (biologique) de ces termes. Il s'agit plutôt de termes relatifs, l'espèce étant une subdivision du genre. Ceci a conduit certains auteurs à prétendre que la classification des animaux d'Aristote ne pouvait pas être considérée comme une taxonomie, mais des études récentes, menées par des zoologistes, réfutent cette idée,,. De même, la présence de taxons emboîtés les uns dans les autres et ne se chevauchant pas, ainsi que le fait que Aristote ait proposé de nouveaux noms de taxons, comme selache, qui a donné Sélacien et Selachii (taxon regroupant les requins), suggèrent bien une taxonomie cryptique dans son Histoire des animaux. Aristote distingua les animaux à sang (vertébrés) et les animaux non sanguins ou invertébrés (il ne connaît pas les invertébrés complexes possédant certains types d'hémoglobine). Les animaux sanguins sont d'abord divisés en quatre grands groupes : les poissons, les oiseaux, les quadrupèdes ovipares et les quadrupèdes vivipares. Puis il élargit ce dernier groupe pour y inclure les cétacés, le phoque, les singes et, dans une certaine mesure, l'homme, constituant ainsi la grande classe des mammifères. De même, il distingue quatre genres d'invertébrés : les crustacés, les mollusques, les insectes et les testacés. Loin d'être rigides, ces groupes présentent des caractères communs du fait qu'ils participent d'un même ordre ou d'un même embranchement. La classification des vivants par Aristote contient des éléments qui ont été utilisés jusqu'au XIXe siècle. En tant que naturaliste, Aristote ne souffre pas de la comparaison avec Cuvier :

« Le résultat atteint est étonnant : partant des données communes, et ne leur faisant subir, en apparence, que des modifications assez légères, le naturaliste arrive néanmoins à une vision du monde animal d'une objectivité et d'une pénétration toute scientifique, dépassant nettement les essais du même ordre qui furent tentés jusqu'à la fin du XVIIIe siècle. Par surcroît, et comme sans effort, de grandes hypothèses sont suggérées : la supposition d'une influence du milieu et des conditions d'existence sur les caractères de l'individu (taille, fécondité, durée de la vie); l'idée d'une continuité entre les êtres vivants, de l'homme à la plante la plus humble, continuité qui n'est point homogénéité et va de pair avec les diversités profondes; la pensée enfin que cette continuité implique un développement progressif, intemporel puisque le monde est éternel. »

Aristote pense que les créatures sont classées suivant une échelle de perfection allant des plantes à l'homme,. Son système comporte onze degrés de perfection classés en fonction de leur potentialité à la naissance. Les plus hauts animaux donnent naissance à des créatures chaudes et mouillées, les plus bas à des œufs secs et froids. Pour Charles Singer, « rien n'est plus remarquable que les efforts [d'Aristote] pour [montrer] que les relations entre choses vivantes constituent une scala naturæ ou « échelle des êtres ». Le monde vivant se caractérise par la continuité ; en revanche, Aristote n'a pas conçu l'idée d'évolution : les espèces sont fixes et immuables.
Au total, on dénombre 508 noms d'animaux « très inégalement répartis entre les huit grands genres » : 91 mammifères, 178 oiseaux, 18 reptiles et amphibiens, 107 poissons, 8 céphalopodes, 17 crustacés, 26 testacés et 67 insectes et apparentés.

## Physique

### Physique comme science de la nature
La physique est la science de la nature (« physique » vient du grec phusis (ϕύσις) signifiant « nature »). Pour Aristote, son objet est l'étude des êtres inanimés et de leurs composants (terre, feu, eau, air, éther). Cette science ne vise pas comme aujourd'hui à transformer la nature. Au contraire elle cherche à la contempler.

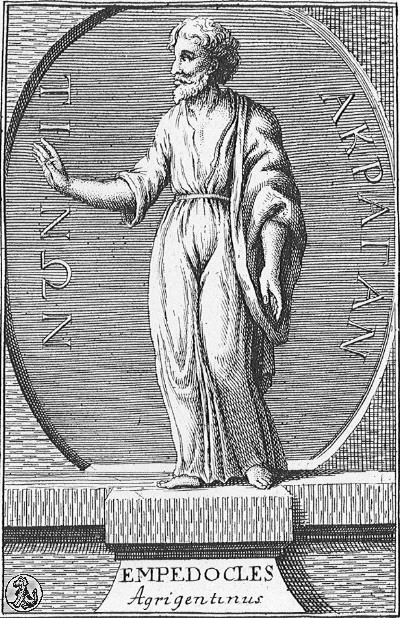
Empédocle.

Selon Aristote, les êtres naturels, quels qu'ils soient (pierre, vivants, etc.), sont constitués des quatre premiers éléments d'Empédocle auxquels il ajoute l'éther, qui occupe ce qui est au-dessus de la Terre.
- la Terre, qui est froide et sèche : correspond de nos jours à l'idée de solide.
- l'Eau, qui est froide et humide : c'est de nos jours l'idée de liquide.
- l'Air, qui est chaud et humide : c'est de nos jours l'idée de gaz.
- le Feu, qui est chaud et sec : correspond de nos jours à l'idée de plasma et de chaleur.
- l'Éther, substance divine dont sont faites les sphères célestes et les corps lourds (étoiles et planètes).

La nature, selon Aristote, possède un principe interne de mouvement et de repos. La forme, l'essence des êtres, détermine la fin, de sorte que, pour le Stagirite, la nature est à la fois cause motrice et fin (Part, an., I, 7, 641 a 27). Il écrit (Méta., Δ4, 1015 ab 14-15) : « La nature, dans son sens primitif et fondamental, c'est l'essence des êtres qui ont, en eux-mêmes et en tant que tels, leur principe de mouvement ». Il établit également une distinction entre les êtres naturels, qui ont ce principe en eux-mêmes, et les êtres artificiels, créés par l'homme et qui ne sont soumis à un mouvement naturel que par la matière qui les compose, de sorte que pour lui, « L'art imite la nature ».
Par ailleurs, dans la pensée d'Aristote, la nature est dotée d'un principe d'économie, ce qu'il traduit par son célèbre précepte : « La nature ne fait rien en vain ».

### Quatre causes
Aristote développe une théorie générale des causes qui traverse l'ensemble de son œuvre. Si, par exemple, nous voulons savoir ce qu'est une statue de bronze, nous devrons connaître la matière dont elle est faite (cause matérielle), la cause formelle (ce qui lui donne forme, par exemple, la statue représente Platon), la cause efficiente (le sculpteur) et la cause finale (garder mémoire de Platon). Pour lui, une explication complète requiert d'avoir pu mettre en lumière ces quatre causes.
| Français             | Définitions et/ou exemples |
| -------------------- | --- |
| 1. Cause matérielle. | Elle est définie par la nature de la matière première dont l'objet est composé (le mot nature pour Aristote se réfère à la fois à la potentialité du matériau et à sa forme finie ultime).                                                             |
| 2. Cause formelle.   | Ce concept fait référence à celui de forme dans la philosophie aristotélicienne. Par exemple la cause formelle d'une statue d'Hermès est de ressembler à Hermès.                                                                                       |
| 3. Cause efficiente. | C'est par exemple le sculpteur qui sculpte la statue d'Hermès. |
| 4. Cause finale.     | En grec, telos. C'est le but ou la fin de quelque chose. C'est la raison pour laquelle une statue d'Hermès a été réalisée. Les spécialistes d'Aristote estiment en général que, pour lui, la nature a ses propres buts, différents de ceux des hommes. |

### Substance et accident, acte et puissance, changement

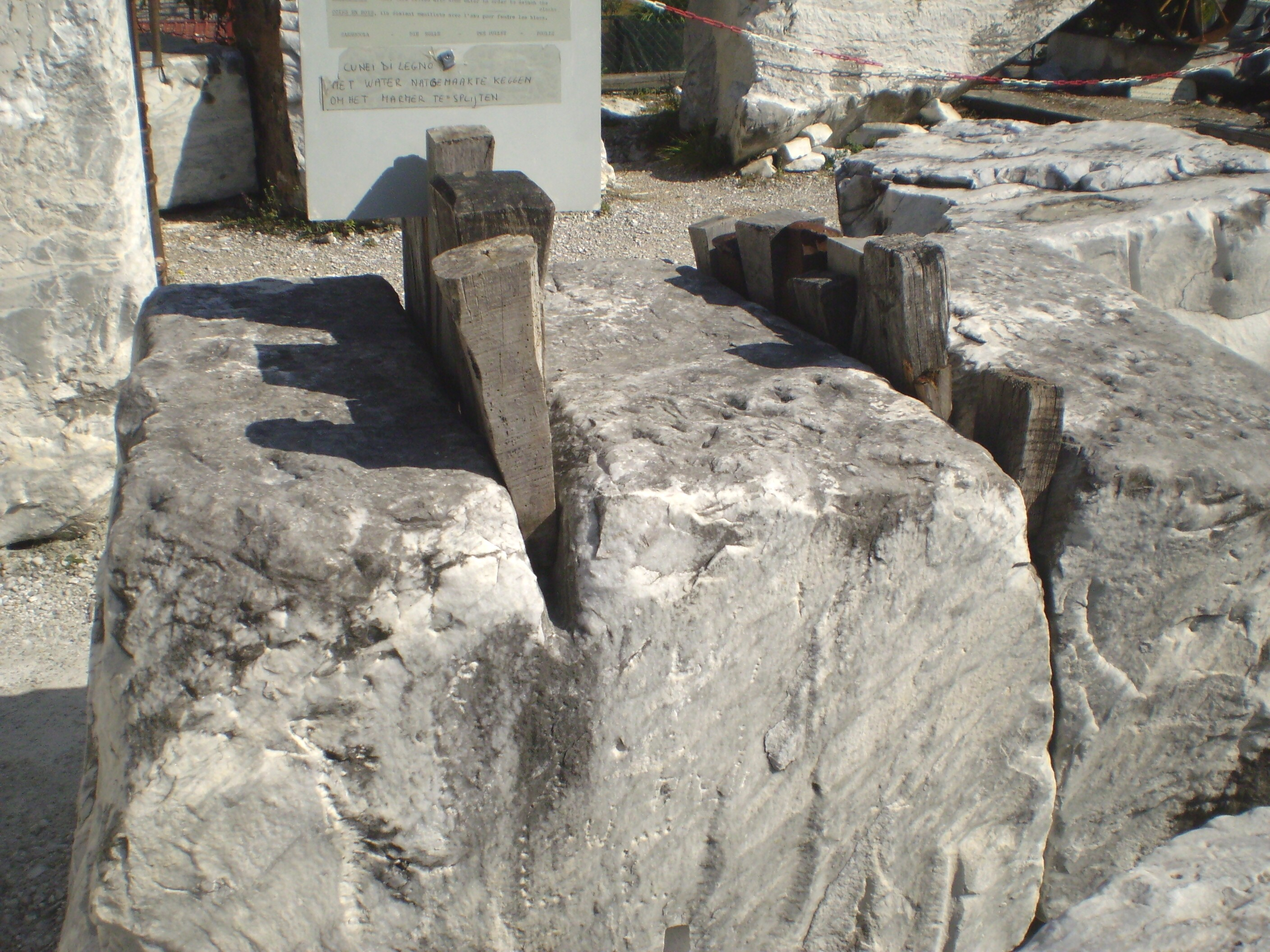
Ainsi, l’on dit que la statue de Mercure est dans le marbre où elle sera taillée. (Métaphysique, V, 7).

Chez Aristote, la substance est ce qui appartient nécessairement à la chose alors que l'accident est « ce qui appartient vraiment à une chose, mais qui ne lui appartient ni nécessairement ni la plupart du temps » (Métaphysique, Δ30, 1025 a 14).
La puissance ou potentialité (δύναμις / dunamis) fait écho à ce que pourrait devenir l'être. Par exemple, un enfant peut, en puissance, apprendre à lire et à écrire : Il en a la capacité. La puissance est le principe d'imperfection, et celui-ci est modifié par l'acte, qui entraîne le changement. L'acte (energeia) « c'est ce qui produit l'objet fini, la fin. C'est l'acte, et c'est en vue de l'acte que la puissance est conçue » (Métaphysique, Θ8, 1050 a 9). L'entéléchie (en, telos, echeïn) « signifie littéralement le fait d'avoir (echein) en soi sa fin (τέλος / telos), le fait d'atteindre progressivement sa fin et son essence propre ».
Ces notions permettent au philosophe d'expliquer le mouvement et le changement. Aristote distingue quatre types de mouvement : en substance, en qualité, en quantité et en lieu, qui se manifestent respectivement comme génération, altération, augmentation ou diminution et mouvement local. Le mouvement, chez lui, est dû à un couple : un pouvoir (ou potentialité) actif, extérieur et opératif, et une capacité passive ou potentialité interne qui se trouve dans l'objet subissant le changement. L'entité cause d'un changement transmet sa forme ou essence à l'entité touchée. Par exemple, la forme d'une statue se trouve dans l'âme du sculpteur, avant de se matérialiser par le biais d'un instrument dans la statue. Pour Aristote, dans le cas où il existe une chaîne de causes efficientes, la cause du mouvement réside dans le premier maillon.
Pour qu'il y ait changement, il faut qu'il y ait une potentialité, c'est-à-dire que la fin inscrite dans l'essence n'ait pas été atteinte. Toutefois, le mouvement effectif n'épuise pas forcément la potentialité, ne conduit pas forcément à la pleine réalisation de ce qui est possible. Aristote distingue entre le changement naturel (phusei), ou en accord avec la nature (kata phusin), et les changements forcés (βίαι / biai) ou contraires à la nature (para phusin). Aristote suppose donc en quelque sorte que la nature régule le comportement des entités et que les changements naturels et forcés forment une paire contraire. Les mouvements que nous voyons s'effectuer sur Terre sont rectilignes et finis ; la pierre tombe et reste au repos, les feuilles volent et tombent, etc. Ils sont donc imparfaits, comme l'est de façon générale le monde sublunaire. Au contraire, le monde supralunaire, celui de l'éther « inengendré, indestructible, exempt de croissance et d'altération », est celui du mouvement circulaire, éternel.
Le mouvement et l'évolution n'ont pas de commencement, car la survenue du changement suppose un processus antérieur. De sorte qu'Aristote postule que l'univers dépend d'un mouvement éternel, celui des sphères célestes qui, lui-même, dépend d'un moteur éternellement agissant. Toutefois, à la différence de ce qui se passe habituellement chez lui, le premier moteur ne transmet pas la puissance agissante dans un processus de cause à effet. En effet, pour Aristote, l'éternité justifie la finitude causale de l'univers. Pour comprendre cela il faut se souvenir que, selon lui, si les hommes sont issus sans fin, par engendrement par des parents (chaîne causale infinie), sans le soleil, sans sa chaleur (chaîne causale finie), ils ne pourraient pas vivre.
Pour Aristote, « c'est en percevant le mouvement que nous percevons le sens » (Phys., IV, 11, 219 a 3). Toutefois, les êtres éternels (les sphères célestes) échappent au temps, tandis que les êtres du monde sublunaire sont dans le temps qui est mesuré à partir des mouvements des sphères célestes. Comme ce mouvement est circulaire, le temps est également circulaire d'où le retour régulier des saisons. Le temps nous permet de percevoir le changement et le mouvement. Il marque une différence entre un avant et un après, un passé et un futur. Il est divisible mais sans parties. Il n'est ni corps ni substance et, pourtant, il est.
Il rejette le point de vue des atomistes et considère qu'il est absurde de vouloir réduire le changement à des mouvements élémentaires insensibles. Pour lui, « la distinction de la “puissance ” et de l’“acte”, de la “matière” et de la “forme”, permet de rendre compte de tous les faits ». Il nie également la réalité du vide : dans le vide, un mobile devrait acquérir une vitesse infinie, ce qui heurte l'expérience ; et le mouvement devrait être sans fin, alors que la physique d'Aristote constate la cessation du mouvement une fois que le mobile a rejoint son « lieu naturel ».
Aristote approfondit sa conception de la substance en tant que matière grâce aux concepts d'homéomère et d'anhoméomère.

## Cosmologie

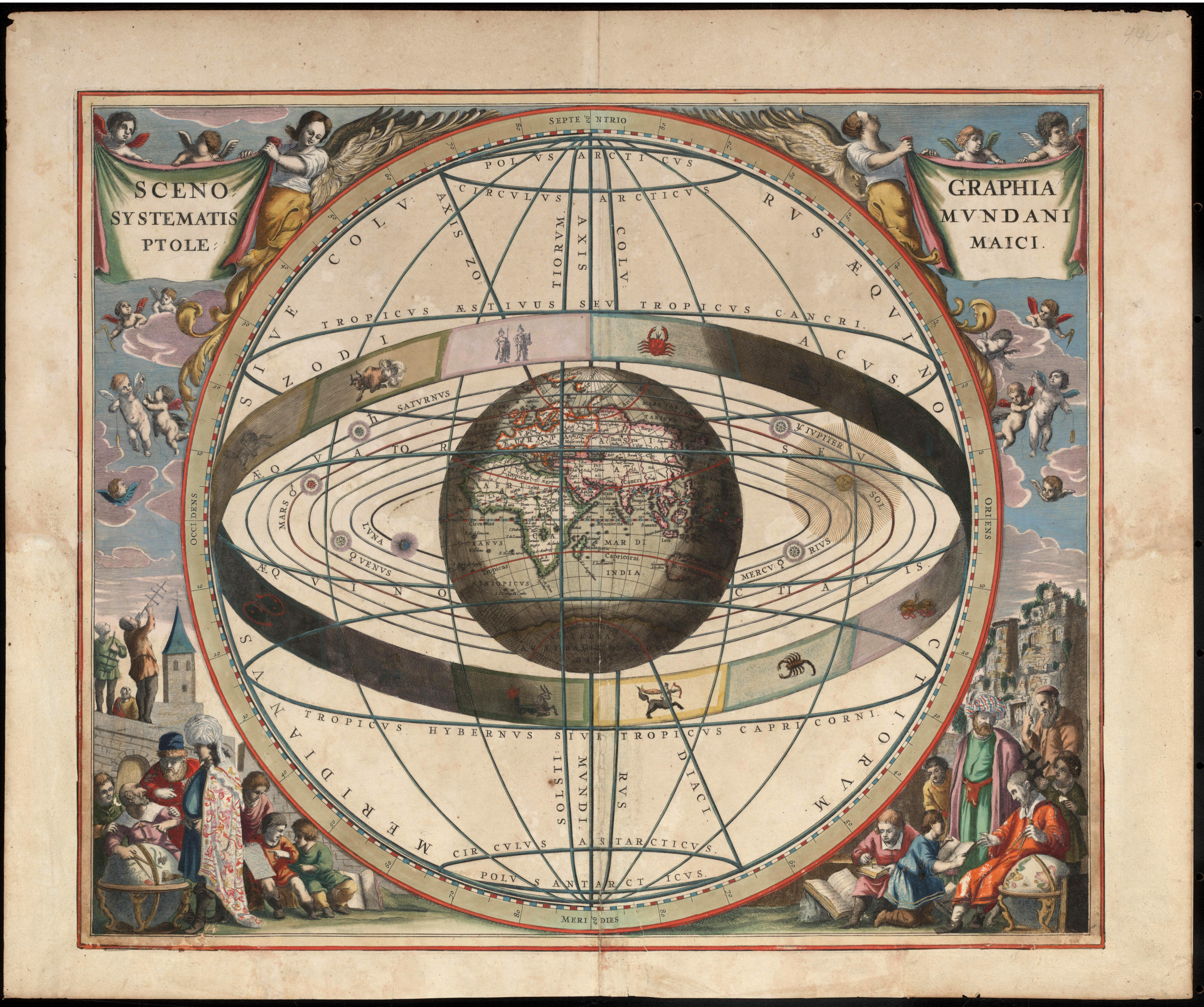
Reproduction du système géocentrique de Ptolémée.

### Monde sublunaire et supralunaire
Dans Du ciel et Météorologiques, Aristote démontre que la Terre est sphérique et qu'il est absurde de la présenter comme un disque plat. Il avance comme arguments que les éclipses de Lune montrent des sections courbes et que même un léger déplacement du nord vers le sud entraîne une altération manifeste de la ligne d'horizon. Mais son argument principal réside dans l'idée selon laquelle le mouvement des corps solides serait naturellement centripète : un tel mouvement a originellement entraîné les solides autour du centre de l'Univers, leurs poussées réciproques réalisant une forme sphérique, la Terre,. Il divise le globe en cinq zones climatiques correspondant à l'inclinaison des rayons du soleil : deux zones polaires, deux zones tempérées habitables de chaque côté de l'équateur et une zone centrale à l'équateur rendue inhabitable en raison de la forte chaleur qui y règne. Il estime la circonférence de la Terre à 400 000 stades, soit environ 60 000 km. La conception géocentrique d'Aristote, conjointement avec celle de Ptolémée, dominera la réflexion durant plus d'un millénaire. Cette conception du cosmos, Aristote la tient cependant en grande partie d'Eudoxe de Cnide (dont il perfectionne la théorie des sphères), à la différence près qu'Eudoxe ne défend aucunement une position réaliste, comme le fait Aristote. Ptolémée non plus ne soutient pas cette position réaliste : sa théorie et celle d'Eudoxe ne sont pour eux que des modèles théoriques qui permettent le calcul. C'est donc l'influence de l'aristotélisme qui fait apparaître le système ptoléméen comme la « réalité » du cosmos dans les réflexions philosophiques, jusqu'au XVe siècle.
Aristote distingue deux grandes régions dans le cosmos : le monde sublunaire, le nôtre, et le monde supralunaire, celui du ciel et des astres, qui sont éternels et n'admettent aucun changement car ils sont constitués d'éther et possèdent une vie véritablement divine et qui se suffit à elle-même. La Terre est nécessairement immobile mais est au centre d'une sphère animée d'un mouvement de rotation continu et uniforme ; le reste du monde participe d'une double révolution, l'une propre au « premier Ciel » faisant une révolution diurne d'orient vers l'occident, tandis que l'autre fait une révolution inverse d'occident en orient et se décompose en autant de révolutions distinctes qu'il y a de planètes. Ce modèle se complique encore du fait que ce ne sont pas les planètes qui se meuvent, mais les sphères translucides sur l'équateur desquelles elles sont fixées : il fallait trois sphères pour expliquer le mouvement de la lune, mais quatre pour chacune des planètes.

### Influence de la cosmologie sur la science et sur la représentation du monde
Selon Alexandre Koyré la cosmologie aristotélicienne conduit d'une part à concevoir le monde comme un tout fini et bien ordonné où la structure spatiale incarne une hiérarchie de valeur et de perfection : « « Au-dessus » de la terre lourde et opaque, centre de la région sublunaire du changement et de la corruption », s'élèvent « les sphères célestes des astres impondérables, incorruptibles et lumineux… ». D'autre part, en science, cela conduit à voir l'espace comme un « ensemble différencié de lieux intramondains », qui s'opposent à « l'espace de la géométrie euclidienne — extension homogène et nécessairement infinie ». Cela a pour conséquence d'introduire dans la pensée scientifique des considérations basées sur les notions de valeur, de perfection, de sens ou de fin, ainsi que de lier le monde des valeurs et le monde des faits.

## Métaphysique

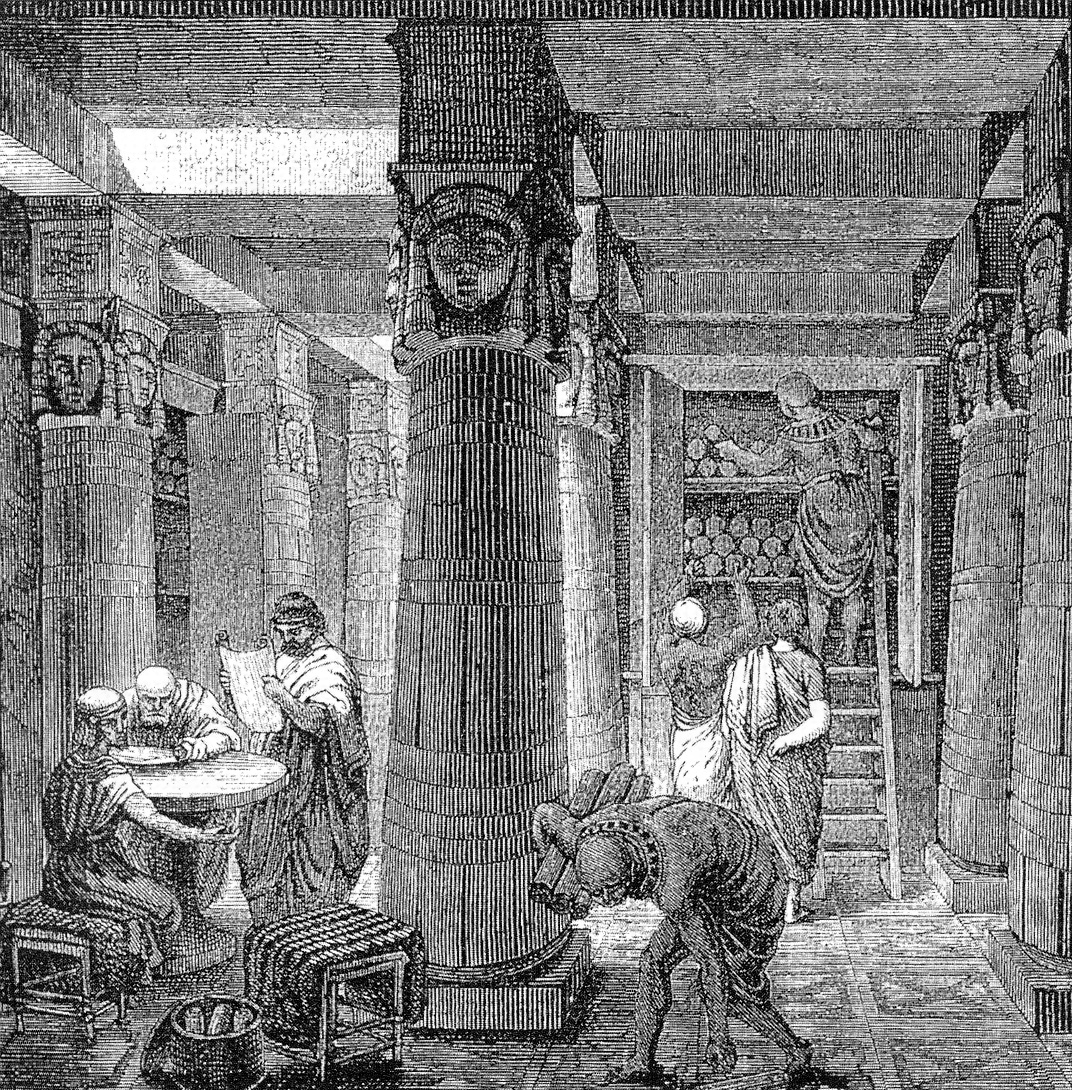
La grande bibliothèque d'Alexandrie possédait les œuvres d'Aristote (ici tableau d'O. Von Corven, XIXe siècle).

Le mot métaphysique n’est pas connu d’Aristote, qui emploie l'expression philosophie première. L'ouvrage appelé Métaphysique est composé de notes assez hétérogènes. Le terme « métaphysique » lui a été attribué au Ier siècle parce que les écrits qui le composent étaient classés « après la Physique » dans la bibliothèque d'Alexandrie. Le préfixe meta pouvant signifier après ou au-delà, le terme « méta-physique » (meta ta phusika), peut être interprété de deux manières. Tout d'abord, il est possible de comprendre que les textes doivent être étudiés après la physique. Il est également possible d'entendre le terme comme signifiant que l'objet des textes est hiérarchiquement au-dessus de la physique. Même si, dans les deux cas, il est loisible de percevoir une certaine compatibilité avec le vocable aristotélicien de philosophie première, l'emploi d'un mot différent est souvent perçu par les spécialistes comme le reflet d'un problème, d'autant que les textes réunis sous le nom de métaphysique sont traversés par deux questionnements distincts. D'un côté, la philosophie première est vue comme « science des premiers principes et des premières causes », c'est-à-dire du divin ; il s'agit là d'un questionnement maintenant appelé théologique. D'un autre côté, les livres Γ et K sont traversés par un questionnement ontologique portant sur « la science de l'être en tant qu'être ». De sorte qu'on parle parfois d'une « orientation onto-théologique » de la philosophie première. Pour compliquer les choses, Aristote semble, dans certains livres (le livre E en particulier), introduire la question ontologique du livre gamma (qu'est-ce qui fait que tout ce qui est est ?) à l'intérieur d'une question de type théologique (quelle est la première cause qui amène à l'être l'ensemble de ce qui est ?).

### Physique et métaphysique

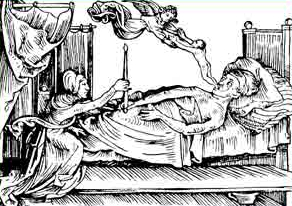
Un ange recueille l'âme qui s'échappe du corps d'un mourant. Xylographie, début XVIe siècle.

Au livre E chapitre 1, Aristote note : « La physique étudie des êtres séparés (χωριστά) mais non immobiles, tandis que la science première a pour objet des êtres à la fois séparés et immobiles […] S'il n'y avait pas d'autre substance que celles qui sont constituées par la nature, la physique serait science première. Mais comme il existe une substance immobile, alors la science de cette substance doit être antérieure aux choses sensibles du monde des phénomènes, et la métaphysique doit être la philosophie première. Et la tâche de cette science sera de considérer l’être en tant que tel et le concept et les qualités qui lui reviennent en tant qu’être » (E 1, 1026 a 13-32),. Aussi, si la physique étudie l'ensemble forme-matière (ἔνυλα εἴδη) du monde visible, la métaphysique ou philosophie première étudie la forme en tant que forme c'est-à-dire le divin « présent dans cette nature immobile et séparée » (E1, 1026 a 19-21). Pour un spécialiste comme A. Jaulin, la métaphysique étudie donc « les mêmes objets que la physique, mais dans la perspective de l'étude de la forme ».
Pour Aristote, alors que la physique étudie les mouvements naturels, c'est-à-dire occasionnés par le principe propre à la matière, la métaphysique étudie les « moteurs non mus », ceux qui font mouvoir les choses sans être eux-mêmes mus. « Les deux substances sensibles [la matière, et la substance composée] sont l'objet de la Physique, car elles impliquent le mouvement ; mais la substance immobile est l'objet d'une science différente [la philosophie première] »).
Dès lors, « la Métaphysique est bien la science de l'essence, et d'autre part, sont universels les “axiomes” qui expriment au fond la nature de Dieu ».

### Dieu comme premier moteur et la philosophie de la religion

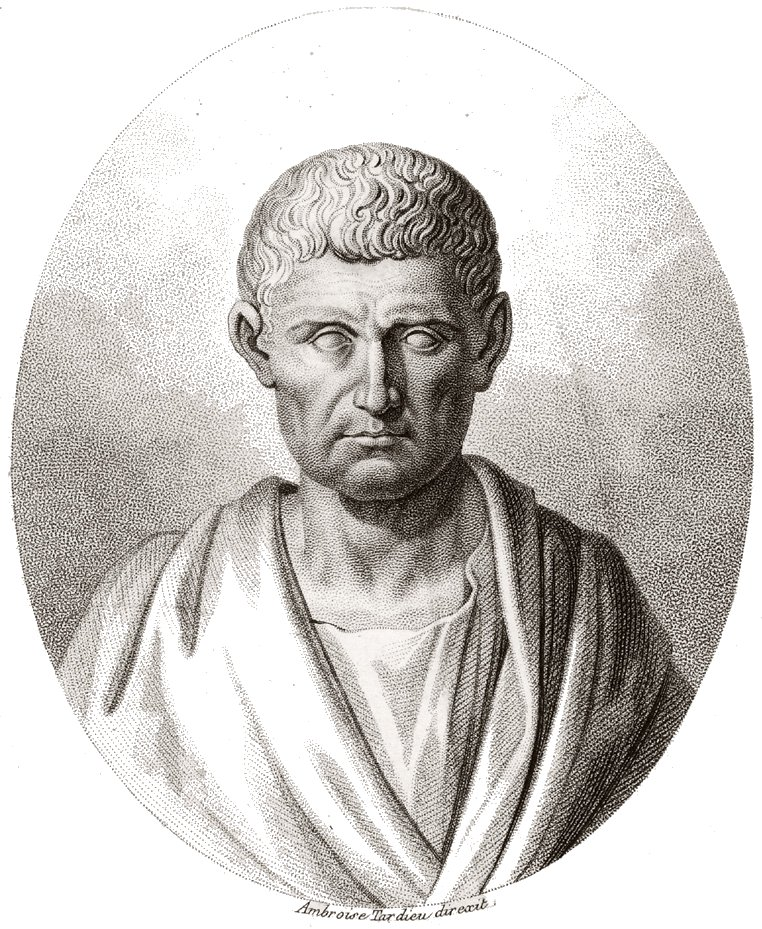
Aristote.

La représentation conventionnelle que nous avons d’Aristote en fait un métaphysicien purement intellectualiste ; or, selon Werner Jaeger, Aristote doit aussi être considéré comme le fondateur de la philosophie de la religion car sa dialectique est « inspirée de l’intérieur par un vif sentiment religieux, dont toutes les parties de l’organisation logique de sa philosophie sont pénétrées et informées ». Selon Jaeger, après la théologie de la vieillesse de Platon, Aristote apporte la première preuve de l'existence de Dieu dans son dialogue Sur la Philosophie (Περὶ φιλοσοφίας), écrivant au livre III fragment 16 : « On peut considérer que dans tout domaine où règne une hiérarchie de degrés, et donc une approximation plus ou moins grande de la perfection, il existe nécessairement quelque chose d’absolument parfait. Or, étant donné que, dans tout ce qui est, une telle gradation de choses plus ou moins parfaites se manifeste, il existe donc un être à la supériorité et à la perfection absolue, et cet être peut bien être Dieu ». Or, continue Jaeger, c’est précisément la nature, règne des Formes strictement hiérarchisées, qui est régie selon Aristote par cette gradation : toute chose inférieure est liée à une autre qui lui est supérieure. Dans le domaine des choses existantes, il existe donc aussi une chose d’une perfection ultime, cause finale la plus élevée et principe de tout le reste. Cet argument ontologique, lié à l’argument téléologique conformément à la Physique d’Aristote, constitue ce que les grands scolastiques appelleront l’argumentum ex gradibus. C’est la première grande tentative pour traiter de façon scientifique le problème de Dieu. Cette spéculation scientifique n’exclut cependant pas l'expérience personnelle de l’intuition intime de Dieu,, en particulier dans la piété avec laquelle Aristote évoque la divinité du cosmos. Ainsi Aristote tend vers la sagesse la plus haute en cherchant dans la contemplation à se rapprocher du divin, mais il suggère aussi que celui qui poursuit une telle quête sache écouter les gens les plus ordinaires pour apprendre d'eux. « La contemplation émerveillée d’Aristote devant l’ordre immuable des astres, intensifiée au point de devenir intuition religieuse de Dieu », s’inscrit dans la droite ligne de Platon et n’est pas sans annoncer l’émerveillement de Kant,.
Dans le livre intitulé Métaphysique, la connaissance de Dieu par l’homme est identifiée à la connaissance de Dieu par lui-même,. Le moi est l’esprit, le νοῦς / noûs, qui est dit « venir du dehors » (θύραθεν εἰσίων) et être « le divin en nous », (τὸ θεῖον ἐν ἡμῖν). Et c’est par le νοῦς / noûs que la connaissance de Dieu entre en nous, Aristote le définit donc comme la pensée de la pensée (νοήσεως νόησις, « noeseos noesis »), c'est-à-dire comme un être qui pense sa propre pensée, l'intelligence et l'acte d'intelligence étant une seule et même chose en dieu : « Dieu est heureux, il est trop parfait pour penser lui-même autre chose que lui-même. L'Intelligence suprême se pense donc elle-même…, et sa Pensée est pensée de la pensée ». Il est en ce sens une forme ou Acte pur, sans matière, qui lance l'ensemble des mouvements : en effet, Aristote décrit dieu comme le premier moteur immuable et incorruptible, et qui, par la suite, actualise l'ensemble de ce qui est. Il jouit perpétuellement d’un plaisir pur et simple, car il y a non seulement une activité de mouvement — activité transitive ou fabricatrice au sens aristotélicien du grec ἔργον — mais aussi une activité immobile, immanente, parfaite, qui atteint sa fin à tout moment, et cette « activité de l’immobilité », ἐνέργεια ἀκινησίας, type de l’activité par excellence, se réalise pleinement dans l’Acte pur qu’Aristote appelle « le vivant éternel parfait », ζῷον ἀΐδιον ἄριστον, car l'acte de l’intelligence est vie : ἡ γὰρ νοῦ ἐνέργεια ζῳή.
Chez Aristote, Dieu, défini à la fin de son ouvrage Sur la Prière comme « le νοῦς ou quelque chose de supérieur au νοῦς », est absolument transcendant, de sorte qu'il est difficile de le décrire autrement que de façon négative, c'est-à-dire par rapport à ce que les hommes n'ont pas. Pour Céline Denat, « Le Dieu aristotélicien, jouissant d'une vie parfaite consistant dans l'activité pure de la contemplation intelligible, constitue assurément en quelque manière pour l'homme « un idéal », le modèle d'une existence dénuée des imperfections et des limites qui nous sont propres ». Toutefois, cette théologie négative, qui influencera les néo-platoniciens, n'est pas assumée par Aristote. Pierre Aubenque note : « La négativité de la théologie est simplement rencontrée sur le mode de l'échec ; elle n'est pas acceptée par Aristote comme la réalisation de son projet qui était incontestablement de faire une théologie positive ».

### Ontologie aristotélicienne
La question ontologique de l'être en tant qu'être n'est pas abordée chez Aristote comme étant l'étude d'une matière constituée par l'être en tant qu'être, mais comme l'étude d'un sujet, l'être, vue sous l'angle en tant qu'être. Pour Aristote, le mot « être » a plusieurs sens. Le premier sens est celui de substance (ousia), le second, celui de quantité, de qualités, etc., de cette substance. Malgré tout, pour lui, la science de l'être en tant qu'être est surtout centrée sur la substance. Poser la question « qu'est-ce que l'être ? » revient à poser la question « qu'est-ce que la substance ? » Aristote aborde au livre de la Métaphysique le principe de non contradiction (PNC), c'est-à-dire que « la même chose ne peut à la fois appartenir et ne pas appartenir à la même chose et sous le même rapport » (Meta 1005b 19). Si ce principe est central pour Aristote, il n'essaye pas de le prouver. Il préfère montrer que cette hypothèse est nécessaire, si on veut que les mots aient un sens.
En Métaphysique Z, 3, Aristote présente quatre explications possibles de ce qu'est la substance de x. Elle peut être « (i) l'essence de x ou (ii) des prédicats universels de x, ou (iii) un genre auquel x appartient, ou (iv) un sujet dont x est le prédicat ». Pour Cohen et Reeve, « une forme substantielle est l'essence de la substance, et cela correspond à une espèce. Puisqu'une forme substantielle est une essence, elle est ce qui est dénoté par le definiens de la définition. Puisque seuls les universaux sont définissables, les formes substantielles sont des universaux ». Le problème est que si Aristote en Métaphysique Z, 8 semble penser que les formes substantielles sont des universaux, en Métaphysique Z, 3, il exclut cette possibilité. D'où deux lignes d'interprétation. Pour Sellars (1957), Hartman (1977), Irwin (1988) et Witt (1989), les formes substantielles ne sont pas des universaux et il y a autant de formes substantielles qu'il y a de types particuliers d'une chose. Pour d'autres, (Woods (1967), Owen (1978), Code (1986), Loux (1991) et Lewis (1991)), Aristote ne veut pas dire en Z, 13 que les universaux ne sont pas une substance mais quelque chose de plus subtil qui ne s'oppose pas « à ce qu'il n'y ait qu'une forme substantielle pour tous les particuliers appartenant à la même espèce ».
En Z, 17, Aristote émet l'hypothèse que la substance est, à la fois, principe et cause. En effet, s'il existe quatre types de causes (matérielle, formelle, efficiente et finale), une même chose peut appartenir à plusieurs types de causes. Par exemple, dans le De Anima (198 a 25), il soutient que l'âme peut être cause efficiente, formelle et finale. De sorte que l'essence n'est pas seulement une cause formelle, elle peut être aussi une cause efficiente et finale. Pour le dire simplement, pour Aristote, Socrate est un homme « parce que la forme ou l'essence de l'homme est présente dans la chair et les os qui constituent » son corps.
Si Aristote, en Métaphysique Z, distingue matière et corps, dans le livre Θ, il distingue entre réalité et potentialité. Tout comme la forme a priorité sur la matière, la réalité a priorité sur la potentialité pour deux raisons. Tout d'abord, la réalité est la fin, c'est pour elle que la potentialité existe. Ensuite, la potentialité peut ne pas devenir une réalité, elle est donc périssable et à ce titre inférieure à ce qui est car « ce qui est éternel doit être entièrement réel ».
Pour Pierre Aubenque, l'ontologie d'Aristote est une ontologie de la scission entre l'essence immuable et l'essence sensible. De sorte que c'est la médiation de la dialectique qui rend possible une unité « proprement ontologique, c'est-à-dire qui ne tient qu'au discours que nous tenons sur elle et qui s'effondrerait sans lui ».

## Éthique

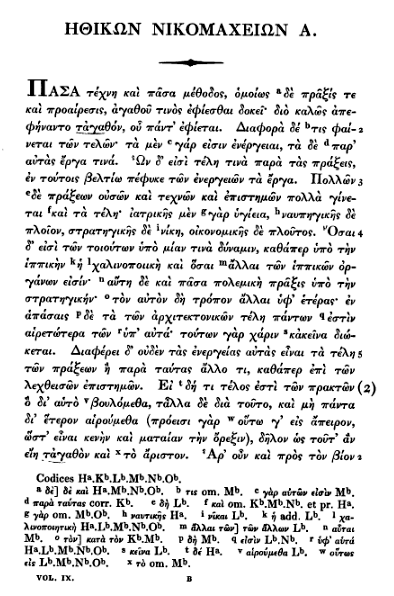
Première page de l'édition de 1837 de lÉthique à Nicomaque.

Aristote a abordé les questions éthiques dans deux ouvrages, l’Éthique à Eudème et l’Éthique à Nicomaque. Le premier est rattaché à la période antérieure à la fondation du Lycée, entre les années 348 à 355, et présente un premier état de sa pensée sur le sujet, dans un exposé simple et accessible, dont des morceaux seront repris plus tard dans l’Éthique à Nicomaque. Les deux livres ont plus ou moins les mêmes préoccupations. Ils débutent par une réflexion sur l'eudémonisme, c'est-à-dire sur le bonheur ou l'épanouissement. Ils se poursuivent par une étude sur la nature de la vertu et de l'excellence. Aristote aborde également les traits de caractères nécessaires pour parvenir à cette vertu (arété).
Pour Aristote, l'éthique est un champ de la science pratique dont l'étude doit permettre aux êtres humains de vivre une vie meilleure. D'où l'importance des vertus éthiques (justice, courage, tempérance etc.), vues comme un mélange de raison, d'émotions et d'aptitudes sociales. Toutefois, Aristote, à la différence de Platon, ne croit pas que « l'étude des sciences et de la métaphysique soit un prérequis à une pleine compréhension de notre bien ». Pour lui, la vie bonne exige que nous ayons acquis « la capacité de comprendre en chaque occasion quelles sont les actions les plus conformes à la raison ». L'important n'est pas de suivre des règles générales mais d'acquérir « à travers la pratique les aptitudes délibératives, émotionnelles et sociales qui nous rendent capable de mettre notre compréhension générale du bien-être en pratique ». Il n'a pas pour but de « savoir ce qu’est la vertu en son essence » mais de montrer comment faire afin de devenir vertueux.
Aristote considère l'éthique comme un champ autonome qui ne requiert aucune expertise dans d'autres champs. Par ailleurs, la justice est différente du bien commun et inférieure à lui. Aussi, à la différence de Platon pour qui justice et bien commun doivent être recherchés pour eux-mêmes et pour leurs résultats, pour Aristote, la justice doit être recherchée seulement pour ses conséquences.

### Le bien: une notion centrale

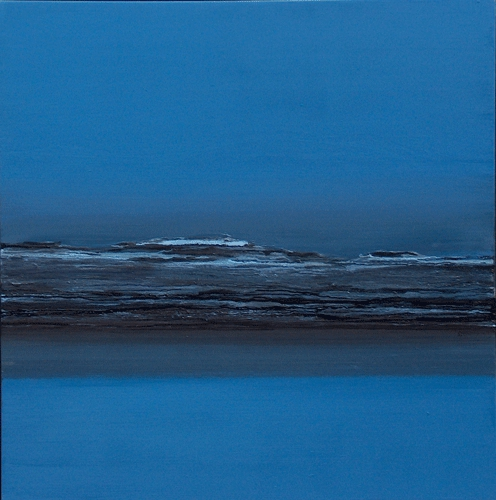
Contemplation de la mer Égée par Thanasis Stephopoulos.

Toute action tend vers un bien qui est sa fin. Ce qu'on nomme le bien suprême, ou le souverain bien, est appelé par Aristote eudaimonia et désigne à la fois le bonheur et le bien vivre, εὖ ζῆν / eu zên. Être εὐδαίμων / eudaimon est la plus haute fin de l'être humain, celle à laquelle toutes les autres fins (santé, richesse, etc.) sont subordonnées. C'est la raison pour laquelle le philosophe Jean Greisch proposait de traduire le terme eudaimonia (εὐδαιμονία), par épanouissement plutôt que par bonheur. Pour Aristote, le bien suprême a trois caractéristiques : il est désirable par lui-même ; il n'est pas désirable pour la recherche d'autres biens ; les autres biens sont désirables à la seule fin de l'atteindre. Aussi Aristote fait-il de l'éthique une science constitutive de la politique : « Pour la conduite de la vie, la connaissance de ce bien est d’un grand poids […] et dépend de la science suprême et architectonique par excellence (qui) est manifestement la politique car c’est elle qui détermine quelles sont parmi les sciences celles qui sont nécessaires dans les cités ». La fin ultime de l’être humain est aussi liée à l’ἔργον / ergon, c'est-à-dire à sa tâche, à sa fonction qui, pour lui, consiste à utiliser la part rationnelle de l'homme de manière conforme à la vertu (ἀρετή, « aretê ») et à l'excellence. Pour vivre bien, nous devons pratiquer des activités « qui durant toute notre vie actualisent les vertus de la partie rationnelle de l'âme ».
Il existe diverses conceptions du bonheur. La forme la plus commune est constituée par le plaisir, mais ce type de bonheur est propre « aux gens les plus grossiers » car il est à la portée des animaux. Une forme supérieure de bonheur est celui que donne l'estime de la société, car « on cherche à être honoré par les hommes sensés et auprès de ceux dont on est connu, et on veut l’être pour son excellence ». Cette forme de bonheur est parfaitement satisfaisante car « la vie des gens de bien n’a nullement besoin que le plaisir vienne s’y ajouter comme un surcroît postiche, mais elle a son plaisir en elle-même ». Il existe cependant un bonheur encore supérieur : c'est celui que procure la contemplation, entendue comme recherche de la vérité, de ce qui est immuable, de ce qui trouve sa fin en elle-même. Il s'agit là de quelque chose de divin : « Ce n'est pas en tant qu'homme qu'on vivra de cette façon, mais en fonction de l'élément divin qui est présent en nous »,. Aristote consacre à cette forme de bonheur l'entièreté du dernier livre de son Éthique.
Il ne faut pas confondre richesse et bonheur : « Quant à la vie de l’homme d’affaires, c’est une vie de contrainte, et la richesse n’est évidemment pas le bien que nous cherchons : c’est seulement une chose utile, un moyen en vue d’une autre chose ».

### Théorie des vertus

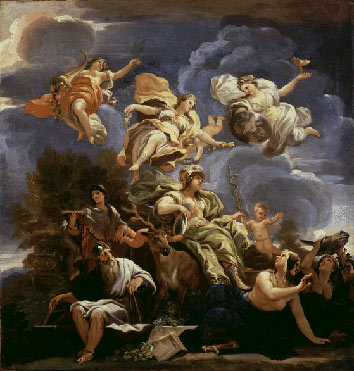
Allégorie de la prudence par Luca Giordano (1680).

Aristote distingue deux sortes de vertus : les vertus intellectuelles, qui « dépendent dans une large mesure de l’enseignement reçu » et les vertus morales, qui sont « le produit de l’habitude » : « C’est en pratiquant les actions justes que nous devenons justes, les actions modérées que nous devenons modérés, et les actions courageuses que nous devenons courageux ». Dans les deux cas, ces vertus sont en nous seulement à l'état de puissance. Tous les hommes libres naissent avec la potentialité de devenir moralement vertueux. La vertu ne peut pas être simple bonne intention, elle doit être aussi action et réalisation. Elle dépend du caractère (ethos) et de l'habitude de bien faire que les individus doivent acquérir. La prudence est la sagesse pratique par excellence.

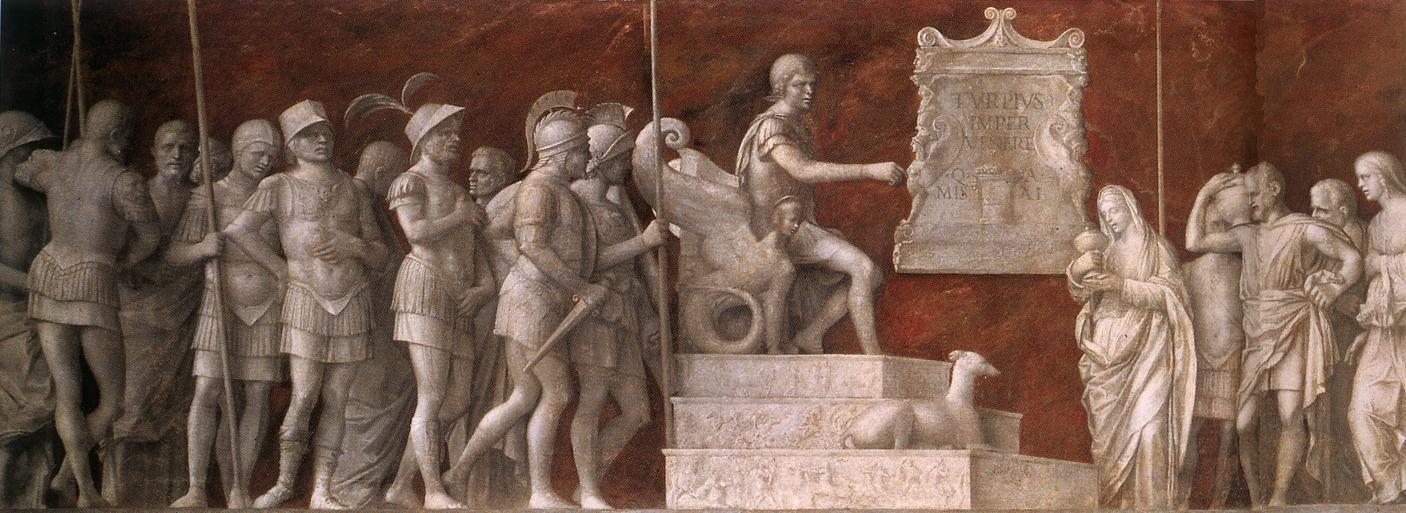
La Continence de Scipion. Tableau de Giovanni Bellini à Washington.

Les vertus intellectuelles comprennent :
1. la science (épistémè), qui s'appuie sur l'induction et procède par syllogisme ;
2. l'art (technè), qui est « une certaine disposition accompagnée de règle vraie », telle l'architecture ;
3. la prudence (phronesis) ou « l'art de délibérer correctement sur ce qui est bon et avantageux » ;
4. la compréhension intuitive (noûs) qui est la saisie des principes ;
5. la sagesse théorique (sophia), considérée comme « la plus achevée des formes du savoir »[217].

Une personne intempérante ne suit pas la raison mais les émotions. Or, la vertu morale est une voie moyenne entre deux vices, l'un par excès et l'autre par défaut : « C’est tout un travail que d’être vertueux. En toute chose, en effet, on a peine à trouver le moyen ». Il existe chez Aristote quatre formes d'excès : « (a) l'impétuosité causée par le plaisir, (b) l'impétuosité causée par la colère, (c) la faiblesse causée par le plaisir, (d) la faiblesse causée par la colère ».
« En toute chose, enfin il faut surtout se tenir en garde contre ce qui est agréable et contre le plaisir, car en cette matière nous ne jugeons pas avec impartialité ». Une personne qui se maîtrise et fait preuve de tempérance bien qu'elle soit soumise aux passions (pathos) conserve la force de suivre la raison et fait preuve d'auto-discipline. Celle-ci se renforce par l'habitude : « C’est en nous abstenant des plaisirs que nous devenons modérés, et une fois que nous le sommes devenus, c’est alors que nous sommes le plus capables de pratiquer cette abstention ».
En revanche, il y a des gens qui ne croient pas à la valeur des vertus. Aristote les qualifie de mauvais (kakos, phaulos). Leur désir de domination ou de luxe ne connaît pas de borne (πλεονεξία / pleonexia) mais les laisse insatisfaits, car incapables d'arriver à l'harmonie intérieure. Comme Platon, il estime que l'harmonie intérieure est nécessaire pour vivre une vie bonne. On mène une mauvaise vie quand on se laisse dominer par des forces psychologiques irrationnelles qui nous entraînent vers des buts extérieurs à nous-mêmes.

### Désir, délibération et souhait rationnel

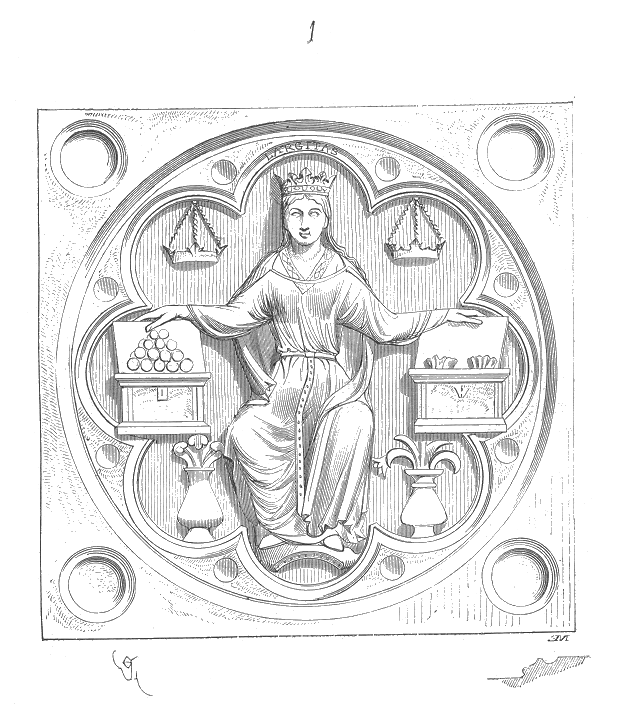
La Vertu d'après une sculpture de la cathédrale de Sens. Gravure de Viollet-le-Duc.

« Il y a dans l’âme trois facteurs prédominants qui déterminent l’action et la vérité : sensation, intellect et désir. Malheureusement, nos désirs ne mènent pas forcément au bien, mais peuvent conduire à favoriser la satisfaction immédiate, la dispersion : nous désirons une chose parce qu'elle nous semble bonne, plutôt qu'elle ne nous semble bonne parce que nous la désirons »,. Pour bien agir, l'homme doit être guidé par la raison : « De même que l’enfant doit vivre en se conformant aux prescriptions de son gouverneur, ainsi la partie concupiscible de l’âme doit-elle se conformer à la raison ». Il peut ainsi atteindre le souhait rationnel puis, grâce à l'étude des moyens et à la délibération, arriver au choix réfléchi.
« Il existe trois facteurs qui entraînent nos choix, et trois facteurs nos répulsions : le beau, l’utile, le plaisant et leurs contraires, le laid, le dommageable et le pénible ». La délibération conduit au choix rationnel qui porte sur les moyens d'atteindre la fin : « Nous délibérons non pas sur les fins elles-mêmes, mais sur les moyens d'atteindre les fins »,. La vertu et le vice résultent de choix volontaires : « Le choix n'est pas chose commune à l'homme et aux êtres dépourvus de raison, à la différence de ce qui a lieu pour la concupiscence et l'impulsivité. […] L'homme maître de lui […] agit par choix et non par concupiscence »,.
« Aristote n'use pas encore des notions de libre arbitre, de liberté, de responsabilité », mais pose en quelque sorte les bases sur lesquelles ces notions seront bâties, en distinguant entre actions volontaires et involontaires. Ces dernières ne peuvent être rapportées à notre volonté et on ne peut par conséquent nous en rendre responsables. Toutefois, chez Aristote, l’ignorance ne conduit pas nécessairement au pardon. En effet, il est des cas où l'ignorance des êtres humains doit être sanctionnée car il ne tenait qu'à eux de s'informer. Ainsi, quand nous nous apercevons, parfois, de notre ignorance et de notre erreur, nous reconnaissons que nous avons mal agi. Toutefois, dans les cas où les hommes subissent des contraintes extérieures auxquelles il leur est impossible de résister, ils ne sont pas responsables de leur conduite. De façon générale, pour Aristote, la volonté porte sur la fin recherchée et le choix sur les moyens d'atteindre cette fin. Alors que Platon insiste sur la fin et tient les moyens comme subalternes, asservis aux fins, Aristote s'interroge sur les dissonances entre fin et moyens. De sorte que, pour le Stagirite, fins et moyens sont également importants et interagissent.

### Prudence et délibération sur les moyens d'atteindre une fin
Pour Aristote, la « phronêsis » n'est pas seulement la « prudentia » latine. Elle est la conséquence « d'une scission à l'intérieur de la raison, et la reconnaissance de cette scission comme condition d'un nouvel intellectualisme critique ». De sorte que la phronêsis n'est pas la vertu de l'âme raisonnable, mais celle de la partie de cette âme qui porte sur le contingent. Alors que pour Platon la scission se trouve entre les Formes (ou Idées) et le contingent ou plutôt, l'ombre, la copie des formes, chez Aristote, c'est le monde réel qui est lui-même scindé en deux. Cette scission n'implique pas, comme chez Platon, une hiérarchie entre les deux parties de l'âme raisonnable. Chez le Stagirite, la phronêsis découle de l'inaptitude de la science « à connaître le particulier et le contingent, qui sont pourtant le domaine propre de l'action ». La phronêsis sert à combler « la distance infinie entre l'efficace réelle du moyen et la réalisation de la fin ». La phronêsis est liée à l'intuition, au coup d'œil, aussi n'est-elle pas indécision. Pierre Aubenque note à ce propos : « À la fois homme de pensée et d'action, héritier en cela des héros de la tradition, le phronimos unit en lui la lenteur de la réflexion et l'immédiateté du coup d'œil, qui n'est que la brusque éclosion de celle-là : il unit la minutie et l'inspiration, l'esprit de prévision et l'esprit de décision ».

### Théorie de la mesure
Pour Aristote, chaque vertu éthique est en équilibre entre deux excès. Par exemple, une personne courageuse se situe entre le couard qui a peur de tout et le téméraire qui n'a peur de rien. Toutefois, la vertu n'est pas chiffrable, ce n'est pas la juste moyenne arithmétique entre deux états. Par exemple, dans certains cas, une grosse colère sera nécessaire alors que dans une autre circonstance un très petit niveau de colère sera requis. Cette interprétation de la mesure est en général acceptée. En revanche, l'interprétation qui consiste à penser que pour être vertueux il faut atteindre un but situé entre deux options est assez largement rejetée. En effet, pour Aristote, l'important n'est pas d'être « tiède » mais de découvrir ce qui est adapté au cas présent. Pour agir vertueusement, il faut agir de façon à être « καλός / kalos » (noble, ou beau), car les hommes ont pour les activités éthiques la même attraction qu'ils ont pour la beauté des œuvres d'art. Fidèle à ses principes éducatifs, Aristote considère que les jeunes doivent apprendre ce qui est « καλόν / kalon » et développer une aversion pour ce qui est « αἰσχρόν / aischron » (laid ou honteux).
La théorie de la mesure aide à comprendre quelles qualités sont vertueuses, tels le courage ou la tempérance, parce que situées entre deux extrêmes et quelles émotions (dépit, envie), quelles actions (adultère, vol, meurtre) sont mauvaises en toutes circonstances. Contrairement à Platon, Aristote porte un grand intérêt à la famille et se préoccupe beaucoup des vertus qui lui sont nécessaires.
La théorie de la mesure ne fait pas partie du processus délibératif tourné vers l'étude des moyens à mettre en œuvre pour atteindre un but. Elle appartient au processus qui conduit à la vertu et qui permet de définir le bon but : « La vertu morale, en effet, assure la rectitude du but que nous poursuivons, et la prudence celle des moyens pour parvenir à ce but »,.

## Politique

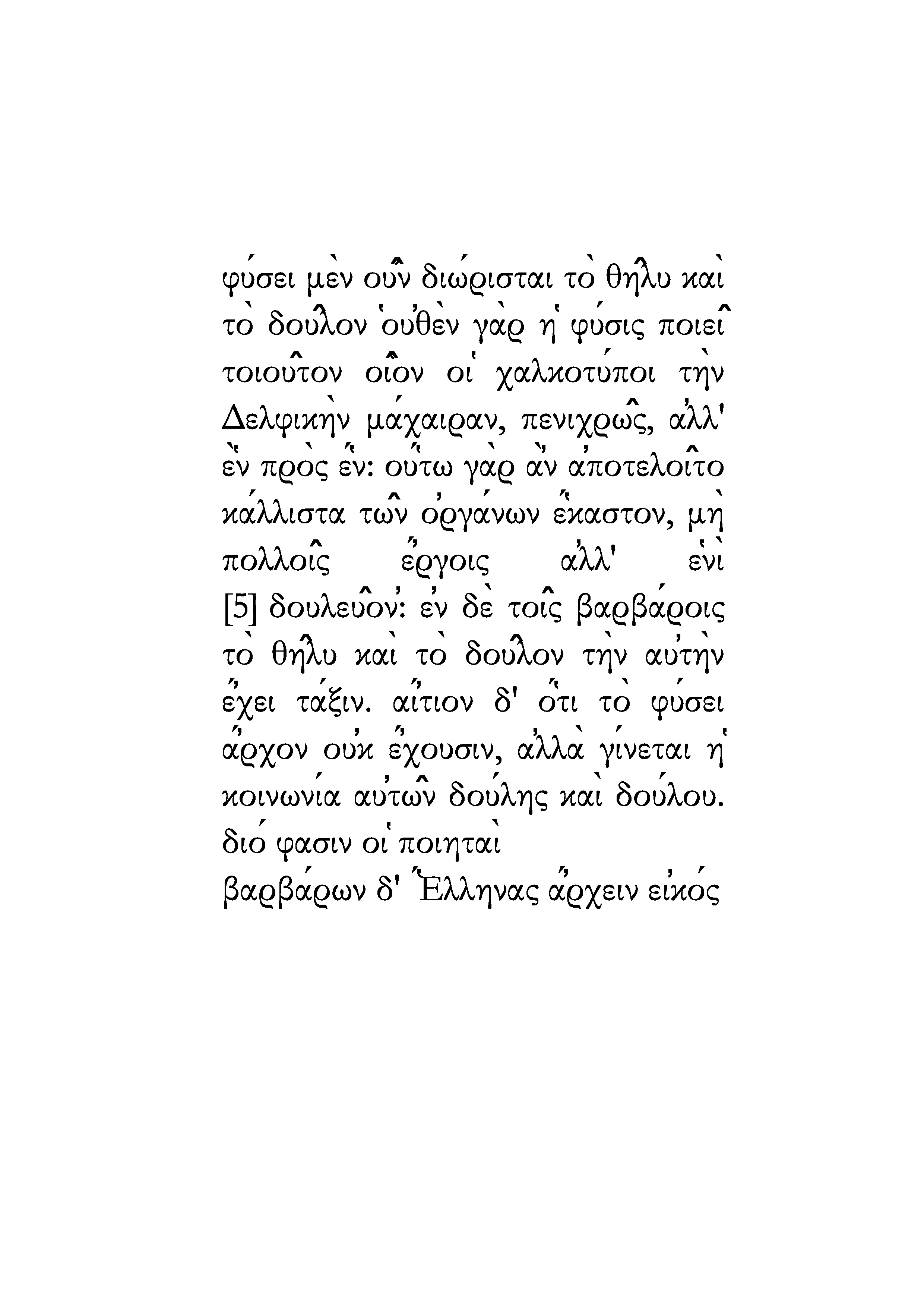
Un extrait en grec de la Politique d’Aristote (livre I, 1252 b 1-8).

Le Politique est l’un des plus anciens traités de philosophie politique de la Grèce antique et le seul ouvrage ancien qui analyse la problématique de la cité ainsi que le concept d'esclavage. Aristote y examine la façon dont devrait être organisée la cité (en grec : πόλις, polis). Il discute aussi les conceptions exposées par Platon dans La République et Les Lois, ainsi que divers modèles de constitutions.

### Principes
La science politique (πολιτικὴ ἐπιστήμη / politikê epistêmê) est d'abord une science pratique qui cherche le bien et le bonheur des citoyens : « L'État le plus parfait est évidemment celui où chaque citoyen, quel qu'il soit, peut, grâce aux lois, pratiquer le mieux la vertu, et s'assurer le plus de bonheur ». La politique est aussi une science productive quand elle traite de la création, de la préservation et de la réforme des systèmes politiques. Dans l’Éthique à Nicomaque, Aristote soutient que la science politique est la science la plus importante de la cité, celle qui doit être étudiée en premier par les citoyens, avant même la science militaire, la gestion de la maison (qui deviendra bien plus tard avec Adam Smith, l'économie), et la rhétorique. La science politique ne se limite pas comme actuellement à la philosophie politique mais inclut également l'éthique et l'éducation.
L'éthique et la politique ont en commun la recherche du Bien. Elles participent à la technê politikê, ou l'art politique, dont l'objet est, à la fois, le bien commun, et le bien des individus.
Pour qu'une société soit pérenne, elle doit d'abord être juste. La justice sert à qualifier nos rapports avec nos semblables lorsqu'ils sont marqués par l'amitié. Elle est donc la vertu complète qui nous fait rechercher, à la fois, notre bien et celui d'autrui. En pratique, il est utile qu'elle soit soutenue par des lois qui diront le juste et l'injuste. La relation justice / loi est à double face. En effet, la justice qui est d'abord une vertu éthique, sert aussi de norme à la loi.
Selon Aristote, l'homme ne peut vivre que parmi les hommes : « Sans amis personne ne choisirait de vivre, eût-il tous les autres biens »,. Il distingue trois types d'amitié : l'amitié utile (on se rend des services) ; l'amitié fondée sur le plaisir (on est heureux par exemple de jouer aux cartes avec quelqu'un) et l'amitié véritable où on « aime l'autre pour lui-même ». Ce dernier type d'amitié est en lui-même une vertu qui participe du bien commun. Si une cité peut vivre sans cette forme de vertu, pour perdurer elle doit au moins atteindre la concorde qui permet d'arriver à une communauté d'intérêts : « L'amitié semble aussi constituer le lien des cités, et les législateurs paraissent y attacher un plus grand prix qu'à la justice même : en effet, la concorde, qui paraît bien être un sentiment voisin de l'amitié, est ce que recherchent avant tout les législateurs, alors que l'esprit de faction, qui est son ennemie, est ce qu'ils pourchassent avec le plus d'énergie ».

### Présupposés de la philosophie politique d'Aristote
Selon Fred Miller, la philosophie politique d'Aristote repose sur cinq principes :
1. Le principe de téléologie [254] : la nature ayant une fin, les êtres humains ont donc une fonction (une tâche) à assumer.
2. Le principe de perfection : « le bien ultime ou bonheur (eudaimonia) des êtres humains consiste dans la perfection, dans la pleine réalisation de leur fonction naturelle, qu'il voit comme le mouvement de l'âme accordé à la raison »[254].
3. Le principe de communauté : la communauté la plus parfaite est la Cité-État. En effet, n'étant ni trop grande ni trop petite, elle correspond à la nature de l'homme et permet d'atteindre la vie bonne[255].
4. Le principe de gouvernement sous la loi.
5. Le principe de la règle de raison. Comme Platon, Aristote pense que la partie non rationnelle de l'homme doit être gouvernée par la partie rationnelle[256].

### Importance de l'éducation

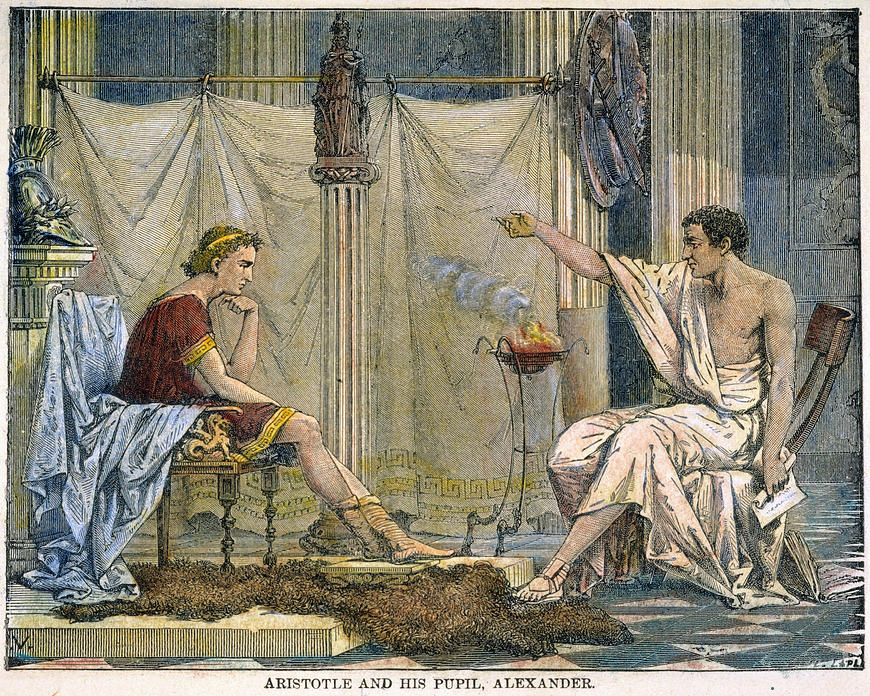
Aristote et son étudiant Alexandre imaginés par le graveur Charles Laplante en 1866.

Aristote consacre plusieurs chapitres de sa Politique à l'éducation. Il fait au législateur « un devoir strict de légiférer sur l'éducation » et estime que « l'éducation des enfants doit être un des objets principaux des soins du législateur ». S'opposant nettement au collectivisme de Platon, il voit dans l'éducation le moyen « de ramener à la communauté et à l'unité l'État, qui est multiple ». Il consacre donc une longue réflexion aux modalités qu'elle doit prendre : « l'éducation doit être nécessairement une et identique pour tous ses membres » et « l'éducation des enfants et des femmes doit être en harmonie avec l'organisation politique ». Aristote veut que l'éducation comprenne nécessairement « deux époques distinctes, depuis sept ans jusqu'à la puberté, et depuis la puberté jusqu'à vingt-et-un ans ». Quant aux objectifs pédagogiques, il opte pour une position que Marrou juge d'une « remarquable finesse » :

« L'éducation physique, loin de viser à sélectionner des champions, doit se proposer pour but un développement harmonieux de l'enfant ; de même, l'éducation musicale rejettera toute prétention à rivaliser avec les professionnels : elle n'aspirera qu'à former un amateur éclairé, qui n'aura pratiqué la technique musicale lui-même que dans la mesure où une telle expérience directe est utile pour former son jugement »

.
Aristote est critique à l'égard d'Athènes parce que cette cité n'a pas « compris que l'éducation était non seulement un problème politique, mais peut-être le plus important » ; il n'est pas plus tendre envers Sparte qui vise d'abord à inculquer aux jeunes des vertus guerrières. Le philosophe parle en précurseur, car à son époque « l'existence d'une véritable instruction publique assumée par l'État demeurait une originalité des cités aristocratiques (Sparte, Crète) ». Ce n'est qu'à l'époque hellénistique que les jeunes filles des principales cités fréquenteront au même titre que les garçons les écoles primaires et secondaires ou la palestre et le gymnase.

### La cité et le naturalisme politique
Aristote, au livre I de son ouvrage Politique, considère la cité et la loi comme naturelles. Selon lui, les êtres humains se sont d'abord mis en couple dans le but de se reproduire, puis ont créé des villages avec des maîtres naturels, capables de gouverner, et des esclaves naturels, utilisés pour leur force de travail. Enfin, plusieurs villages se sont unis pour former une Cité-État.
Pour Aristote, l'homme est « un animal politique », c'est-à-dire un être qui vit dans une cité (en grec : polis). Il voit la preuve que les hommes sont des êtres sociaux dans le fait que « la nature, qui ne fait rien en vain, les a dotés du langage, ce qui les rend capables de partager des concepts moraux tels que la justice ». L'homme n'est pas le seul animal social, car les abeilles, les guêpes, les fourmis et les grues sont aussi capables de s'organiser en vue d'un but commun.
La notion de nature, et notamment celle de nature humaine, n'est pas fixe chez Aristote. En effet, il considère que l'humain peut transformer son statut en esclave naturel, ou encore en humain semi-divin.

### Acteurs du politique
Seul est citoyen à part entière celui qui peut exercer les fonctions de juge et de magistrat : « Le trait éminemment distinctif du vrai citoyen, c’est la jouissance des fonctions de juge et de magistrat ». Or, ces fonctions exigent un caractère vertueux dont beaucoup sont incapables. Comme ces fonctions sont accordées par une constitution et que les constitutions varient entre les cités, il y a des cités où très peu sont des citoyens à part entière.
Aristote a une vision hiérarchisée de la société : il classe l'homme libre au-dessus des autres êtres humains tels l'esclave, l'enfant, la femme. Il écrit :

« Ainsi, l’homme libre commande à l’esclave tout autrement que l’époux à la femme, et le père, à l’enfant ; et pourtant les éléments essentiels de l’âme existent dans tous ces êtres ; mais ils y sont à des degrés bien divers. L’esclave est absolument privé de volonté ; la femme en a une, mais en sous-ordre ; l’enfant n’en a qu’une incomplète. »

Il place dans une classe inférieure les laboureurs, artisans, commerçants, marins ou pêcheurs, et tous « les gens de fortune trop médiocre pour vivre sans travailler ». Toutes ces personnes sont en effet incapables de réaliser une fonction de magistrat et de se consacrer à la poursuite du bonheur par la philosophie, car cela exige beaucoup de temps libre. La tâche la plus importante du politique est celle de législateur (Nomothète). Aristote compare souvent le politique à un artisan, car comme ce dernier, il crée, utilise et réforme quand c'est nécessaire le système légal. Mais ses opérations doivent être réalisées conformément à des principes universels. Pour Aristote, le citoyen, c'est-à-dire celui qui a le droit (ἐξουσία, exousia) de participer à la vie publique, a un rôle bien plus actif, est beaucoup plus impliqué dans la gestion de la cité que dans nos démocraties modernes.

### Théorie générale des constitutions et de la citoyenneté

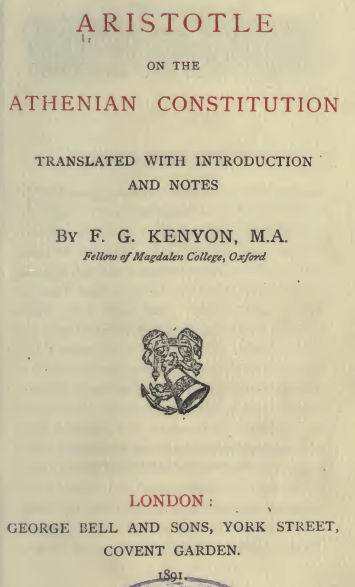
La Constitution des Athéniens.

Toutefois, pour qu'il puisse s'épanouir, il faut que la cité soit bien gouvernée. Une cité heureuse est celle qui est régie par une bonne constitution, « la constitution étant définie par l'organisation des différentes magistratures ». Il est important que la constitution soit acceptée par tous les citoyens et, à cette fin, que toutes les classes participent en quelque façon au pouvoir. Aussi rejette-t-il le système préconisé par Hippodamos de Milet parce qu'il exclut du pouvoir les deux classes laborieuses : « Mais si les artisans et les laboureurs sont exclus du gouvernement de la cité, comment pourront-ils avoir quelque attachement pour elle ? ». Il analyse d'autres constitutions, notamment celles de Sparte, de Carthage, de Crète et d'Athènes.
Selon Aristote, il existe deux grands types de constitution : les constitutions correctes qui conduisent au bien de tous, et les constitutions déviantes, qui ne profitent qu'à ceux qui gouvernent. Il distingue trois formes de constitutions correctes : la royauté, l'aristocratie et le gouvernement constitutionnel. Aristote différencie les formes de gouvernements en fonction du nombre de gouvernants : un seul dans la tyrannie et la royauté, quelques-uns dans l'aristocratie ou l'oligarchie et beaucoup dans la démocratie et la république. L'« aristocratie » chez lui ne fait pas référence nécessairement à un privilège de naissance mais désigne les meilleurs au sens du mérite personnel, tandis que la « démocratie » ou « régime populaire » désigne l'exercice du pouvoir par le peuple.
|                      | Correct                                  | Déviant                          |
| -------------------- | ---------------------------------------- | -------------------------------- |
| Un gouvernant        | Monarchie                                | Tyrannie                         |
| Quelques gouvernants | Aristocratie (= les meilleurs)           | ploutocratie (= les plus riches) |
| Nombreux gouvernants | Politeia ou gouvernement constitutionnel | Démocratie                       |

Mais qu'il faille que la masse soit souveraine plutôt que ceux qui sont les meilleurs mais qui sont peu nombreux, cela semblerait apporter une solution qui certes fait aussi difficulté, mais qui comporte aussi sans doute du vrai. Car il est possible que de nombreux individus, dont aucun n'est un homme vertueux, quand ils s'assemblent soient meilleurs que les gens dont il a été question, non pas individuellement, mais collectivement, comme les repas collectifs sont meilleurs que ceux qui sont organisés aux frais d'une seule personne. Au sein d'un grand nombre, en effet, chacun possède une part d'excellence et de prudence, et quand les gens se sont mis ensemble de même que cela donne une sorte d'homme unique aux multiples pieds, de même en est-il aussi pour les qualités éthiques et intellectuelles. C'est aussi pourquoi la multitude est meilleur juge en ce qui concerne les arts et les artistes : en effet, les uns jugent une partie, les autres une autre et tous jugent le tout. […] 
Il reste donc à faire participer ces gens-là aux fonctions délibérative et judiciaire. […] En effet, quand ils sont tous réunis, ils possèdent une juste perception des choses, et mélangés aux mailleurs, ils sont utiles aux cités. Par contre, pris individuellement, chacun a un jugement imparfait.
Les gouvernants doivent être choisis en fonction de leur excellence politique, c'est-à-dire qu'ils doivent être capables de gouverner non pas au profit d'un groupe particulier, mais en visant le bien de tous : « toutes les prétentions (à gouverner) formulées au nom d'un autre critère (richesse, naissance, liberté) sont, comme telles, disqualifiées et renvoyées dos à dos ».
Une constitution est excellente si elle assure le bonheur des citoyens et si elle est capable de durer. La moins mauvaise constitution serait celle où le pouvoir est contrôlé par une classe moyenne nombreuse : « la cité veut être composée avant tout de gens égaux et semblables, ce qui est avant tout le propre des gens moyens ». À cela plusieurs raisons. Tout d'abord, n'étant ni très riches ni très pauvres, les membres de cette classe sont plus naturellement modérés et enclins à suivre la raison que les autres. Par ailleurs, ils ont moins tendance à rejoindre des factions violentes et irréductibles, ce qui rend les cités plus stables :

« Il est donc clair aussi que la meilleure communauté politique est celle qui est constituée par des gens moyens, et que les cités qui peuvent être bien gouvernées sont celles dans lesquelles la classe moyenne est nombreuse et au mieux plus forte que les deux autres, ou au moins que l'une des deux, car son concours fait pencher la balance et empêche les excès contraires. »

Comme on le voit dans l'encadré ci-joint, Aristote se distingue de Platon en montrant la supériorité de l'idéal démocratique tel qu'Athènes l'avait connu au Ve siècle av. J.-C. S'il faut absolument choisir entre divers régimes, « le régime où tout le monde participe au pouvoir est le meilleur ».
Tout en affirmant qu'il existe « une constitution excellente », et tout en reconnaissant que l'établissement de celle-ci est nécessairement progressif, il reconnaît toutefois que les situations sont diverses en fonction de la culture locale et que « dans chaque situation concrète il y a une et une seule forme constitutionnelle qui soit excellente ». Le seul principe universel qui soit valable pour toutes les constitutions est celui de l'égalité proportionnelle : « Chacun doit recevoir proportionnellement à son excellence ».
Sans traiter systématiquement du problème des lois, Aristote en montre l'interdépendance avec la constitution : « telle loi juste dans une constitution serait injuste dans une autre, parce qu'en contradiction avec l'esprit de cette constitution. […] l'introduction d'une nouvelle disposition législative peut entraîner des effets dévastateurs sur la constitution ». Il montre aussi la rivalité qui s'installe entre deux villes gouvernées par des systèmes opposés : « quand ils ont à leurs portes un État constitué sur un principe opposé au leur, ou bien quand cet ennemi, tout éloigné qu’il est, possède une grande puissance. Voyez la lutte de Sparte et d’Athènes : partout les Athéniens renversaient les oligarchies, tandis que les Lacédémoniens renversaient des constitutions démocratiques ».

### Influence de cet ouvrage
Tout comme pour la plupart des ouvrages d'Aristote, celui-ci n'a pas été révisé pour publication, mais était destiné à son enseignement. Il en résulte des lacunes, des incohérences et des ambiguïtés dues à l'état d'inachèvement du texte. Nous ne disposons pas non plus de commentaires grecs anciens comme pour les autres traités, ni d'une tradition indirecte qui puisse aider à faire des corrections ou à restituer le texte authentique dans les passages corrompus. Mais cela n’altère en rien l’unité de structure de l’ouvrage et d’une pensée qui reste « la plus importante et la plus riche contribution de l’Antiquité dans le domaine de la science politique ».
À son époque, l'analyse politique d'Aristote n'a pas eu une forte influence, car de nombreuses cités-états avaient déjà perdu leur indépendance au profit notamment d'Alexandre le Grand, dont il a été le précepteur. Peu commenté et longtemps oublié, l'ouvrage n'a été redécouvert qu'au XIIIe siècle, où la pensée d'Aristote est invoquée dans une réflexion sur l'augustinisme et plus tard dans la querelle entre la papauté et l'empire.

## L'économie

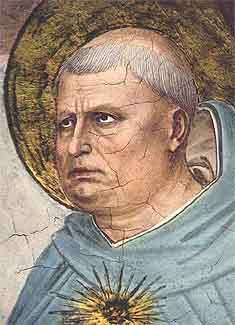
Thomas d'Aquin, docteur de l'Église catholique marqué par la pensée d'Aristote. Peinture de Fra Angelico, 1395-1455.

### Présentation de la pensée d'Aristote
Aristote aborde les sujets économiques dans Éthique à Nicomaque 5.5 et Politique I, 8-10 ; dans les deux cas, il s'agit de sous-sections à l'intérieur d'études portant sur des sujets plus fondamentaux. Dans l’Éthique à Nicomaque, il différencie la justice distributive (διανεμητικός / dianemetikos) qui traite de la façon dont les honneurs, les biens et autres doivent être répartis, et de la justice corrective (διορθωτικός / diorthotikos). Dans le premier cas, la justice ne consiste pas en une répartition égale entre personnes inégales, mais dans un équilibre perçu comme juste. Dans le second cas, celui de la justice corrective, le Stagirite distingue entre échanges volontaires et involontaires. Dans le cas d'un échange involontaire, la justice n'intervient que s'il y a eu fraude et n'a pas à chercher s'il y a eu juste prix.
Aristote reconnaît explicitement la nécessité économique de l'esclavage à une époque où la mécanisation n'existait pas : « si les navettes tissaient toutes seules ; si l’archet jouait tout seul de la cithare, les entrepreneurs se passeraient d’ouvriers, et les maîtres, d’esclaves ». Son traité sur la politique est même le seul texte de l'Antiquité qui étudie l'esclavage en tant que concept.

Il réfléchit également sur la nature de l'argent, dont il affirme l'aspect purement conventionnel, car l'argent n'a de valeur que « par la loi et non par la nature ». C'est grâce à la monnaie que l'échange entre des biens différents peut être équilibré. Mais une question hante Aristote, la monnaie est-elle seulement un instrument d'échange ou est-elle une substance qui a en elle sa propre fin (telos) ? Il condamne le prêt à intérêt et l'usure « parce qu’elle est un mode d’acquisition né de l’argent lui-même, et ne lui donnant pas la destination pour laquelle on l’avait créé ». Dans Politique, il affirme clairement que l'argent ne devrait servir qu'à faciliter les échanges de biens : 

« L’argent ne devrait servir qu’à l’échange ; et l’intérêt qu’on en tire le multiplie lui-même, comme l’indique assez le nom que lui donne la langue grecque (tokos), les êtres produits ici sont absolument semblables à leurs parents. L’intérêt est de l’argent issu d’argent, et c’est de toutes les acquisitions celle qui est la plus contraire à la nature. »

Il met en garde contre l'acquisition commerciale effrénée — la chrématistique — qui « n'a pas même de limite au but qu'elle poursuit, puisque son but est précisément une opulence et un enrichissement indéfinis ».
Aristote a perçu le danger que créait pour la cité le développement de l'économie marchande. La partie économique de son œuvre a surtout intéressé saint Thomas d'Aquin et le catholicisme à qui elle fournit les bases de son enseignement social. Son influence est aussi forte sur la pensée sociale de l'islam. De nos jours, la pensée économique d'Aristote est également étudiée par ceux qui veulent moraliser l'économie. On a longtemps attribué à Aristote, au Moyen Âge, des Économiques, dont l'authenticité est en réalité fortement douteuse.

### Une pensée peu axée sur l'analyse économique
Joseph Schumpeter a été un des premiers à s'interroger sur l'existence dans la pensée d'Aristote d'une analyse économique, c'est-à-dire un « effort intellectuel… destiné à comprendre les phénomènes économiques ». Sa recherche l'a amené à conclure qu'il y avait une intention analytique qui ne débouchait sur rien de sérieux. De plus, pour lui, le Stagirite n'aurait traité l'économie que par le petit bout de la lorgnette et aurait négligé l'esclavage qui constituait alors la base de l'économie et le grand commerce maritime, l'autre point clé de la puissance athénienne. De sorte qu'Aristote restreint le champ de l'économie à des échanges entre des producteurs libres alors très marginaux. En fait, le Stagirite ne traite que des « relations d'échange qui ont pour cadre la communauté », ce qui est d'ailleurs en cohérence avec sa politique.
Pour Atoll Fitzgibbons, Adam Smith a eu pour projet de remplacer la philosophie aristotélicienne, qu'il considérait comme un frein à la liberté et à la croissance économique, par un système tout aussi vaste mais plus dynamique.

## Poïétique ou science productive

### Rhétorique

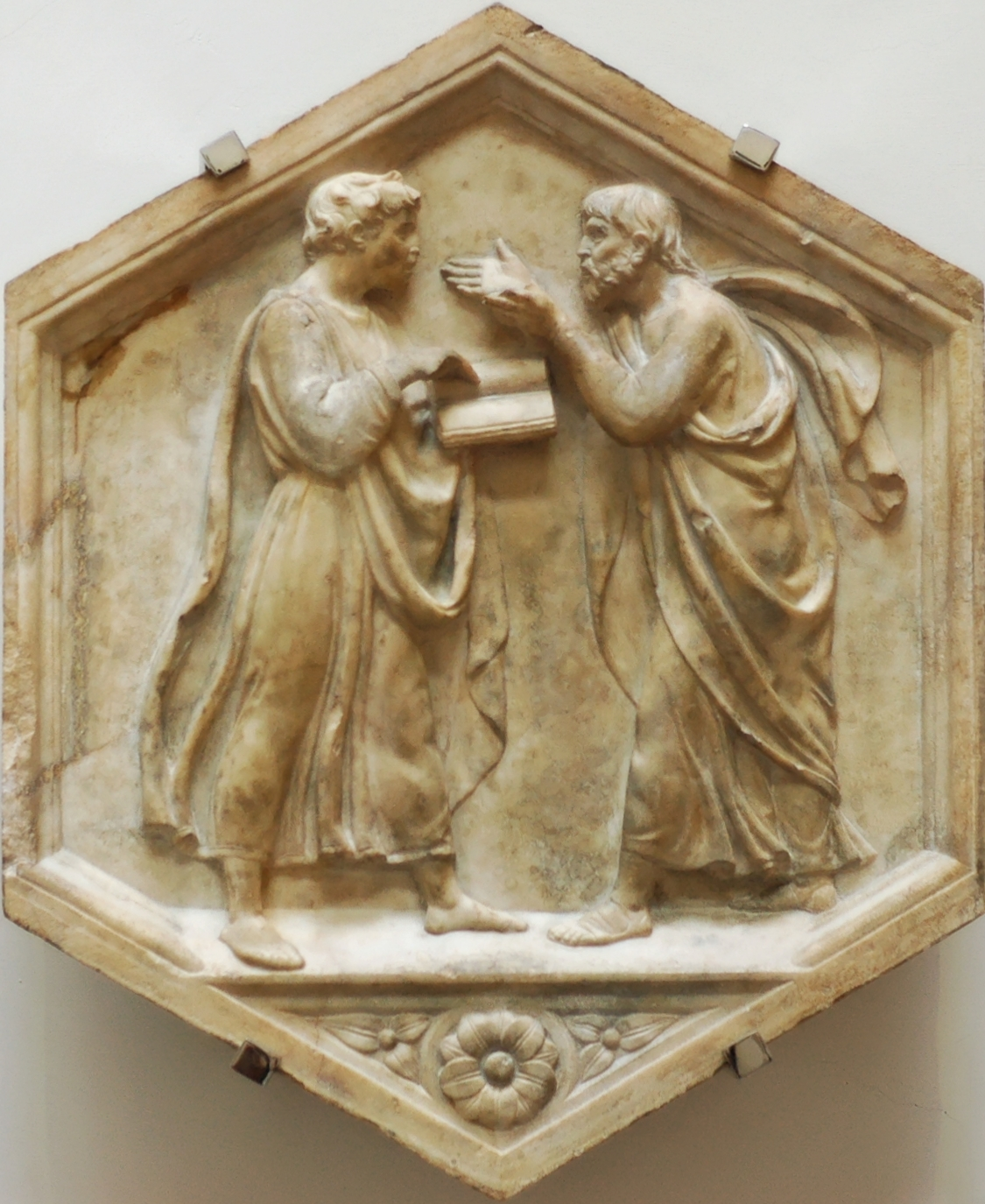
Platon et Aristote discourant.
Luca della Robbia, 1437-1439. Panneau en marbre provenant de la façade nord, registre inférieur, du campanile de Florence.

Aristote a écrit trois ouvrages de rhétorique majeurs : la Poétique, la Rhétorique et les Topiques.
Selon Aristote, la rhétorique est avant tout un art utile. Définie comme « la faculté de considérer, pour chaque question, ce qui peut être propre à persuader », elle est un « moyen pour argumenter, à l'aide de notions communes et d'éléments de preuves rationnels, afin de faire admettre des idées à un auditoire ». Elle a pour fonction de communiquer les idées en dépit des différences de langage des disciplines. Aristote fonde ainsi la rhétorique comme science oratoire autonome de la philosophie.
|             | Auditoire  | Temps   | Acte                     | Valeurs          | Argument type           |
| ----------- | ---------- | ------- | ------------------------ | ---------------- | ----------------------- |
| judiciaire  | Juges      | Passé   | Accuser - défendre       | Juste - injuste  | Enthymème (ou déductif) |
| délibératif | Assemblée  | Futur   | Conseiller -déconseiller | Utile - nuisible | Exemple (ou inductif)   |
| épidictique | Spectateur | Présent | Louer - blâmer           | Noble - vil      | Amplification           |

À chaque type de discours correspond une série de techniques et un temps particulier. Le discours judiciaire requiert le passé puisque c'est sur des faits accomplis que porte l'accusation ou la défense. Le délibératif requiert le futur car on envisage les enjeux et conséquences futures de la décision. Enfin, l'épidictique ou genre démonstratif met en avant l'amplification.
Aristote définit les règles de la rhétorique non seulement dans la Rhétorique mais aussi aux livres V et VI de l'Organon. Il la fonde sur la logique, qu'il a également codifiée. La section des Topiques définit le cadre des possibilités argumentatives entre les parties, c'est-à-dire les lieux rhétoriques. Pour Jean-Jacques Robrieux, « ainsi est tracée, avec Aristote, la voie d'une rhétorique fondée sur la logique des valeurs ».
Outre une théorie de l'inférence rhétorique exposée dans le livre I de la Rhétorique, Aristote propose dans ce même ouvrage une théorie des passions (livre II) et une théorie du style (livre III).

### Poétique (tragédie et épopée)

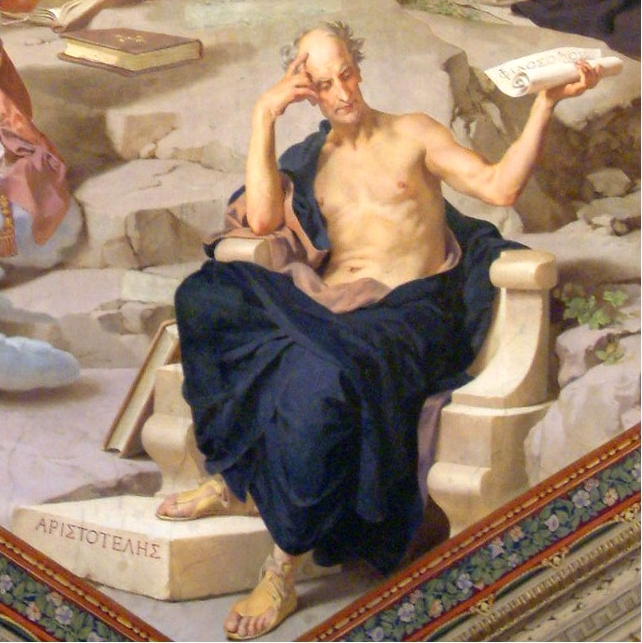
Aristote sur une fresque murale à Rome.

Dernière œuvre du corpus aristotélicien, probablement une des plus connues d’Aristote, La Poétique traite de la « science de la production d'un objet qui s'appelle une œuvre d'art ». Si Aristote considère que la poésie, la peinture, la sculpture, la musique et la danse sont des arts, dans son livre, il s’intéresse surtout à la tragédie et à l’épopée et, de manière très anecdotique, à la musique. Aristote mentionne un futur ouvrage sur la comédie qui fait partie des œuvres disparues.
Le rôle du poète, au sens aristotélicien, c'est-à-dire de l'écrivain, n'est pas tant d'écrire des vers que de représenter une réalité, des actions ; c'est le thème de la mimêsis. Toutefois, le poète n'est pas un historien-chroniqueur : « le rôle du poète est de dire non pas ce qui a lieu réellement, mais ce qui pourrait avoir lieu dans l'ordre du vraisemblable ou du nécessaire […] c'est pour cette raison que la poésie est plus philosophique et plus noble que la chronique : la poésie traite du général, la chronique du particulier. Le terme général désigne le type de chose qu'une certaine catégorie d'hommes fait ou dit vraisemblablement ou nécessairement »,. Dans la tragédie, l'histoire est plus importante que les caractères.
Dans un récit, « la péripétie est le retournement de l'action en sens contraire ». L'unité d'action est sans doute la règle la plus importante ; elle s'obtient par la représentation d'une action unique autour de laquelle toute la tragédie s'organise. Une autre règle majeure est le respect de la vraisemblance : le récit ne doit présenter que des événements nécessaires et vraisemblables ; il ne doit pas comporter de l'irrationnel ou de l'illogique, car cela briserait l'adhésion du public au spectacle qu'il regarde. Si l'histoire comporte des éléments illogiques, ceux-ci doivent être en dehors du récit comme dans l’Œdipe roi, de Sophocle.
Le phénomène de catharsis, ou d'épuration des passions, lié à la tragédie, a fait l'objet d'interprétations diverses. Pour Beck, « les émotions sont apurées analytiquement (comme par un processus de discernement exposé sur la scène vue et produisant une épure, une sorte d'abstraction, de sorte que […] le plaisir du spectateur […] est aussi un plaisir intelligent ». Dans l'interprétation « classique » la vue du mauvais ou du pénible éloigne de ce type de passions. L'interprétation médicale, quant à elle, considère que « l'effet du poème est de soulager physiologiquement le spectateur ».
Le texte de la Poétique, redécouvert en Europe à partir de 1453, a été abondamment commenté et invoqué comme une autorité. Le XVIIe siècle français lui attribue à tort la règle des trois unités en matière de composition dramatique.

## Les petits traités: Du sommeil et des rêves

### Brève présentation des traités
Aristote a consacré trois petits traités à la question du sommeil et du rêve : Du sommeil et de la veille, Des rêves et De la divination dans le sommeil. Ces traités prolongent la réflexion du traité De l'âme, auquel ils font parfois référence de façon indirecte, et visent à explorer des phénomènes psychologiques en relation avec leur base physiologique.

### La conception aristotélicienne du rêve

Freud a commenté des passages du livre d'Aristote De la divination dans le sommeil.

Tout comme Xénophane et Héraclite, Aristote rejette d'emblée les idées en vigueur à son époque qui voyaient dans le rêve une apparition divine : « De même non plus le rêve ne saurait être pour celui qui le voit, ni un signe ni une cause de la réalité qui vient à la suite ; ce n'est qu'une coïncidence ».
Il ne soupçonne pas le symbolisme du rêve ni sa dimension narrative, mais reste fixé sur l'illusion qu'il crée et sa portée hallucinatoire. Ce faisant, il s'écarte de la conception de Platon dans La République selon laquelle l'âme durant le sommeil est libérée de l'espace et du temps et peut se mettre à la recherche de la Vérité. À la question de savoir si le rêve est produit par la part perceptive de l'âme ou sa part intellectuelle, Aristote les exclut toutes deux et affirme qu'il est le travail de l'imagination :

« Ainsi, pendant la nuit l'inactivité de chacun des sens particuliers, et l'impuissance d'agir où ils sont […] ramènent toutes ces impressions, qui étaient insensibles durant la veille, au centre même de la sensibilité; et elles deviennent parfaitement claires. »

Les rêves nous font donc revivre des expériences de la vie éveillée, mais sous une forme amoindrie car les perceptions effectuées durant le jour ont laissé dans l'esprit des traces, « un résidu de sensation » (461 b). Il n'attribue au rêve ni finalité, ni fonction, ni signification, mais le voit comme une production presque mécanique. Il ne faut donc pas y attacher d'importance.
Pour bien interpréter les rêves, il faut savoir reconnaître les ressemblances :

« Du reste, l'interprète le plus habile des songes, est celui qui sait le mieux en reconnaître les ressemblances […] parce que les images des rêves sont à peu près comme les représentations d'objets dans l'eau, ainsi que nous l'avons déjà dit : quand le mouvement du liquide est violent, la représentation exacte ne se produit pas, et la copie ne ressemble pas du tout à l'original. »

Freud, qui commente ce passage, voit lui aussi dans les jeux de la ressemblance « les premières fondations de toute construction de rêve ». Aristote s'est également intéressé au rêve lucide et donne le premier témoignage écrit sur le fait que l'on peut être conscient de rêver tout en rêvant :

« Si l'on sent que l'on dort, si l'on a conscience de la perception qui révèle la sensation du sommeil, l'apparence se montre bien ; mais il y a en nous quelque chose qui dit qu'elle paraît Coriscus, mais que ce n'est pas là Coriscus ; car souvent quand on dort, il y a quelque chose dans l'âme qui nous dit que ce que nous voyons n'est qu'un rêve. »

## Postérité

### Antiquité

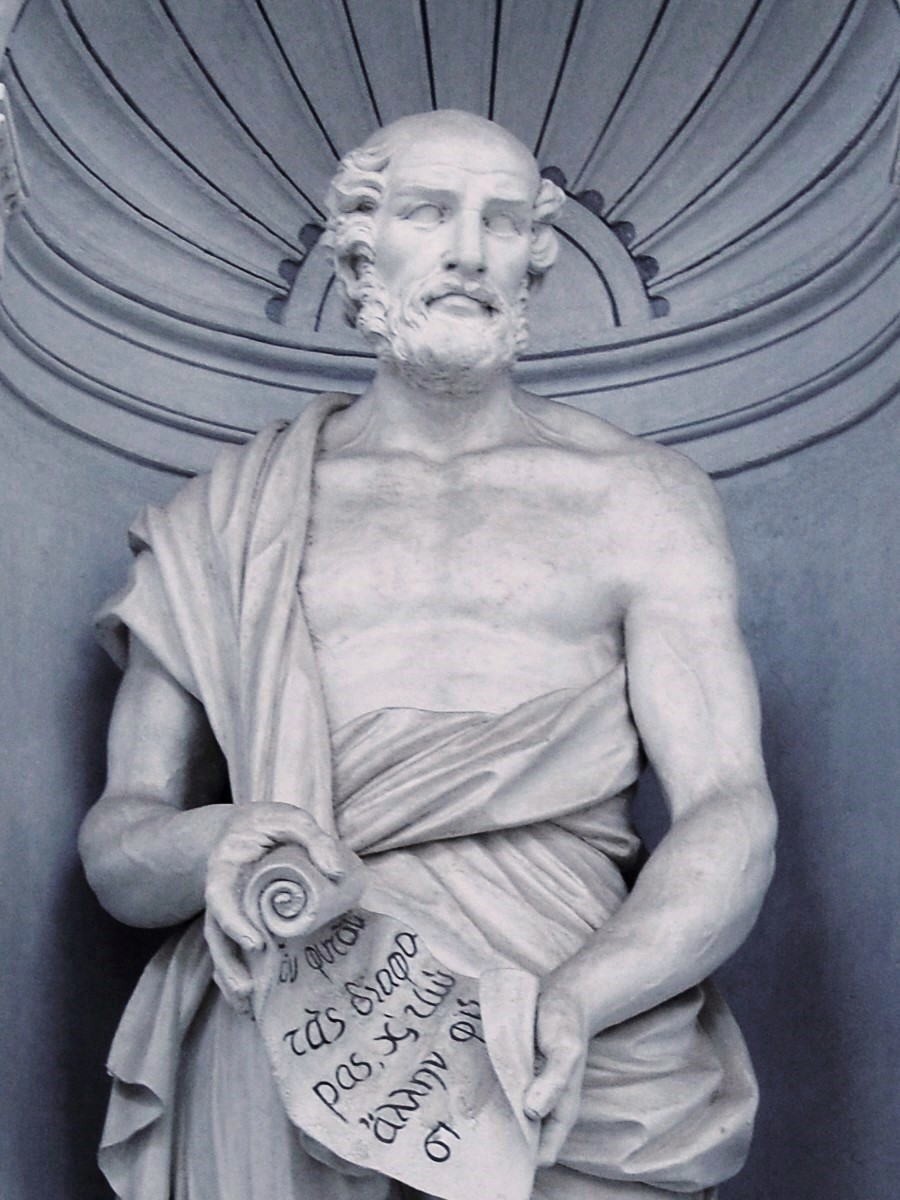
Statue de Théophraste, le successeur d'Aristote, dans le jardin botanique de Palerme.

Après sa mort, Aristote tombe dans l'oubli pour au moins deux raisons. D'une part, son élève et successeur, Théophraste, ne se préoccupe guère de développer son enseignement mais préfère se consacrer à ses propres recherches sur les plantes et sur la notion de « premier moteur ». D'autre part, Aristote n'a pas réellement fondé une école à proprement parler, au sens doctrinal du terme. Enfin, Straton de Lampsaque, qui succède à Théophraste, semble s'être « détourné de bien des aspects de l'enseignement de son fondateur, et notamment de son enseignement politique ». Selon une anecdote rapportée par Strabon, les ouvrages d'Aristote et de Théophraste sont laissés au fond d'une cave, oubliés de tous, jusqu'à ce qu'ils soient découverts au Ier siècle av. J.-C. par le bibliophile Apellicon, qui les achète. Sylla se procure la bibliothèque d'Apellicon et la fait transporter à Rome, où le grammairien Tyrannion en entreprend une édition et fait exécuter une copie pour Andronicos de Rhodes, vers 60 av. J.-C.,. Ce dernier était le onzième successeur d'Aristote à la tête du Lycée. C'est lui qui établit la « forme et le canon des écrits d'Aristote » et qui « consacre la façon de philosopher qui prédomine parmi les aristotéliciens jusqu'à la fin de l'Antiquité ».
À l'époque romaine, l'aristotélisme est peu prisé, on lui préfère soit l'épicurisme soit le stoïcisme. Aristote est malgré tout commenté par la tradition néoplatonicienne et intégré à cette philosophie, qui tente une synthèse entre Platon, Aristote et des courants spirituels venus d'Orient. C'est par le biais des néoplatoniciens, notamment Plotin, Porphyre et Simplicius, que l'aristotélisme pénètre le premier christianisme.
La physique d'Aristote a eu une influence certaine sur l'alchimie, particulièrement gréco-alexandrine. En effet, les alchimistes comme Zosime ou Olympiodore le citent et utilisent ses concepts pour penser la transmutation des métaux (notamment genre/espèce, substance/accident, acte/puissance). Cependant, des philosophes qui connaissaient bien l'aristotélisme comme Proclus et plus tard Avicenne réfuteront la possibilité théorique de la transmutation des métaux, en s'appuyant sur une interprétation différente d'Aristote. Selon eux, la fixité des espèces (des types de métaux) ne permet pas qu'un métal se change en un autre.
Vers l'an 500, sous le roi ostrogoth Théodoric le Grand, le philosophe latin Boèce traduit la Logique et les Analytiques et laisse en outre trois livres de commentaires sur Aristote. Le Haut Moyen Âge occidental aura principalement accès à la pensée d'Aristote à travers cette œuvre.

### Influence sur les penseurs byzantins

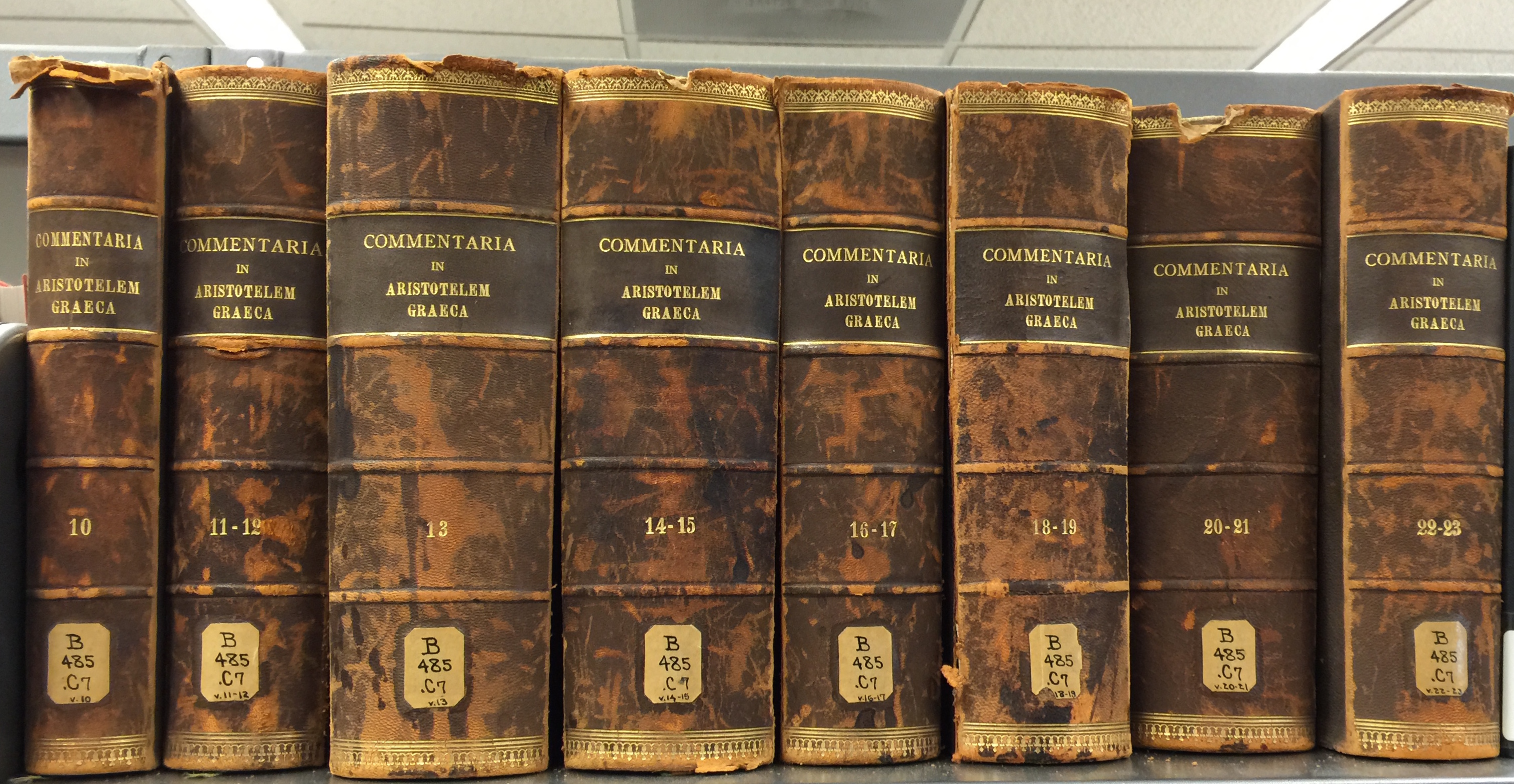
Quelques volumes de l'édition des Commentaires grecs sur l'œuvre d'Aristote (Berlin, 1882-1909).

En Orient, les scribes grecs chrétiens ont joué un rôle important dans la préservation de l'œuvre d'Aristote en la commentant et en la recopiant (l'imprimerie n'existait pas alors). Jean Philopon est le premier chrétien grec à avoir commenté en profondeur Aristote au VIe siècle ; il est suivi, au début du VIIe siècle, par Étienne d'Alexandrie. Jean Philopon est connu également pour la critique de la notion d'éternité du monde d'Aristote. Après un oubli de plusieurs siècles, vers la fin du XIe siècle et le début du XIIe siècle, Eustratius et Michel d'Éphèse écrivent de nouveaux commentaires d'Aristote, apparemment sous l'égide d'Anne Comnène. Une édition critique de ces commentaires est publiée à Berlin en 23 volumes (1882-1909).

### Pénétration dans le monde musulman

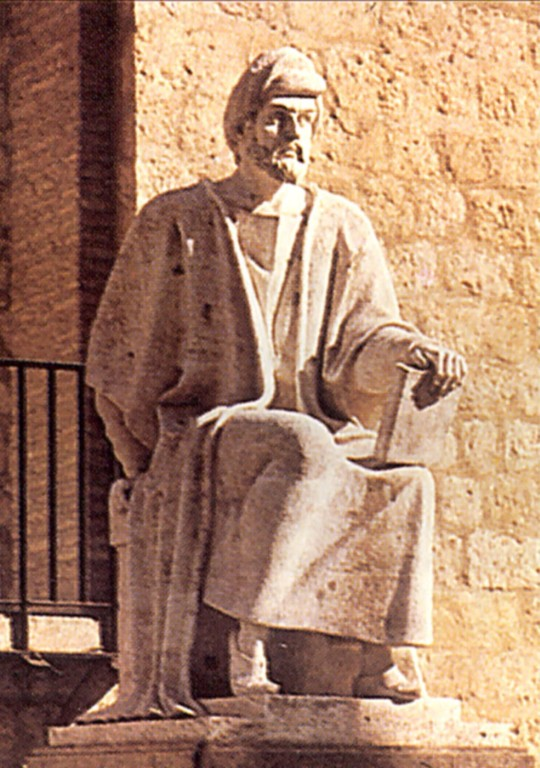
Statue d'Averroès à Cordoue.

À partir de la fondation de Bagdad, au VIIIe siècle, le califat abbasside encourage une intense activité de traduction, avec notamment les érudits chrétiens de langue arabe tel Hunayn ibn Ishaq, suivi plus tard par Ibn Zura et Yahya ibn Adi, qui traduisent le corpus logico-philosophique vers le syriaque puis vers l'arabe. Le calife Al-Mansur, qui règne de 754 à 775, et surtout son successeur Al-Ma’mūn, qui règne de 786 à 833, envoient des émissaires à Byzance et dans les grandes villes du monde à la recherche de manuscrits d'Aristote.
Pour faciliter la mise en place d'un vocabulaire technique nouveau, des glossaires syro-arabes sont élaborés à partir du IXe siècle. En revanche, les ouvrages de mathématique ou d'astronomie ont souvent été traduits directement en arabe, sans intermédiaire syriaque. Vers le milieu du IXe siècle, « l'arabe commence à l'emporter sur le syriaque comme langue savante en matière médicale ». Ces œuvres se retrouvent en Espagne avec la fuite des Omeyyades là-bas.
Aristote marque assez profondément la théologie islamique à ses débuts. Al-Fârâbî, Avicenne et Averroès ont beaucoup écrit sur Aristote. Leurs idées ont influencé saint Thomas d'Aquin et d'autres philosophes occidentaux chrétiens. Al-Kindi considérait Aristote comme l'unique représentant de la philosophie, et Averroès parle de lui comme l'exemple pour tout futur philosophe. Les penseurs musulmans médiévaux présentent fréquemment Aristote comme le « premier maître ». Ce titre de « maître » a été repris plus tard par des philosophes occidentaux influencés par la philosophie islamique tel Dante.
Comme les philosophes grecs, leurs homologues musulmans considèrent Aristote comme un philosophe dogmatique, l'auteur d'un système clos. Ils croient qu'Aristote partage l'essentiel de la philosophie de Platon. Quelques-uns ont été jusqu'à prêter à Aristote des idées néoplatoniciennes.

### Moyen Âge occidental
Marius Victorinus traduit les Catégories et Sur l'interprétation. Boèce traduit les Analytiques. Après eux, les érudits chrétiens (comme Isidore de Séville) ne lisent pas Aristote directement. Mais, ils connaissent sa pensée grâce à Saint Augustin, Tertullien, Ambroise, Boèce qui eux l'ont lu et le citaient. À la philosophie d'Aristote est préférée celle de Platon : on parle alors de néoplatonisme. Aristote n'est donc pas ignoré, mais il est en second plan derrière Platon. Au XIIe s. cependant a lieu un regain d'intérêt pour l'œuvre d'Aristote et cette fois Aristote prendra la première place devant Platon.

#### La "redécouverte" d'Aristote en Occident auXIIes.
Au XIIe siècle les érudits chrétiens s'intéressent à l'œuvre d'Aristote si bien que toutes ses œuvres seront disponibles en latin dès 1150 environ.
En France, Jacques de Venise, un Grec qui est passé par Venise avant de s'établir à l'abbaye du Mont Saint Michel, traduit à partir de 1127 quasiment tout Aristote : Physique, Métaphysique, De l'âme, De la mémoire, Topiques, De longitudine, De generatione et corruptione, etc.
En Espagne, la reconquête de Tolède (1085) ouvre les bibliothèques de la ville aux savants chrétiens d'Europe, élan favorisé par l'archevêque de la ville Raymond de Toulouse. Ainsi, Dominique Gondissalvi (1105-1181), Gérard de Crémone (1114-1187), Michael Scot (1175-1232) lisent Aristote grâce aux versions des Chrétiens de Syrie. Dominique Gondissalvi, Gérard de Crémone et Michael Scot traduisent même ces versions en latin,. En Espagne musulmane, à Cordoue, Averroès (1126-1198) lit également et commente Aristote.
D'autres centres de traduction sont actifs en Sicile et en Italie : à Palerme, à Rome, à Venise, à Pise.
Cependant en Sicile et en France, c'est directement à partir du grec que les textes d'Aristote sont connus. En effet, Henri Aristippe, Albert le Grand et Guillaume de Moerbeke, un proche de saint Thomas d'Aquin, traduisent à partir du grec ancien.
Cet attrait pour Aristote est si soudain que les institutions se méfient et interdisent en premier lieu ces traductions. Ainsi, le Concile de Paris, au début du XIIIe siècle, interdit d'enseigner la physique d'Aristote comme incompatible avec le dogme chrétien ; en 1215, c'est la Métaphysique qui est interdite.

#### Aristote et Thomas d'Aquin

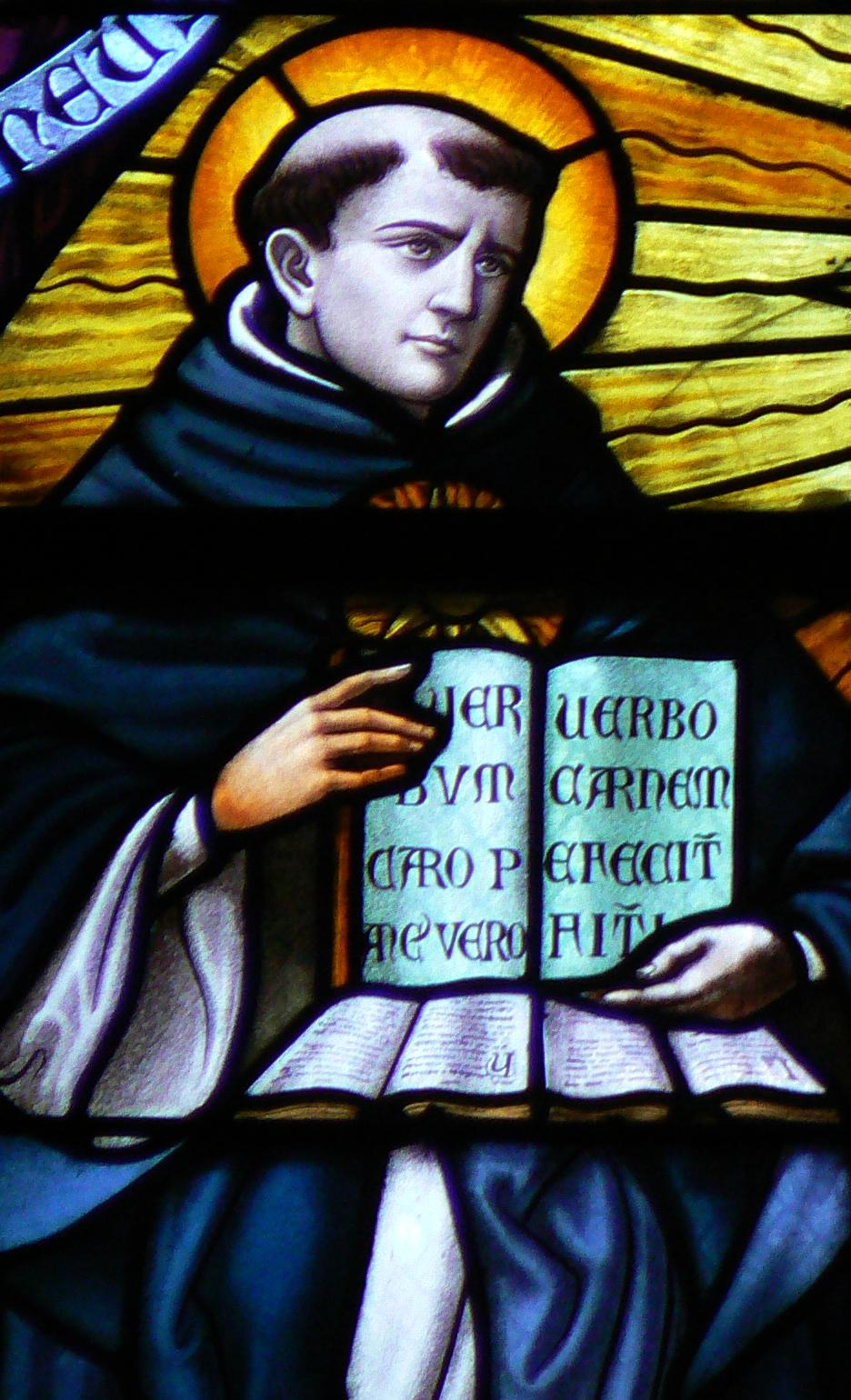
Saint Thomas d'Aquin, l'introducteur de l'aristotélisme dans la pensée chrétienne du XIIIe siècle.

Au XIIIe siècle, la philosophie aristotélicienne, revue par Thomas d'Aquin, devient la doctrine officielle de l’Église latine, malgré quelques soubresauts, telle la condamnation de 1277 d'un ensemble de propositions aristotéliciennes par l'évêque de Paris Étienne Tempier. Elle devient aussi la référence philosophique et scientifique de toute réflexion sérieuse, donnant naissance à la scolastique et au thomisme.
Saint Thomas d'Aquin est fondamentalement un aristotélicien même si sa pensée puise également à d'autres sources. Comme chez le Stagirite, chez Thomas d'Aquin la philosophie inclut la science pratique et la science théorique qui, elles-mêmes, se décomposent en plusieurs champs. Toutefois, Thomas d'Aquin fait subir certaines torsions à la pensée aristotélicienne. D'une part, il subordonne la philosophie à la théologie, laquelle est elle-même au service de la connaissance de Dieu. D'autre part, il intègre « toutes les sciences aristotéliciennes en un ordre unique et hiérarchisé » lui-même subordonné à la théologie.
Cary Nederman accuse Thomas d'Aquin d'avoir utilisé les tendances aristocratiques d'Aristote pour justifier son propre dégoût des arts mécaniques, le travail manuel notamment. Knight tempère cette critique. D'un côté, il note que dans son dernier ouvrage, resté inachevé, Thomas d'Aquin place l'idéal de noblesse, dominant à l'époque, sous le patronage d'Aristote et le marque du sceau aristotélicien de l'arétè, de l'excellence. Par ailleurs, Thomas d'Aquin, prenant appui sur la pensée d'Aristote, introduit la lutte contre la pauvreté dans le champ politique. De sorte que ses préoccupations économiques et sociales peuvent le faire considérer comme plus égalitariste qu'Aristote. Toutefois, Thomas d'Aquin reprenant à Aristote la recherche du bien commun tend à détourner le christianisme du spirituel et à pousser vers le domaine temporel, vers la politique et le monde. Elle l'éloigne ainsi de la pensée de saint Augustin, dont la théorie des deux cités introduit une distance plus forte entre le temporel et le spirituel.

### Renaissance

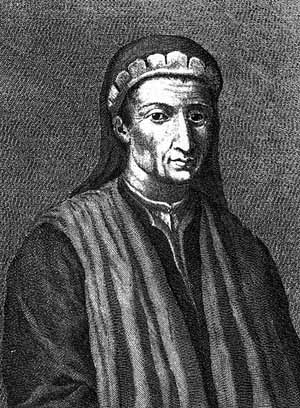
Leonardo Bruni, chancelier de Florence et traducteur d'Aristote, de Platon, de Démosthène et de Plutarque.

À la Renaissance (1348-1648), l'œuvre d'Aristote est très étudiée dans les universités. Sa logique est enseignée partout et sa philosophie de la nature est très largement diffusée, notamment dans les facultés de médecine de Bologne et de Padoue. On étudie particulièrement le De anima II et III et la Physique. Sa métaphysique, quant à elle, est surtout diffusée dans les universités protestantes. L'enseignement de sa philosophie morale diffère fortement selon les établissements. De façon générale, l'éthique est beaucoup plus étudiée que la politique.
Durant cette période, les commentaires sur Aristote sont très nombreux. Richard Blum en a comptabilisé 6 653 entre 500 et 1650.

#### Aristote et le républicanisme
L'aristotélisme de Padoue des XVe et XVIe siècles néglige l'aspect téléologique pour se focaliser, à la suite de Marsile de Padoue, sur les vertus civiques telles que la loyauté à l'État et à ses gouvernants. Quand Leonardo Bruni retraduit la Politique et l'Éthique à Nicomaque, il est moins préoccupé de problèmes conceptuels que travaillé par le désir « de proposer des œuvres écrites en un excellent latin qui permettent à ses compatriotes florentins de s'imaginer des parangons de vertu aristotélicienne ». À sa suite, le républicanisme, d'après Kelvin Knight, élabore la notion d'État souverain en se référant à l'idée aristotélicienne de communauté politique autosuffisante. Le républicanisme individualiste, qu'un auteur de langue anglaise comme John M. Najemy, spécialiste de Machiavel, oppose au républicanisme corporatiste, est, quant à lui, marqué par l'éthique aristotélicienne et, un peu comme elle, lie l'« excellence éthique à la bonne naissance, à la bonne éducation, au pouvoir et au loisir ».

#### Luther et Aristote: histoire d'une opposition
Martin Luther voit l'Église catholique comme une Église thomiste ou aristotélicienne et s'oppose au Stagirite sur plusieurs points :
- Comme saint Augustin, et à la différence d'Aristote, il ne fait pas reposer la politique sur la vertu des gouvernants.
- Comme l'apôtre Paul, il veut détruire la sagesse des sages. Dans cette optique, l'éthique d'Aristote est la pire car elle s'oppose à la grâce divine et aux vertus chrétiennes[355].
- Enfin, c'est le plus important, il comprend l'idée aristotélicienne de capacité des hommes à devenir meilleurs par la pratique comme étant la source de la justification par les œuvres[323]. Il s'agit de l'idée que les hommes peuvent contribuer à leur salut par leurs propres moyens, idée à laquelle il oppose la sola fide, c'est-à-dire le fait que seule la foi peut contribuer à la grâce.

Le successeur de Luther, Philippe Mélanchthon, renoue avec Aristote. Toutefois, chez lui, l'éthique ne vise pas le bonheur temporel. Elle tend, au contraire, à discipliner l'action des hommes afin qu'ils puissent agir de façon conforme à la volonté divine. L'éthique, en un mot, vient supporter l'action de la grâce.

### Naissance de la science moderne et remise en cause d'Aristote

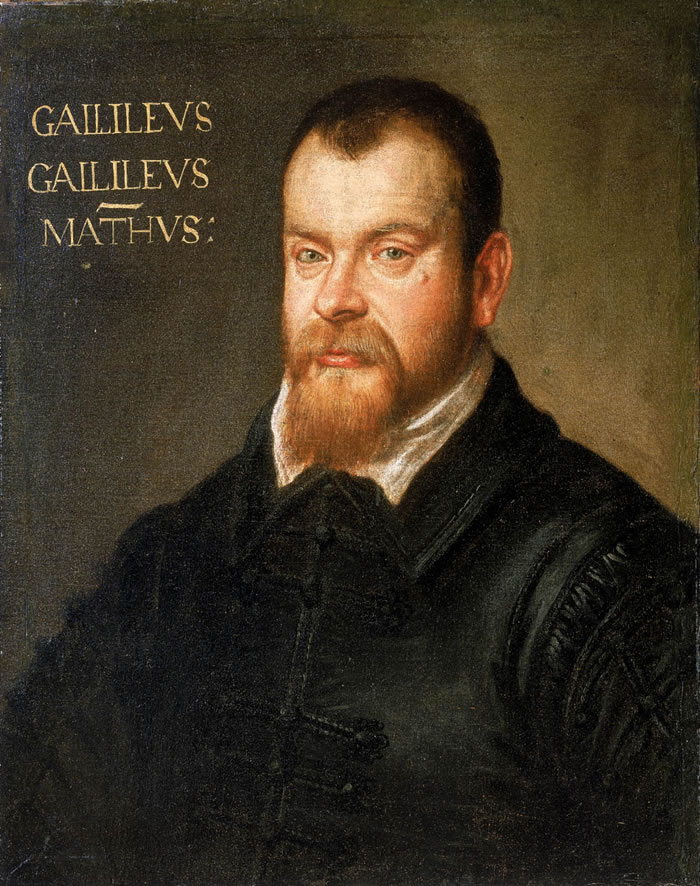
Galileo Galilei par Domenico Tintoretto en 1605.

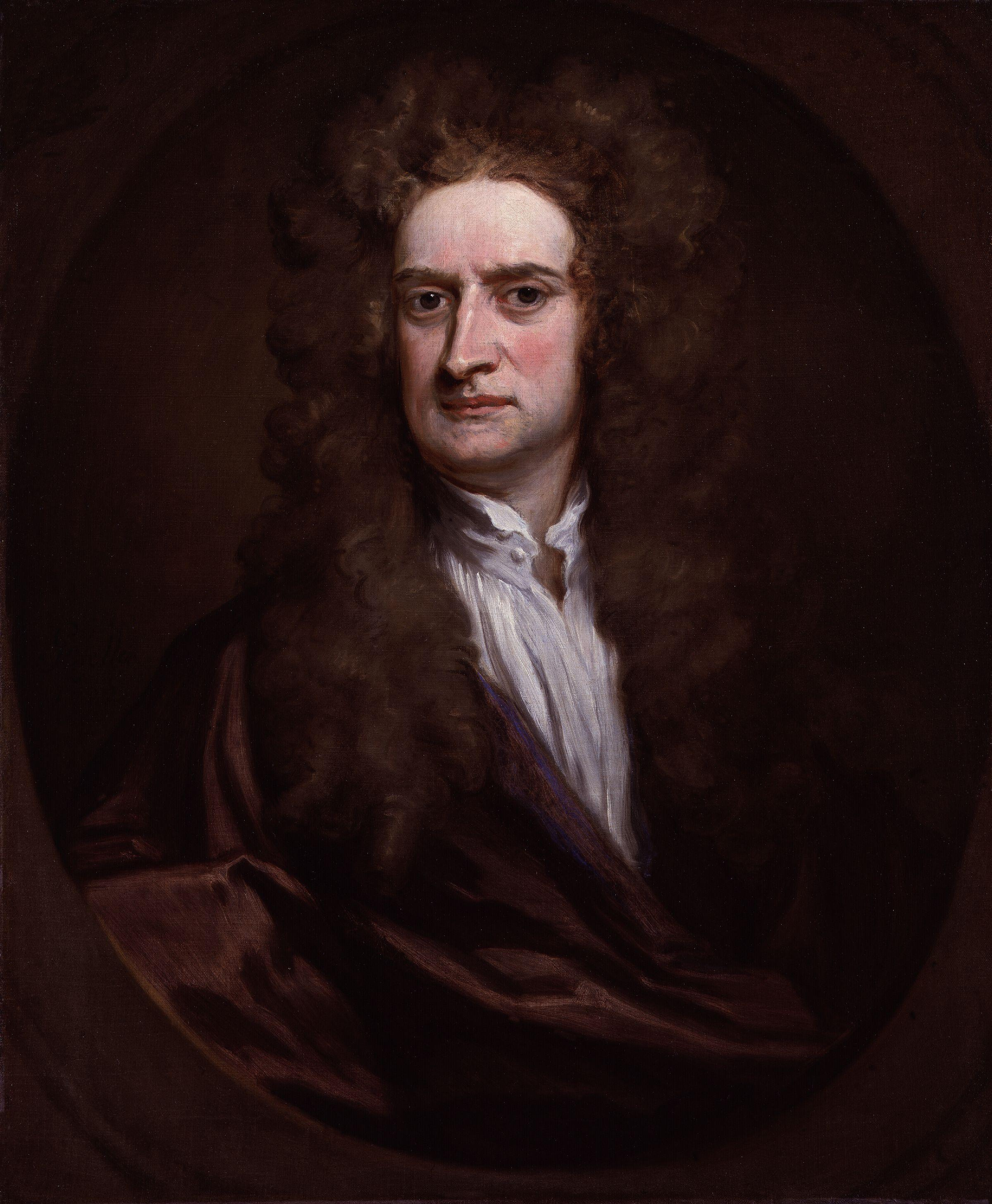
Isaac Newton (Godfrey Kneller, National Portrait Gallery, Londres, 1702).

À partir de 1600, la logique d'Aristote et son astronomie sont remises en cause. Francis Bacon, un des pères de la science et de la philosophie modernes, conteste l'abus des références à l'autorité d'Aristote dans son ouvrage Du progrès et de la promotion des savoirs (1605) : « Le savoir dérivé d’Aristote, s'il est soustrait au libre examen, ne montera pas plus haut que le savoir qu'Aristote avait ». Au début du XVIIe siècle, Galilée, qui défend l'héliocentrisme, entre en conflit avec l'Église catholique ainsi qu'avec la majorité des gens instruits qui, à la suite d'Aristote, maintiennent la thèse du géocentrisme. En dépit de la condamnation de Galilée, l'héliocentrisme, malgré tout, triomphera avec Isaac Newton. Pour Alexandre Koyré, le passage du géocentrisme aristotélicien à l'héliocentrisme a deux grandes conséquences :

« a) la destruction du monde conçu comme un tout fini et bien ordonné, dans lequel la structure spatiale incarnait une hiérarchie de valeur et de perfection, monde dans lequel « au-dessus » de la terre lourde et opaque, centre de la région sublunaire du changement et de la corruption, s'« élevaient » les sphères célestes des astres impondérables, incorruptibles et lumineux…
b) le remplacement de la conception aristotélicienne de l'espace, ensemble différencié de lieux intramondains, par celle de l'espace de la géométrie euclidienne – extension homogène et nécessairement infinie – désormais considéré comme identique, en sa structure, avec l'espace réel de l'univers. Ce qui à son tour impliqua le rejet par la pensée scientifique de toutes considérations basées sur les notions de valeur, de perfection, de sens ou de fin, et finalement, la dévalorisation complète de l'Être, le divorce total entre le monde des valeurs et le monde des faits. »

### Aristote et la philosophie duXVIIeau début duXIXesiècle
Selon Alexandre Koyré, le monde de Descartes « est un monde mathématique rigoureusement uniforme, un monde de géométrie réifiée, dont nos idées claires et distinctes nous donnent une connaissance évidente et certaine ». Au contraire, celui d'Aristote est « coloré, multiforme et pourvu de déterminations qualitatives », c'est « le monde de notre vie et de notre expérience quotidienne ».
Chez Aristote, les hommes ont en eux des principes qui les poussent à réaliser leur finalité. Christian Wolff, à la suite de Leibniz, transforme ces diverses tendances hiérarchisées « en un unique récit d'un monde et d'un univers providentiellement conçu pour le bénéfice du genre humain », selon le principe de téléologie. Selon Pierre Aubenque, c'est Leibniz qui, malgré Luther, a assuré en Allemagne la continuité de la tradition aristotélicienne.
Kant transforme également plusieurs concepts aristotéliciens. Tout d'abord, allant encore plus loin que Leibniz et Wolff, il propose un « Dieu sauveur de la vertu et garant du bien complet », et, d'autre part, il modifie le sens de la raison pratique. Chez Aristote ce qui est pratique est lié à des circonstances, est une adaptation d'une idée générale alors que, chez Kant, c'est quelque chose d'universel qui n'est pas lié aux circonstances. Les deux philosophes n'ont pas non plus la même approche de la notion de concept : « Un concept, pour Kant, existe seulement dans l'esprit des individus. Par contraste, une forme, pour Aristote, est un universel réel qui se substantifie dans diverses substances dont il demeure externe, mais qui peut être appréhendé par l'esprit humain ».
Hegel, à la suite de Wolff et de Kant, étend encore le champ de la téléologie, qui ne concerne plus seulement les êtres humains mais également le système. Par ailleurs, il passe d'un universel atemporel à des processus temporels et historiques —changement qui marque fortement les téléologies modernes. Hegel a également une conception des individus différente de celle d'Aristote. Selon lui, les humains sont des parties d'un tout universel qui leur donne identité, rôle et fonctions; le Stagirite, au contraire, est plus individualiste, insiste plus sur la centralité des êtres humains vus comme des étants. Concernant l'esthétique, Hegel se situe à mi-chemin entre la perception d'œuvre d'art comme technè qu'on trouve chez Aristote, et celle de fruit du génie qu'on trouve chez Kant et les romantiques.
Karl Marx est parfois perçu comme partiellement aristotélicien parce qu'on trouve chez lui l'idée d'action libre permettant de réaliser le potentiel des êtres humains.

### Époque contemporaine

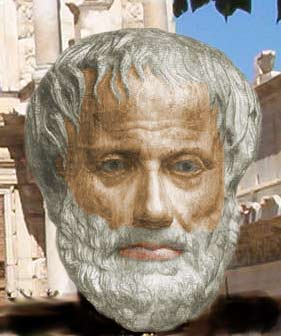
Visage d'Aristote créé par ordinateur.

Au XIXe siècle, on assiste à un retour à la métaphysique aristotélicienne, qui a débuté avec Schelling et s'est poursuivi avec Ravaisson, Trendelenburg et Brentano.
Au XXe siècle Heidegger fait également retour à Aristote. Kelvin Knight estime que la déconstruction de la « tradition » philosophique (qu'il comprend surtout comme celle du néokantisme) effectuée par ce philosophe permet à Leo Strauss et à Hannah Arendt de réhabiliter la philosophie pratique d'Aristote qui aurait, selon eux, été corrompue par la science, la loi naturelle et l'importance donnée à la production. Toutefois ce retour à Aristote n'empêche pas un mouvement de mise à distance de la pensée de Heidegger. Kelvin Knight, écrit à ce propos « ces philosophes rejettent en partie l'interprétation que fait Heiddeger d'Aristote en refusant notamment de voir, comme lui, le Stagirite comme la source de la tradition théorique en philosophie ». De même, ils refusent d'utiliser le mot Dasein et lui préfèrent les termes aristotéliciens de praxis et de phronesis. De façon générale, Kelvin Knight classe Leo Strauss, Hannah Arendt et Hans-Georg Gadamer dans un courant qu'il qualifie de « néo-aristotélicien pratique ». Selon lui, ces philosophes reprendraient la thèse d'Heidegger selon laquelle Aristote se placerait dans la continuité de Platon et insisteraient sur le fait qu'Aristote conçoit l'éthique comme séparée de la métaphysique et du savoir technique. Par ailleurs, Gadamer et Arendt « assimilent l'idée de jugement esthétique de la troisième critique de Kant à ce qu'Aristote nomme phronesis ».
Plus récemment, Alasdair MacIntyre a cherché à réformer la tradition aristotélicienne, de façon à lui donner un tour anti-élitiste, et à répondre par là aux objections des socio-libéraux et des nietzschéens. Kelvin Knight qualifie cette tentative d'« aristotélisme révolutionnaire ». En France, Pierre Aubenque insiste sur l'oubli, dans la tradition aristotélicienne, du caractère aporétique de l'œuvre d'Aristote. Cette incomplétude de la pensée aristotélicienne explique, selon ce philosophe, pourquoi le christianisme et l'islam ont tant prisé la pensée du Stagirite. Il écrit à propos de l'interprétation chrétienne ou islamique : « parce qu'elle avait entendu une autre Parole, les silences d'Aristote lui parurent plus accueillants à cette Parole que la parole concurrente de Platon ; il était plus facile de christianiser (ou d'islamiser) un Aristote qui restait en deçà de l'option religieuse que de philosopher dans les termes d'un platonisme qui était une autre religion ». L'autre voie pour combler les silences d'Aristote consiste, selon Pierre Aubenque, à amplifier la scission en assumant l'inachèvement de la pensée ; c'est la voie empruntée par le néoplatonisme. Selon l'interprétation d'Aubenque, « la divinité de l'homme est moins la dégradation du divin en l'homme que l'approximation infinie du divin par l'homme ». Au XXe siècle, deux philosophes ont proposé une logique concurrente de celle d'Aristote : John Dewey avec son livre Logique : la théorie de l'enquête et Bertrand Russell. Dewey soutient être celui qui est allé le plus loin dans la nouveauté face à Aristote. Il estime, en effet, qu'il « n'est pas suffisant d'extrapoler l'Organon, comme le firent Bacon et Mill, ni de le parer des atours mathématiques, comme le fit Russell » mais qu'il faut le fonder sur de nouvelles bases. Ce qui intéresse Dewey dans la logique, ce n'est pas tant de s'assurer du caractère véritable de la chose par un raisonnement déductif et formel, que, comme l'indique le sous-titre, d'établir un lien entre idée et action, fondé à la fois sur l'intuition et sur l'étude et la vérification de cette idée.
Les féministes, pour leur part, accusent Aristote d'être sexiste et misogyne. Cette accusation est basée sur le fait qu'Aristote donne aux hommes un rôle actif dans la procréation et, qu'en politique, il fait la part belle aux hommes.
Dans les années 1960-1970, certains chercheurs se sont penchés sur les traductions en arabe de lettres qu'Aristote aurait écrites à Alexandre le Grand. Dans des parties d'une de ces lettres que Pierre Thillet estime, en 1972, relativement fiables, Aristote ne se place plus dans le cadre d'une cité, mais à la suite de la conquête de la Perse par Alexandre, dans le cadre d'un « État dont la diversité ethnique pourrait même tendre à l'effacement par les déportations massives de population ». Notons toutefois que Pierre Carlier en 1982 dans un article intitulé Étude sur la prétendue lettre d'Aristote à Alexandre transmise par plusieurs manuscrits arabes soutient que cette lettre est très postérieure à l'époque d'Aristote.
Malgré tout, plus de 2 300 ans après sa mort, Aristote reste l'un des hommes les plus influents que le monde ait connus. Il a travaillé sur presque tous les champs du savoir humain connus de son temps et a contribué à en ouvrir plusieurs autres. Selon le philosophe Bryan Magee, « il est douteux qu'un être humain ait connu plus de choses que lui ».

### Dans les arts et la culture populaire

#### Cinéma
- En 2004, Christopher Plummer le joue dans Alexandre d'Oliver Stone.

#### Littérature
- Annabel Lyon est l'auteur de plusieurs romans avec Aristote parmi les personnages principaux : Le Juste milieu (2011) et Aristote, mon père (2014).

#### Bande dessinée
- Le dessinateur Sam Kieth en a fait un des personnages avec Platon et Épicure de son Epicurus the Sage[378].

## Œuvres

### Généralités sur l'œuvre

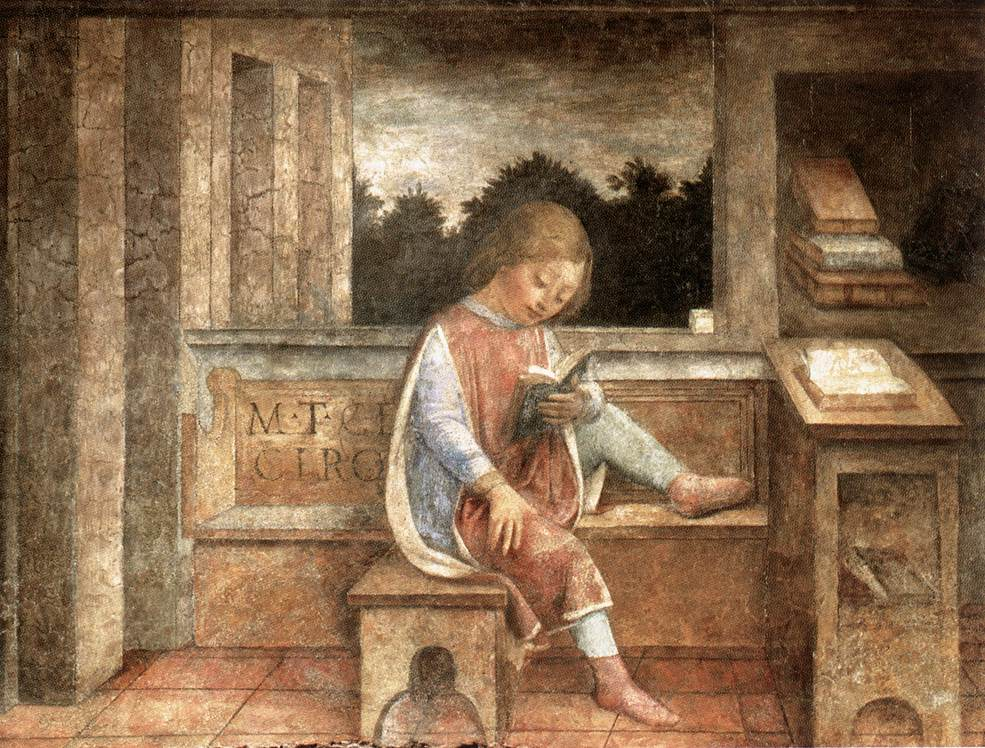
Le Jeune Cicéron lisant, fresque de Vincenzo Foppa de Brescia, vers 1464.

On sait qu'Aristote a écrit à l'intention du grand public des dialogues à la manière de Platon. Il n'en reste que de rares fragments (Eudème, La Philosophie, Du bien, etc.). Ces dialogues représentent les « discours exotériques » (ἐξωτερικοὶ λόγοι) d’Aristote,,,, destinés à un large public. Cicéron n'hésite pas à qualifier son éloquence de « fleuve d'or » et à juger ses livres (aujourd'hui perdus) mieux écrits que ceux de Platon.
Les trente-et-un traités qui nous restent proviennent pour l'essentiel de notes de cours ou d'écrits destinés au public spécialisé du Lycée. À côté des « discours exotériques » (à l'usage du public), on trouve des leçons seulement orales appelées aussi notes « acroamatiques », recueils d’exposés destinés à des disciples avancés,,.
Les spécialistes d'Aristote se demandent comment les écrits que nous connaissons ont été assemblés. En effet, leur organisation semble parfois hasardeuse et leur style n'a que peu de choses à voir avec ce qu'en dit Cicéron.

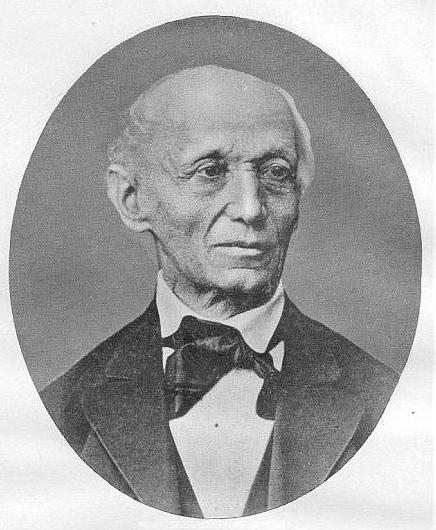
Eduard Zeller, historien allemand de la philosophie.

Une trentaine d'ouvrages d'Aristote ont été perdus,,,,. Les experts se sont posé la question de savoir si cette perte faussait ou non la compréhension de l'œuvre d'Aristote. Dans son Histoire de la philosophie des Grecs, Eduard Zeller répond par la négative :

« Toutes les œuvres en question appartiennent aux dernières années de la vie d’Aristote. Si un jour une heureuse découverte devait enrichir nos connaissances sur l’ordre chronologique de ces écrits, il n’y aurait pourtant pas à espérer que l’ouvrage le plus ancien nous fasse remonter à une époque où Aristote travaillait encore à son système. Dans toutes ses parties, celui-ci se présente à nous comme un tout achevé ; nulle part nous ne voyons encore l’architecte à l’œuvre. »

Il convient de préciser que cette position date d'une époque où dominait encore « l'image d'un Aristote systématique ». Depuis les écrits de Werner Jaeger, particulièrement son livre de 1923 Aristote, Fondements pour une histoire de son évolution, la thèse de l'unité doctrinale de la pensée aristotélicienne n'est plus dominante.

### Question de l'interprétation de l'œuvre
L'œuvre dont nous disposons est basée sur des documents assemblés en livres au Ier siècle avant notre ère par Andronicos de Rhodes sans que ce dernier ait connu l'ordre envisagé par Aristote ni « les tenants et les aboutissants de la démarche, les motivations et les occasions de la rédaction ». Le corpus dont nous disposons a donc été écrit au IVe siècle, mais édité au Ier siècle avant notre ère. Pour Pierre Aubenque, ce décalage de plusieurs siècles, doublé à la même période d'un oubli de la pensée d'Aristote, a conduit à dissocier fortement l'homme Aristote de la philosophie connue sous son nom. Aussi, l'intention de l'auteur étant inconnue, les exégètes ont été amenés à faire des hypothèses qui ont conduit à des lignes d'interprétations divergentes.

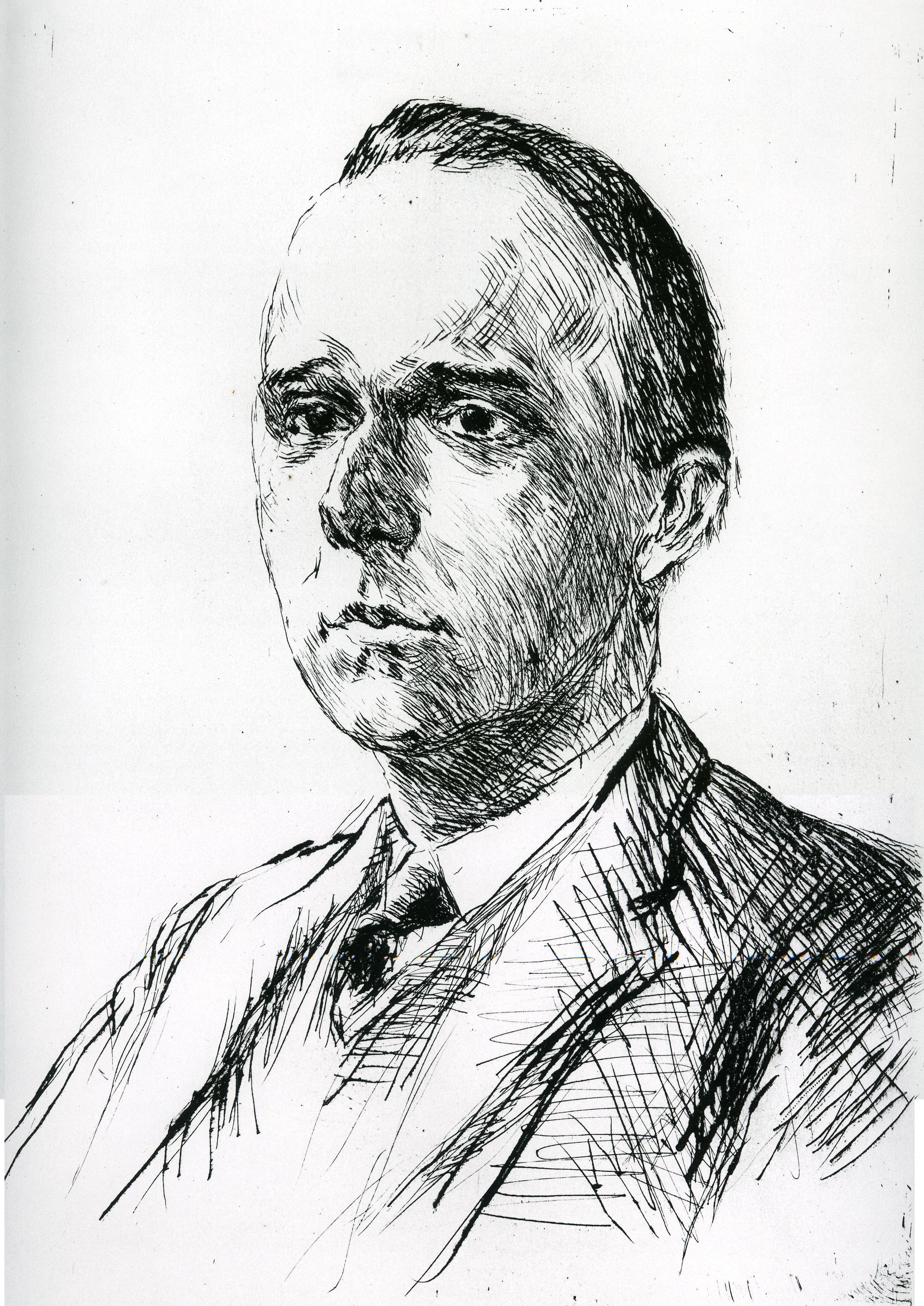
Werner Jaeger
par Max Liebermann.

Jusqu'à la fin du XIXe siècle, on a considéré que la pensée d'Aristote formait un système complet et cohérent, de sorte que les commentateurs ont « complété » la pensée d'Aristote quand besoin était. Selon Pierre Aubenque, les commentateurs grecs ont systématisé la pensée d'Aristote à partir du néo-platonisme et « les commentateurs scolastiques, à partir d'une certaine idée du Dieu de la Bible et de son rapport au monde ».
En 1923, Werner Jaeger dans un ouvrage intitulé Aristote : Fondements pour une histoire de son évolution inaugure une méthode d'interprétation génétique qui voit la philosophie d'Aristote « comme un système dynamique de concepts » en évolution. Il distingue trois phases : l'époque de l'Académie, les années de voyage et enfin le second séjour à Athènes. La première phase serait celle du dogmatisme platonicien (œuvres de jeunesse, l’Éthique à Eudème, Protreptique). La seconde phase serait celle de la naissance d’un platonisme critique et l'éclosion d'une philosophie de transition au cours de laquelle Aristote procède à des corrections du platonisme tout en reprenant plusieurs thèmes platoniciens : identification de la théologie et de l’astronomie, principe du premier moteur immobile (idée qui a son origine dans les Lois de Platon) et notion d’âme des astres. Enfin, la troisième phase correspondrait au second séjour à Athènes et marquerait l’apogée de la philosophie aristotélicienne. Durant cette troisième phase, Aristote se livre à des recherches empiriques et crée un nouveau type de science basé sur les enquêtes, la description et l’observation des choses particulières. Jaeger propose donc une vision systématique mais évolutive de la pensée d'Aristote.
Cette façon de voir l'évolution de la pensée d'Aristote est contestée. Elle a été critiquée d'abord par Ingemar Düring puis par Hans-Georg Gadamer, qui estime que l'analyse de Jaeger repose sur ce que celui-ci considère comme des contradictions. Or, il est possible que ce qu'il perçoit comme des contradictions soit simplement ce qui dans la pensée d'Aristote est « compliqué, nuancé, en dehors du cadre du bon sens de tous les jours ». Pour pallier ces défauts, Pierre Aubenque préfère partir de l'hypothèse selon laquelle nous ne sommes pas certains qu'Aristote ait « conçu un système parfaitement cohérent ». Pour lui, la métaphysique d'Aristote serait aporétique et il ne faudrait pas chercher une interprétation systématisante mais, au contraire, interpréter les difficultés ou apories de façon à procéder « à une élucidation méthodique de l'échec » de la systématisation.

### Catalogue des ouvrages d'Aristote
Dans Vies des philosophes (V, 21-27), Diogène Laërce a établi un catalogue des œuvres d'Aristote comprenant 157 titres et qui fait toujours référence même si de nombreux écrits ont été perdus. Il vient probablement de la bibliothèque d'Alexandrie. Celui-ci est assez semblable à celui de l'Onomatologos établi par Hésychios de Milet. Le catalogue le plus complet nous a été transmis par deux auteurs arabes, Ibn-el-Kifti dans son Histoire des savants et Ibn-Abi-Oseibia dans son Histoire des médecins célèbres.
Les ouvrages sont traditionnellement abrégés par les initiales de leurs titres latins : ainsi P.N. pour Petits traités d'histoire naturelle (Parva naturalia), G.A. pour Génération des animaux. Les chiffres renvoient aux colonnes de l'édition Bekker de l'Académie de Berlin (1831) : ainsi, l'Histoire des animaux (H.A.) occupe les colonnes 486 a — 638 b.
La Logique (Organon)
- Catégories
- De l'interprétation
- Premiers Analytiques
- Seconds Analytiques
- Topiques
- Réfutations sophistiques

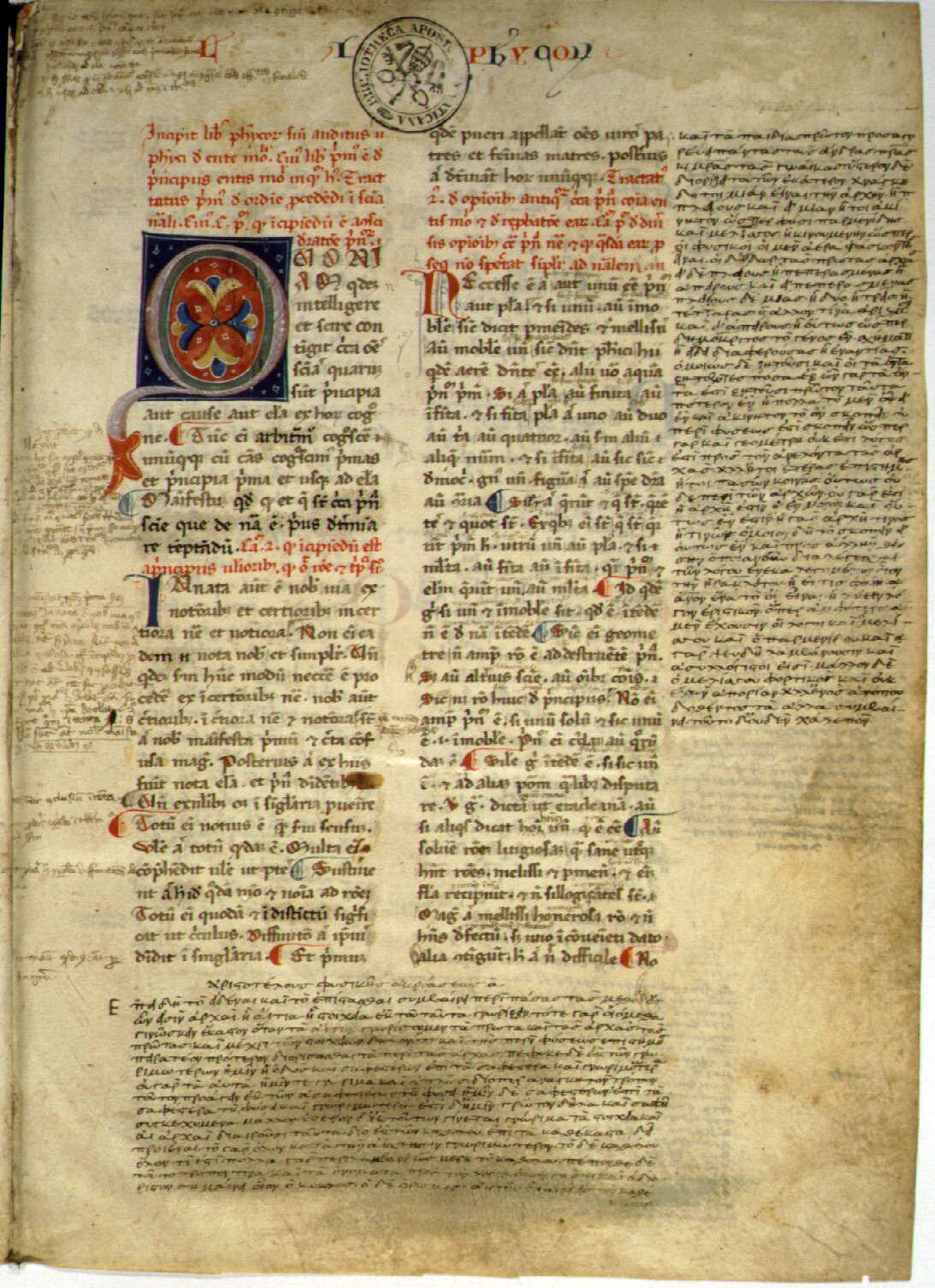
Manuscrit médiéval de la Physique d’Aristote.

La science pratique (morale et politique)
- Protreptique
- Éthique à Nicomaque
- Éthique à Eudème
- Des vertus et des vices
- Politique
- Constitution des Athéniens

La science productive
- Poétique
- Rhétorique

Les sciences théoriques
- Physique
- De la Génération et de la Corruption
- Sur L’Univers
- Traité du ciel
- Météorologiques
- De l'âme (en latin : de anima)
- Métaphysique

Les ouvrages zoologiques
- Histoire des animaux
- Parties des animaux
- Du Mouvement des animaux
- Marche des animaux
- Génération des animaux

Les petits traités
- Psychologie d'Aristote. Opuscules (Parva naturalia)[401]
- De la sensation et des sensibles (de sensu et sensibilibus)
- De la mémoire et de la réminiscence
- Du sommeil et de la veille[402]
- Des rêves
- De la divination dans le sommeil
- De la longévité et de la vie brève
- De la jeunesse et de la vieillesse
- De la respiration[403]
- De la vie et de la mort